# Melgven
Ne doit pas être confondu avec Malgven.
Melgven [mɛlvɛ̃] est une commune du département du Finistère, dans la région Bretagne, en France.

## Géographie

### Situation
Melgven est une commune proche de l'Océan atlantique, mais non littorale, qui fait partie de la communauté de communes Concarneau Cornouaille Agglomération.
| - OpenStreetMap Limite communale |

| Saint-Yvi  | Rosporden | Rosporden |
| Concarneau | Melgven   | Pont-Aven |
| Concarneau | Trégunc   | Pont-Aven |

### Relief
La commune est traversée par le fleuve côtier Moros qui a sa source à la limite nord de la commune (limite avec Rosporden), traverse tout le territoire communal en contournant le bourg par l'Est et le Sud et quitte la commune à seulement 8 mètres d'altitude, alors qu'il se jette dans l'étang du Moulin Neuf, situé en Concarneau juste en amont de l'étang du Moros. Le Val, affluent de rice droite du Moros avec lequel il conflue au niveau de l'étang du Moulin Neuf, sert de limite communale avec Concarneau côté ouest de la commune ; son propre affluent le Stival traverse la partie ouest du finage communal et a sa source près du hameau de Cadol ; il conflue avec le Val au niveau du moulin de Méros. Au sud de la commune, les ruisseaux de Kergunus et de Kerfrançès sont tributaires du Minaouët, un autre petit fleuve côtier, et servent aussi de limite communale avec Pont-Aven et Trégunc, le château de Keranével et le moulin de Keranével étant situés dans leur presqu'île de confluence.
Les vallées de ces cours d'eau sont de plus en plus encaissées ver l'aval et de nombreux moulins à eau jalonnaient leur parcours (par exemple d'amont en aval les moulins de Coat Forn, du Cosquer, Meil Nobl, du Fresq, de Kerangoc, Moulin Pell et du Hénan le long du Moros, de la Haie et Moulin Neuf le long du Val, de Trémadur et du Méros le long du Stival).
La majeure partie du finage communal est formée d'un plateau en pente générale vers le sud, les points les plus élevés se trouvant à l'extrême-nord-ouest de la commune (151 mètres au nord du hameau de Cadol et n'étant plus que vers 70 mètres à l'extrême sud de la commune, par exemple aux alentours du château de Keranével.
Un parc de trois éoliennes hautes de 120 mètres est en service depuis 2016 à la limite nord-ouest de la commune, au nord du hameau de Kergleuziou, à proximité de l'endroit le plus élevé de la commune. Ce projet fut vainement contesté par des opposants jusque devant le Conseil d'État. Un autre projet de parc éolien existe depuis 2021 à cheval sur les communes de Pont-Aven et Melgven, mais soulève des contestations.

### Paysages et habitat
Le paysage agraire traditionnel de Melgven est le bocage avec un habitat dispersé en écarts formés de hameaux ("villages") et fermes isolées. Les hameaux les plus importants sont ceux de Croaz Hent Bouillet, Cadol, Coat Kerambeuz, La Trinité, Roz ar C'had, Kerligoar, Croas Kerfrançès, Kerichal Bihan, etc..
Le bourg de Melgven, en position relativement centrale au sein de son finage, a beaucoup grossi depuis la Seconde Guerre mondiale avec la création à sa périphérie de nombreux lotissements. De nombreux hameaux ont aussi connu une croissance notable et ont été transformés par une rurbanisation importante, par exemple ceux de Croaz Hent Bouillet, Cadol et de nombreux autres, en raison de la proximité de la commune avec les villes de Concarneau au sud et de Rosporden au nord de la commune. Les confins nord-est, est et sud-est de la commune ont davantage conservé leur caractère rural. Une zone d'activités économiques s'est développée aux alentours de l'échangeur de Kerampaou situé au carrefour de la voie express RN 165 avec la D 24.

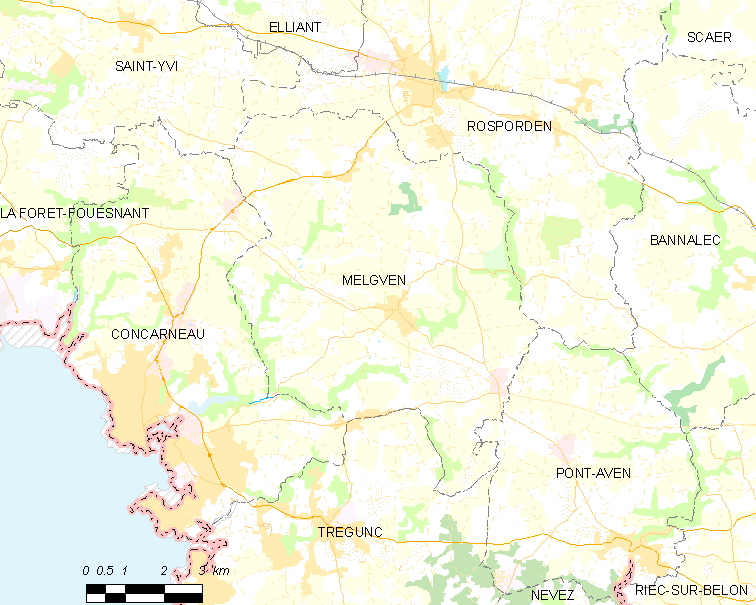
Carte de la commune de Melgven et des communes avoisinantes.

Non littorale, la commune ne recense en 2022 que 105 résidences secondaires, beaucoup moins que ses voisines littorales comme Concarneau (2 116) ou Trégunc (1 328).

#### Le village de Cadol
Cadol est l'un des plus importants hameaux de Melgven. Situé le long de l'axe routier reliant Concarneau à Rosporden et proche de l'échangeur donnant accès à la voie express RN 165, le village est excentré au sein du finage communal. Sa chapelle est à l'écart, au fond d'une impasse.
Longtemps Cadol a été connu pour son dancing-restaurant "La Clé des Champs", très fréquenté dans les décennies 1960 et 1970, mais qui a fermé en 2003 ; l'autre restaurant du hameau, le "Relais de la Côte", a fermé en 2020. L'ancien dancing est devenu un garage automobile et une école de hameau subsiste (en 2022 elle a 69 élèves répartis en 3 classes, de la maternelle au CM2).

### Transports
Le bourg de Melgven est traditionnellement desservi par deux routes départementales : la D 22 (qui vient de Concarneau via Lanriec côté sud-ouest et va, via le hameau de la Trinité, en direction de Bannalec côté est, mais c'est une route d'importance secondaire et très sinueuse) et la D 44 (axe  qui vient côté sud-est de l'échangeur de Kerampaou et se dirige côté nord-ouest vers la Boissière, un lieu-dit situé au nord de Concarneau). Mais les axes routiers les plus fréquentés ne traversent pas le bourg : la D 24 traverse la commune en passant à l'est du bourg, venant côté sud de Pont-Aven et se dirigeant côté nord vers Rosporden ; la D 70 relie Concarneau et Rosporden en traversant la parie occidentale de la commune et traverse le hameau de Cadol et la D 122 traverse la partie sud de la commune, venant côté ouest de Concarneau via Croaz Hent Bouillet et rejoint l'échangeur de Kerampaou.
Mais, depuis sa construction, l'axe routier de loin le plus important est la voie express RN 165 qui a l'inconvénient de couper en deux le territoire communal (6 ponts routiers permettent toutefois de la traverser à divers endroits de son tracé), mais l'avantage de desservir la commune via l'échangeur de Kerampaou, situé à l'est de la commune, et à un degré moindre via l'échangeur de Coat Conq (situé en Concarneau, mais relié à Melgven via la D 44).
La voie ferrée reliant Rosporden à Concarneau, mise en service en 1883, traversait la partie ouest de la commune (mais aucune gare n'existait sur la commune de Melgven) ;  elle est totalement fermée depuis le 6 juin 2013.

### Hydrographie
Pour un article plus général, voir Réseau hydrographique du Finistère.
La commune est située dans le bassin Loire-Bretagne. Elle est drainée par l'Aven, le Minaouët, le Saint Laurent, le Val, l'Hôpital, le Kerrancez, le Moros, le ruisseau de Pont ar marc'had et divers autres petits cours d'eau,.
L'Aven, d'une longueur de 39 km, prend sa source dans la commune de Coray et se jette  dans l'Océan Atlantique en limite de Riec-sur-Bélon et de Névez, après avoir traversé huit communes. L'Aven marque à l'Est la limite communale entre la commune de Melgven et le bourg de Kernével, aujourd'hui intégré à la commune de Rosporden. Sa vallée est très encaissée, d'une cinquantaine de mètres, par rapport au plateau avoisinant et par endroits peu accessible, notamment entre Stang Guerroué et le pont de la D 22 : plusieurs toponymes sont d'ailleurs révélateurs d'un relief accidenté : la Motte, les Pyrénées, Beg Roz. Entré dans la commune vers 85 mètres d'altitude, l'Aven quitte la commune après avoir coulé nord-sud vers 38 mètres d'altitude à l'est de Loc'h ar Pont. Son cours est aussi jalonné de plusieurs moulins à eau : d'amont vers l'aval les moulins de Guilers et de Barbary (tous deux côté Kernével), les moulins disparus de Kergoat (dont le moulin à papier d'en bas), Moulin Goël (lui aussi côté Kernével).

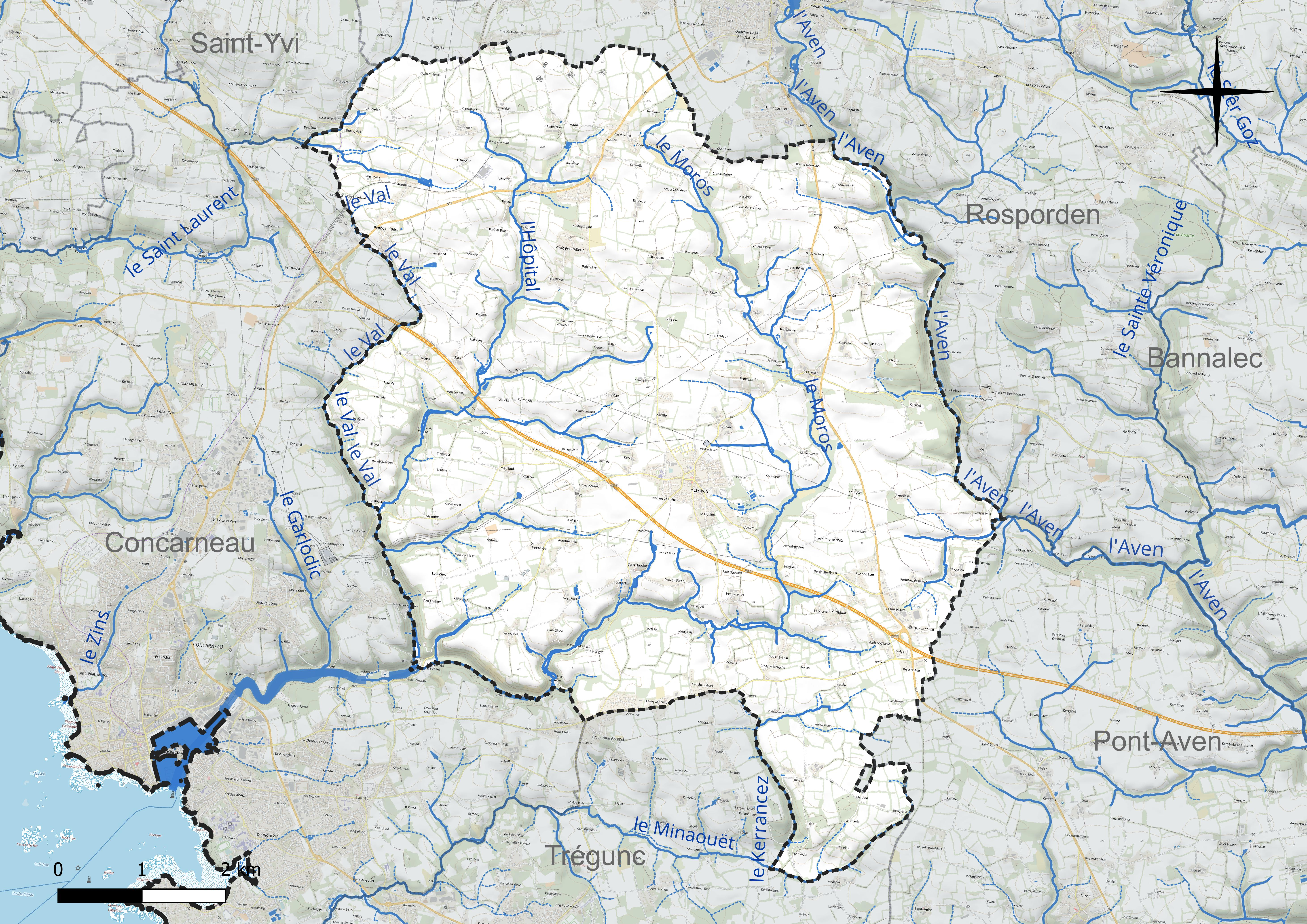
Réseau hydrographique de Melgven.

Le Minaouët, d'une longueur de 10 km, prend sa source dans la commune  et se jette  dans la Mer Celtique  à Concarneau. 
Le Saint-Laurent, d'une longueur de 11 km, prend sa source dans la commune de Saint-Yvi et se jette  dans la baie de La Forêt en limite de Concarneau et de La Forêt-Fouesnant, après avoir traversé cinq communes. 

### Climat
Le climat qui caractérise la commune est qualifié, en 2010, de « climat océanique franc », selon la typologie des climats de la France qui compte alors huit grands types de climats en métropole. En 2020, la commune ressort du type « climat océanique » dans la classification établie par Météo-France, qui ne compte désormais, en première approche, que cinq grands types de climats en métropole. Ce type de climat se traduit par des températures douces et une pluviométrie relativement abondante (en liaison avec les perturbations venant de l'Atlantique), répartie tout au long de l'année avec un léger maximum d'octobre à février.
Les paramètres climatiques qui ont permis d'établir la typologie de 2010 comportent six variables pour les températures et huit pour les précipitations, dont les valeurs correspondent à la normale 1971-2000. Les sept principales variables caractérisant la commune sont présentées dans l'encadré ci-après.
| Paramètres climatiques communaux sur la période 1971-2000 - Moyenne annuelle de température : 11,6 °C - Nombre de jours avec une température inférieure à −5 °C : 0,6 j - Nombre de jours avec une température supérieure à 30 °C : 1,2 j - Amplitude thermique annuelle : 11 °C - Cumuls annuels de précipitation : 1 097 mm - Nombre de jours de précipitation en janvier : 15,3 j - Nombre de jours de précipitation en juillet : 8,1 j |

Avec le changement climatique, ces variables ont évolué. Une étude réalisée en 2014 par la Direction générale de l'Énergie et du Climat complétée par des études régionales prévoit en effet que la  température moyenne devrait croître et la pluviométrie moyenne baisser, avec toutefois de fortes variations régionales. La station météorologique de Météo-France installée sur la commune et mise en service en 1982 permet de connaître l'évolution des indicateurs météorologiques. Le tableau détaillé pour la période 1981-2010 est présenté ci-après.
| Mois                                  | jan.            | fév.           | mars        | avril           | mai             | juin          | jui.          | août          | sep.          | oct.            | nov.          | déc.            | année     |
| ------------------------------------- | --------------- | -------------- | ----------- | --------------- | --------------- | ------------- | ------------- | ------------- | ------------- | --------------- | ------------- | --------------- | --------- |
| Température minimale moyenne (°C)     | 3,6             | 3,2            | 4,5         | 5,5             | 8,6             | 11            | 12,8          | 12,6          | 10,8          | 8,9             | 5,7           | 4               | 7,6       |
| Température moyenne (°C)              | 6,5             | 6,6            | 8,5         | 10,1            | 13,4            | 16,2          | 18,1          | 18,1          | 16            | 12,9            | 9,2           | 7               | 11,9      |
| Température maximale moyenne (°C)     | 9,4             | 10             | 12,5        | 14,7            | 18,2            | 21,4          | 23,4          | 23,5          | 21,2          | 16,9            | 12,7          | 10              | 16,2      |
| Record de froid (°C) date du record   | −11 17.01.1985  | −10 10.02.1991 | −8 01.03.05 | −4,2 12.04.1986 | −1,4 07.05.1982 | 2,2 01.06.11  | 4 02.07.1997  | 4 29.08.1986  | 3 19.09.12    | −2,5 30.10.1997 | −4,8 29.11.10 | −7,2 29.12.1996 | −11 1985  |
| Record de chaleur (°C) date du record | 15,5 26.01.1983 | 19 14.02.1998  | 24 19.03.05 | 26,8 23.04.1984 | 30,5 06.05.1995 | 34,6 19.06.17 | 36,5 18.07.06 | 39,2 09.08.03 | 31,6 04.09.13 | 29,5 01.10.1997 | 19,8 01.11.15 | 17 19.12.15     | 39,2 2003 |
| Précipitations (mm)                   | 129,9           | 100,9          | 89,9        | 78,2            | 83,4            | 55,3          | 63            | 64            | 80,2          | 121,4           | 128,4         | 137,4           | 1 132     |

## Urbanisme

### Typologie
Au 1er janvier 2024, Melgven est catégorisée commune rurale à habitat dispersé, selon la nouvelle grille communale de densité à 7 niveaux définie par l'Insee en 2022.
Elle est située hors unité urbaine. Par ailleurs la commune fait partie de l'aire d'attraction de Quimper, dont elle est une commune de la couronne,. Cette aire, qui regroupe 58 communes, est catégorisée dans les aires de 200 000 à moins de 700 000 habitants,.

### Occupation des sols

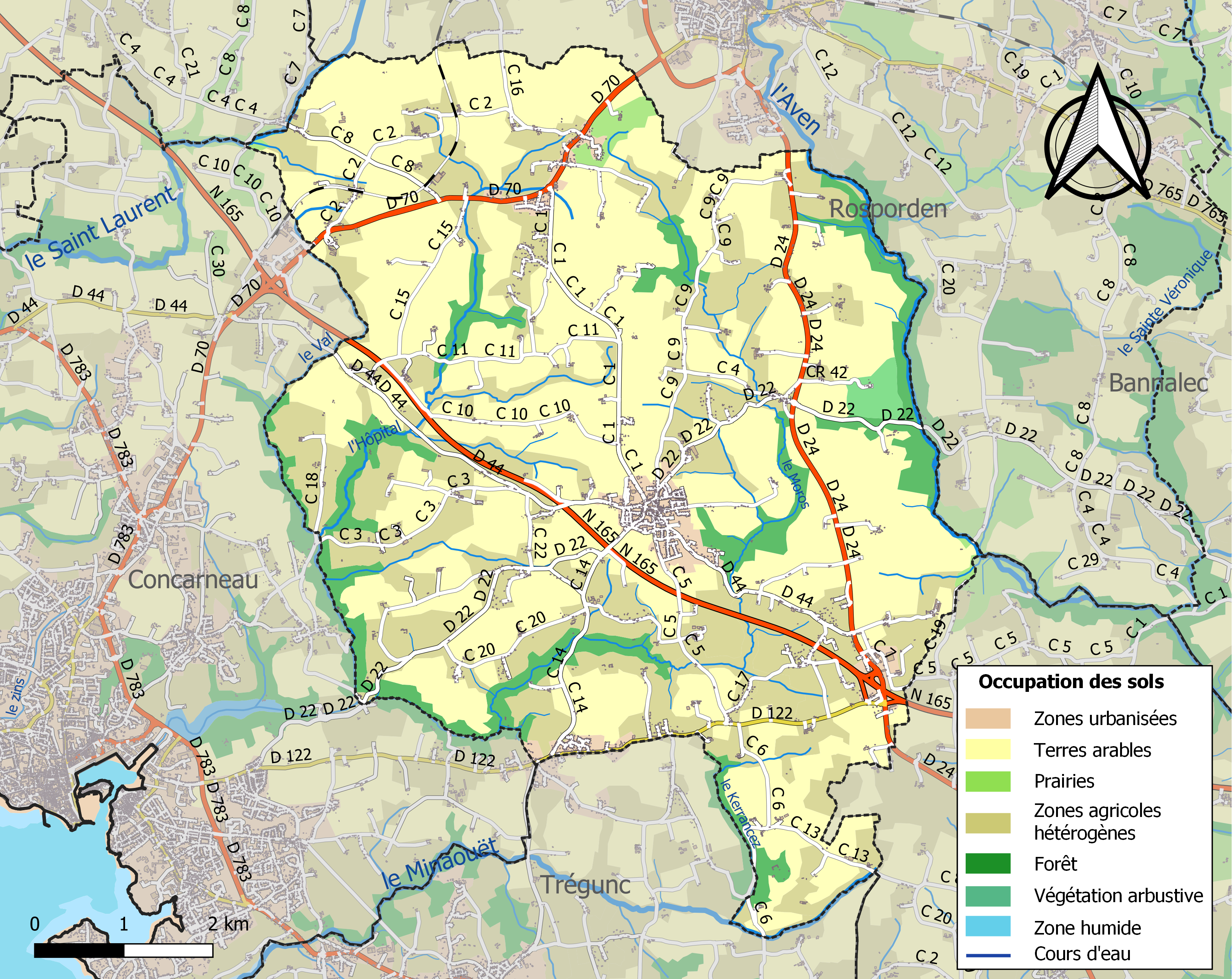
Carte des infrastructures et de l'occupation des sols de la commune en 2018 (CLC).

Le tableau ci-dessous présente l'occupation des sols de la commune en 2018, telle qu'elle ressort de la base de données européenne d'occupation biophysique des sols Corine Land Cover (CLC).
| Type d'occupation                                                                   | Pourcentage | Superficie (en hectares) |
| ----------------------------------------------------------------------------------- | ----------- | ------------------------ |
| Tissu urbain discontinu                                                             | 2,5 %       | 128                      |
| Zones industrielles ou commerciales et installations publiques                      | 0,6 %       | 29                       |
| Terres arables hors périmètres d'irrigation                                         | 56,0 %      | 2 850                    |
| Prairies et autres surfaces toujours en herbe                                       | 0,8 %       | 42                       |
| Systèmes culturaux et parcellaires complexes                                        | 29,8 %      | 1 518                    |
| Surfaces essentiellement agricoles interrompues par des espaces naturels importants | 1,8 %       | 92                       |
| Forêts de feuillus                                                                  | 7,9 %       | 404                      |
| Forêts mélangées                                                                    | 0,5 %       | 25                       |
| Source : Corine Land Cover                                                          |             |                          |

## Toponymie
Attestée sous la forme Melgvan en 1300,.
Le nom de Melgven provient des mots bretons mell (colline arrondie) et gwenn (blanc) : « la colline blanche ».

## Histoire

### Préhistoire

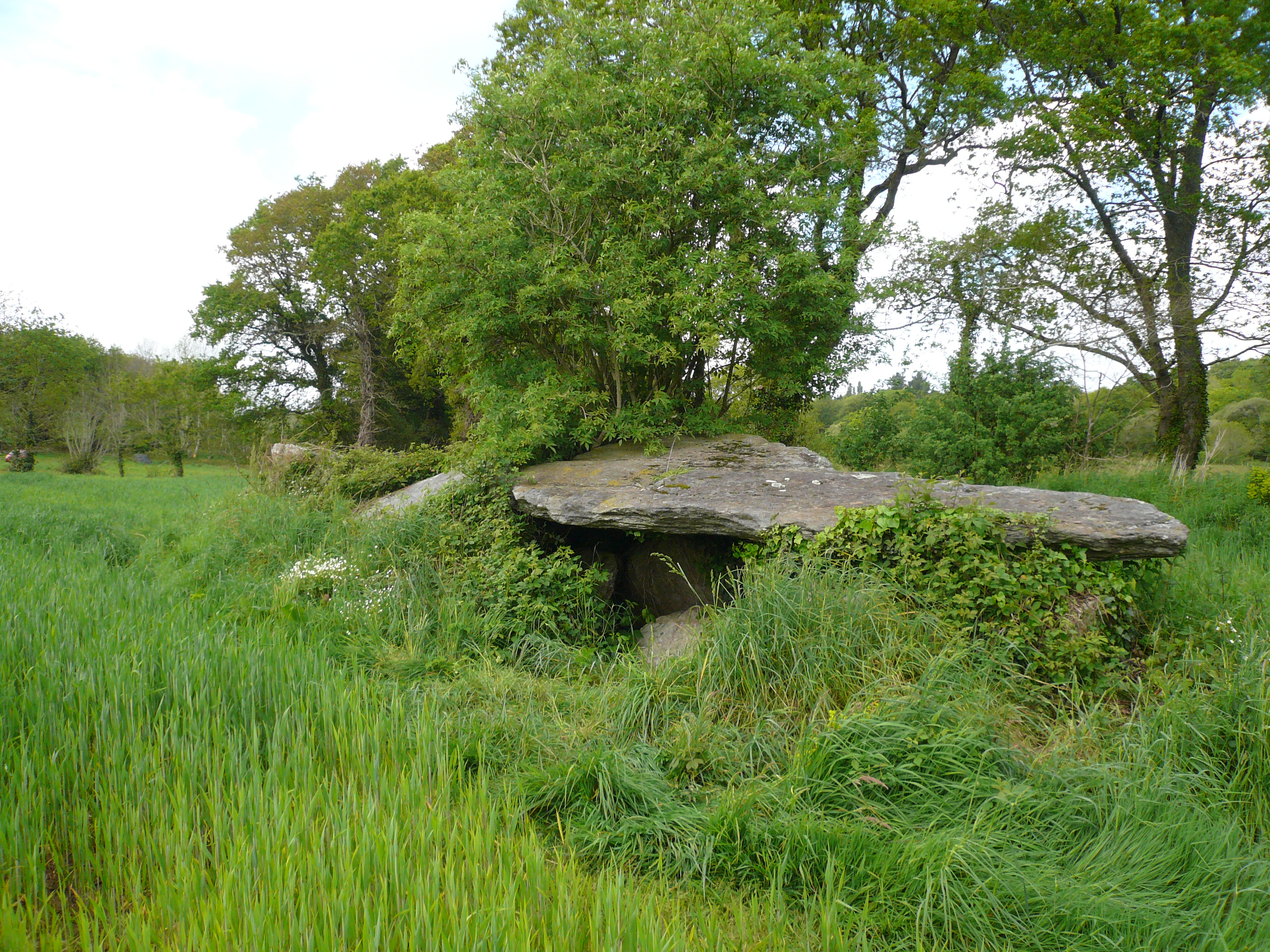
L'allée couverte de Coat Menez Guen.

Des allées couvertes se trouvent à Loc'h ar Pont (dite aussi allée couverte de Coat Menez Guen) à la limite orientale de la commune et une autre se trouve non loin au sud de Coat Luzuen (Allée couverte de Coat Luzuen), mais dans la commune de Pont-Aven même si elle est tout proche de la limite communale.
Une stèle tronconique complète datant de l'Âge du fer, ornée de sculptures et de bas-reliefs, en gneiss d'origine locale, haute de 1,75 m et de 0,13 m de diamètre à son sommet, à base quadrangulaire, a été trouvée lors d'un labour en 1991 à Kerviguérou. À la suite de cette découverte fortuite, des fouilles ont été entreprises en 1992 et 1993 par Anne Villard-Le Tiec. Elles ont permis de mettre au jour une nécropole à incinération datant aussi de l'Âge du fer, formée de deux enclos carrés auxquels on accédait par des porches en bois. Dans l'un des enclos, on a trouvé huit vases funéraires contenant des ossements incinérés ; dans l'autre enclos, 3 urnes étaient disposées dans un petit tumulus bordé de stèles de pierre ou de bois. L'une d'entre elles, gravée de frises, de grecques et d'esses, a été retrouvée dans le fossé délimitant l'enclos. Leur étude a permis de dater l'utilisation de ce cimetière de la fin du VIe siècle au milieu du Ve siècle av. J.-C.. La stèle est la réplique exacte de la colonne aspire (D) du temple de Métaponte (Italie du sud). Cette stèle témoigne de relations entre ces deux régions à cette époque.
A. Marteville et P. Varin écrivent en 1853 qu'on trouve à Melgven « les restes d'une forêt druidique dite Lusuen ou Louzouen, nom qui suffit pour démontrer l'antiquité de ce lieu. Louzou, en breton, signifie toute espèce d'herbes ou de plantes ayant des propriétés mystérieuses, et dont autrefois les druides se réservaient l'usage. Un grand nombre de monuments druidiques, selon M. de Fréminville, existent dans cette forêt » (en fait il s'agit de restes datant de la Préhistoire que l'on attribuait alors aux druides). Le hameau de Coat Luzuen se trouve dans la commune de Pont-Aven (anciennement dans celle de Nizon), mais à proximité immédiate de la limite orientale de la commune de Melgven). Benjamin Girard signale en 1889 l'existence dans la commune de « plusieurs monuments druidiques, dolmens, allées couvertes et tumulus, presque tous mutilés » et que l'on a trouvé vers 1865 dans une cachette de fondeur entre le bourg de Melgven et Rosporden vingt haches en bronze dont quelques-unes ont été déposées au musée départemental d'archéologie.
Paul du Châtellier cite et décrit en 1907 de nombreux monuments préhistoriques encore visibles à cette date : un menhir et une allée couverte à Saint-Antoine, un dolmen près de Kerbrunou, une allée couverte mutilée près de Cadol et une autre aussi mutilée près de Kerroc'h, deux dolmens à Kernezre, une allée couverte de 14,75 mètres de long en face du moulin du Goël, un dolmen et un tumulus au-dessus du Pontoret, deux autres tumulus l'un à Kernoué, l'autre à l'est de Locmaria ; la plupart de ces monuments ont disparu de nos jours.

### Antiquité
Melgven est un carrefour entre Concarneau et Rosporden depuis l'Antiquité. On y retrouve les restes d'une ancienne voie romaine qui reliait Vannes à Quimper : elle  empruntait le tracé de l'actuelle D 22 passant par la chapelle du Moustoir en Kernével et celles de la Trinité et Coat-an-Poudou en Melgven ; elle devint ensuite au Moyen-Âge un chemin du Tro Breiz. Des fragments de tuiles et des monnaies romaines ont été trouvés à Parc-ar-Broc'h, des tuiles romaines à la Trinité et dans l'enceinte fortifiée située près du manoir de Kergoat.

### Moyen Âge
Le chevalier de Fréminville indique l'existence d'une construction remontant au Moyen-Âge : « c'est une tour située au sommet d'une motte entourée d'un fossé et défendue par un retranchement extérieur. Cette tour, dite de Louzouen est en assez bon état de conservation ; deux de ses côtés sont encore debout, et conservent une hauteur remarquable ; elle est construite en pierres qui ne sont ni appareillées ni équarries ». Il décrit probablement la tour qui se trouvait au lieu-dit "La Motte" où existe effectivement une motte féodale, d'autres existant toutefois à Méros (à la limite ouest de la commune) et à Penher Izel (au sud du bourg de Melgven).

### Époque moderne

#### Les Guerres de la Ligue
René-Jacques Le Siner, curé de la trève de Cadol, a commencé en 1765 un manuscrit qui contient des précisions nombreuses sur l'histoire locale : il indique par exemple que Christophe de Carné, abbé commendataire du Relec, fut nommé recteur de Melgven en 1567 et fut tué lors de la surprise de Plestin en 1591 lors des guerres de la Ligue. Alain Bittart, recteur de Melgven depuis 1620, fut assassiné dans son lit dans la nuit du 5 au 6 juin 1644.

#### Révolte des Bonnets Rouges(1675)
Le prédicateur Julien Maunoir prêcha une mission à Melgven en 1667.
Des habitants de la paroisse de Melgven prirent part à la révolte des Bonnets Rouges. Le manoir de Coat-Canton, situé à l'époque en la paroisse de Melgven (désormais en Rosporden), est saccagé par les paysans révoltés. Il appartenait alors à Christophe Fouquet, comte de Chalain et gouverneur de Concarneau. Celui-ci dut en refaire la façade Nord et construisit le pavillon qui termine à l'Est, le corps de logis. Sa porte à tympan triangulaire, ses baies cintrées sont bien de la seconde moitié du XVIIe siècle.

#### Les manoirs de Melgven

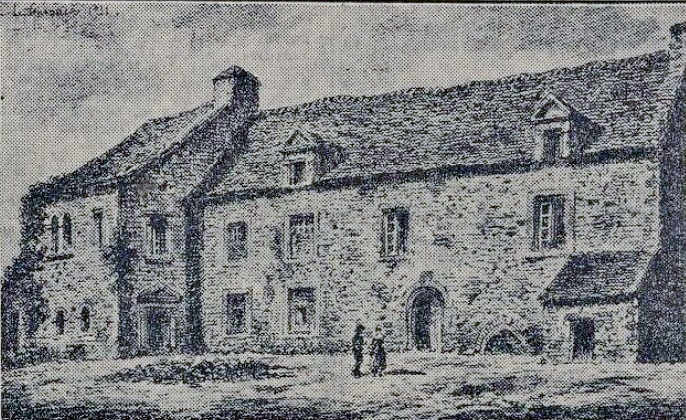
Le manoir de Coatcanton en 1932 (dessin de Louis Le Guennec).

Melgven possédait plusieurs manoirs, les plus connus étant le manoir de Coëtcanton [Coatcanton] (situé à 4 km au nord du bourg et à 1 km au sud de Rosporden, commune dont il fait partie désormais), qui date du XIVe siècle et appartint successivement à Jean de Keranrais, Geoffroy du Perrier, Gilette d'Acigné, etc., avant d'appartenir à l'époque de Louis XIII à Christophe Fouquet, lequel le vendit à son cousin le surintendant Nicolas Fouquet. Au XVIIIe siècle, ses derniers propriétaires sont François-René de Grimaudet et en 1756 le manoir est vendu à la famille de Plœuc ; le manoir de Coataven ("Le bois de l'Aven" en breton), dont le dernier propriétaire sous l'Ancien Régime fut B. de Jacquelot du Boisrouvray ; le manoir de Minuello [Minuellou], qui appartint au XVIIIe siècle à la famille du Couëdic ; le manoir de Coëtforn, situé à l'ouest de la chapelle de la Trinité, possédé en 1771 par Toussaint de Penandreff, sieur de Keranstret, capitaine de frégate, membre de l'Académie de marine ; le manoir de Kergoët [Kergoat], qui appartint au XVIIIe siècle à la famille de Kerguélen ; le manoir du Méroz [Méros] (XV et XVIe), possédé au XVIIIe siècle par la famille de Boisguéhenneuc de Kerminguy ; le manoir du Fresq, situé à 3 km au sud du bourg ; le manoir de Keranével (situé au sud du bourg de Melgven, mais désormais disparu), qui appartint au XVIIIe siècle à la famille des Hayeux.

#### Melgven auXVIIIesiècle

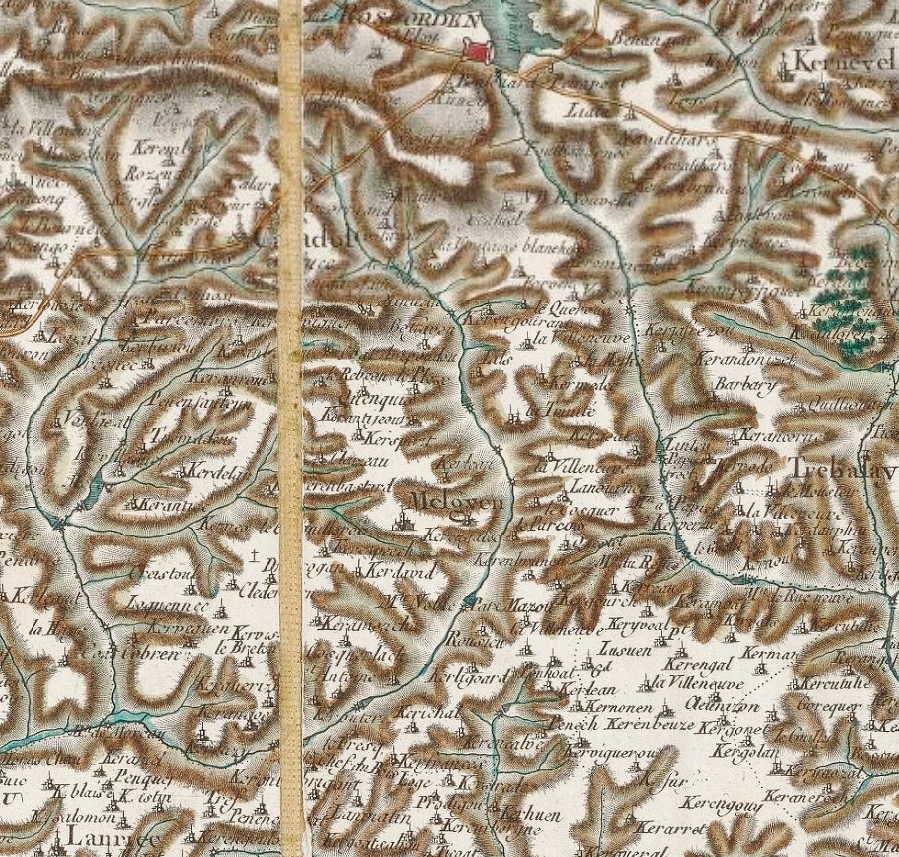
Carte de Cassini de Melgven (1783).

Au XVIIIe siècle, Melgven, avec deux moulins au lieu-dit de Kergoat développe une industrie de production de papier à écrire et à imprimer. Ce papier est ensuite exporté vers Nantes, le Portugal et la Hollande.
En 1759 la paroisse de Melgven [le nom est écrit Melven] devait chaque année fournir 36 hommes pour servir de garde-côtes.
Isabelle Le Deuff, âgée de 4 ans environ, qui habitait le moulin Coat Aven, fut dévorée par une louve privée le 13 août 1773 vers les 6 heures du soir. Des battues organisées pour retrouver cette vieille louve qui avait dû s'échapper permit de tuer 4 louvarts (jeunes loups), puis quelque temps plus tard en octobre deux vieilles louves et un vieux loup.
Jean-Baptiste Ogée décrit ainsi Melgven en 1778 :

« Melgven ; sur une hauteur ; à 4 lieues et demie à l'Est-Sud-Est de Quimper, son Évêché ; à 34 lieues trois quarts de Rennes, et à 1 lieue trois quarts de Concarneau, sa subdélégation et son ressort. Cette paroisse relève du Roi et compte 1 900 communiants, y compris ceux de Cadol, sa trève ; la cure est à l'ordinaire. Le terroir de l'endroit est inégal et assez exactement cultivé : les récoltes sont toujours bonnes. »

### Révolution française
L'assemblée des paroissiens en vue des États généraux de 1789 se tint le 6 avril 1789 sous la présidence de René Le Diraison, notaire royal à Concarneau ; environ 38 paroissiens étaient présents et élurent quatre députés pour les représenter à l'assemblée du tiers-état de la sénéchaussée de Concarneau : René Le Diraison, Jean Gouiffès, Yves Le Bourhis et Corentin Cotten. Le cahier de doléances qui fut rédigé reprit une dizaine de points du cahier de doléances de Pleuven et un de celui de Fouesnant ; parmi les autres points, rédigés localement, le premier demande  « Que chaque particulier soit libre de faire moudre son grain où il voudra »,donc la suppression des banalités.
Les quatre prêtres résidant à Melgven au début de la Révolution française refusèrent tous de prêter le serment de fidélité à la Constitution civile du clergé : le recteur Pierre Pennec émigra en Espagne où il mourut ; Noël Le Moan, curé de la trève de Cadol, fut emprisonné à plusieurs reprises ; le vicaire Louis-Marie Nicolas émigra à deux reprises en Espagne et fut, après la Révolution, curé de Melgven ; François Boudin, prêtre habitué, serait resté caché à Melgven pendant toute cette période.

### LeXIXesiècle

#### La pêche des mulettes perlières dans l'Aven
Lionel Bonnemaire dans son livre Les mollusques des eaux douces de France et leurs perles, décrit la pêche que pratiquaient des jeunes filles de Rosporden dans l'Aven au lieu-dit Kerenmeriet [Keranmeriet] en Melgven à la fin du XIXe siècle (l'Aven était alors comme « pavée » de mulettes perlières) : « Jadis, la recherche de perles occasionnait de joyeuses parties. Les jeunes filles de Rosporden se rendaient au lieu-dit Kerenmeriet, en français Le village des filles. Il est situé au bord de l'Aven. À demi dévêtues, ces pêcheuses improvisées ne craignaient pas d'entrer dans l'eau et prenaient un grand nombre de kregen dour dous [mulettes perlières en breton], qu'elles ouvraient sur le champ pour les visiter. Elles rejetaient ensuite leurs valves dans la rivière ».

#### Melgven vers le milieu duXIXesiècle
La mère de Théodore Hersart de La Villemarqué aurait commencé sa collecte de chants populaires bretons au début du XIXe siècle en entendant une pauvre chanteuse ambulante de la paroisse de Melgven ; ce serait là l'origine du Barzaz Breiz. Jérôme Le Bihan, un aveugle de Melgven surnommé Dall Rosporden, fut aussi un sonneur de bombarde réputé à la fin du XIXe siècle.

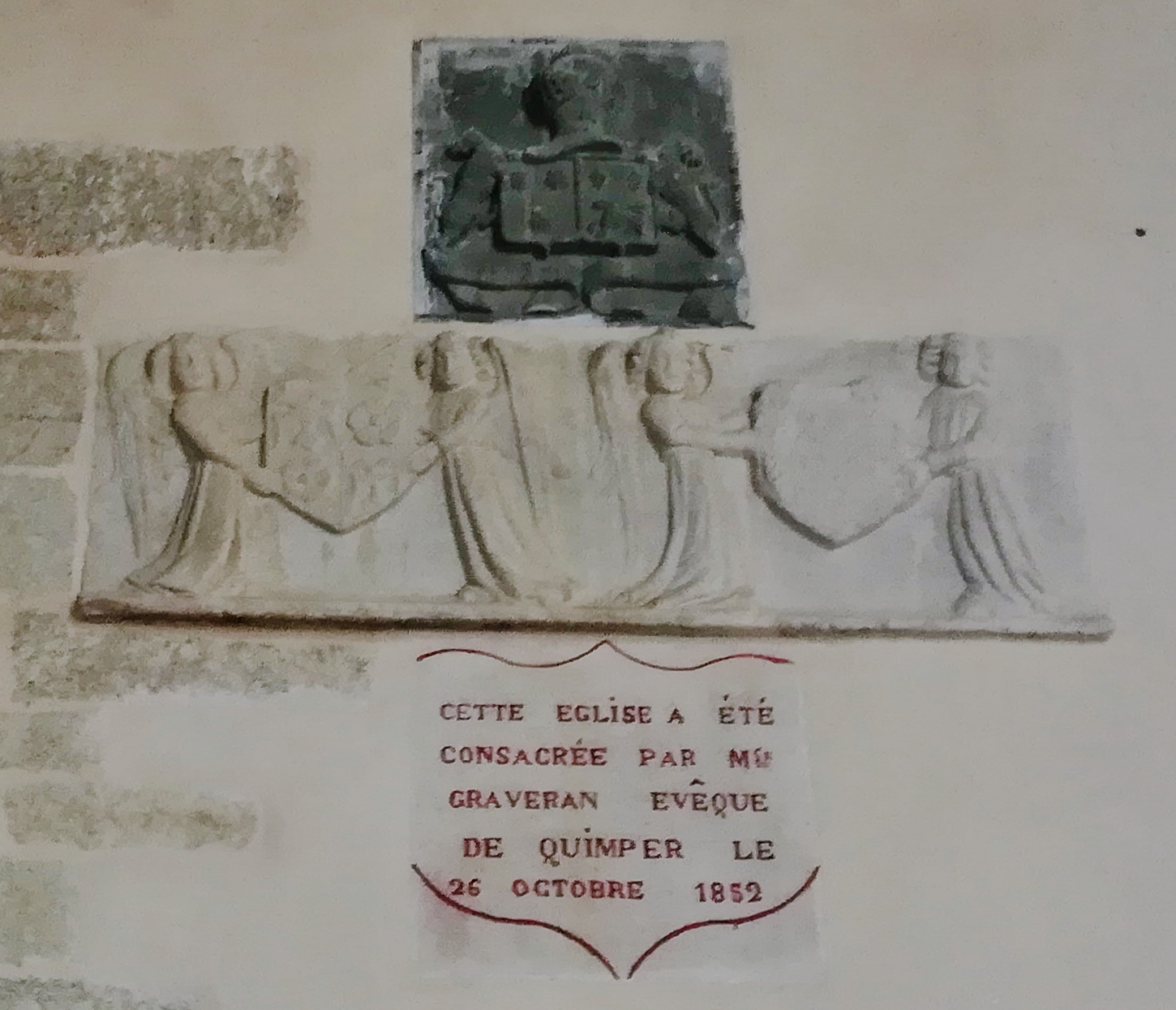
Église Saint-Pierre-et-Saint-Paul, inscription commémorative de la consécration de l'église le 26 octobre 1852 par Joseph-Marie Graveran, évêque de Quimper.

Le chevalier de Fréminville décrit ainsi le château de Coat-Canton (qui faisait alors partie de la commune de Melgven) en 1844 :  « À un quart de lieue [de Rosporden], derrière une colline boisée, est le vieux château de Coat-Canton. Il fut jadis fortifié, et l'on y remarque quelques vestiges d'ouvrages avancés. Le corps de logis principal a été entièrement reconstruit du temps de Louis XIV ; mais la façade qui donne sur le jardin est encore tout entière d'une époque fort ancienne ; son architecture porte le cachet du treizième siècle. »
Melgven était alors une zone importante d'élevage chevalin (postiers bretons) et une station de haras se trouvait au château de Keranével.
A. Marteville et P. Varin, continuateurs d'Ogée, décrivent ainsi Melgven en 1853 :

« Melgven : comune formée de l'ancienne paroisse de ce nom ; aujourd'hui succursale. (…) Géologie : granite à Cadol ; gneiss au sud du bourg. On parle le breton. »

Les travaux d'aménagement du chemin de grande communication n° 22 entre Concarneau et Bannalec via Melgven commencèrent en 1866 ; ils durèrent une dizaine d'années.
La commune de Melgven fut diminuée de trois hectares (contenant alors 29 habitants) rattachés à Rosporden par la loi du 1er août 1881.
Une épidémie de choléra fit six morts à Melgven en 1865-1886 ; une autre y fit quatre morts à l'automne 1885. Selon un rapport sanitaire le bourg de Melgven comptait 62 feux et 316 habitants ; la quasi-totalité des habitants allaient alors puiser l'eau à une fontaine située près de Questel ; ceux de La Trinité, un hameau qui comptait alors 22 feux, s'approvisionnaient en eau à une source située au centre de celui-ci où pouvaient s'écouler les eaux souillées provenant du chemin. « Les matières fécales sont déposées dans les cours extérieures et mêlées au fumier (…). Le lavage du linge dans la commune se fait (…) [au] lavoir le plus proche ; les eaux employées à ce lavage s'écoulent (…) avec les eaux de la source. Les lavoirs du Questel et de La Trinité auraient besoin d'être reconstruits entièrement afin d'écarter le danger de contamination. »

#### Les écoles de Melgven
Selon un document déposé au Corps législatif 204 des 228 conscrits de Melgven pour la période allant de 1858 à 1867 ne savaient ni lire ni écrire.
En mars 1877 l'école de Melgven est fermée pour cause d'insalubrité du local, ce qui entraîne la construction d'une nouvelle école.

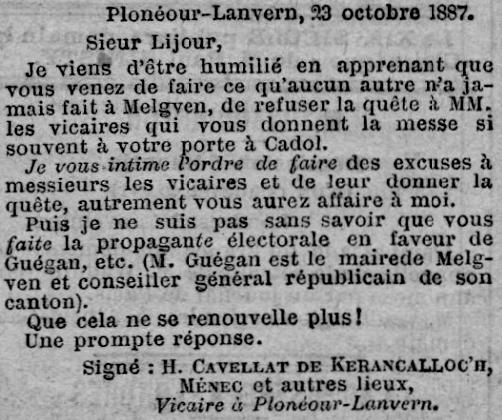
Lettre adressée par un vicaire de Melgven à un paroissien de Cadol (journal Le XIXe siècle, 1887).

Fin XIXe, la construction de 67 écoles de hameaux a été autorisée dans le Finistère par deux décrets :
- le décret du 25 octobre 1881 qui a délégué une subvention pour 18 écoles de hameaux sur l'arrondissement de Quimperlé ; toutes ont été bâties dont 1 à Melgven (Cadol) ;
- le décret du 14 mars 1882 qui a délégué une subvention pour 50 écoles de hameaux sur les quatre autres arrondissements du département (Brest, Châteaulin, Morlaix, Quimper) à choisir dans les communes « dont le territoire est le plus étendu et les ressources les plus restreintes » ; 49 ont été bâties[66].

En 1887 un vicaire de Melgven envoya une lettre de menaces à un habitant de Cadol car celui-ci avait refusé de donner sa contribution lors d'une quête et votait en faveur du maire républicain Alexandre Guégan.
En 1892 une nouvelle école privée, tenue par des religieuses du Saint-Esprit ("École des Sœurs") ouvre, avec l'aide financière de la famille de Saint-Georges en remplacement de l'école antérieure devenue vétuste : en 1880 une institutrice de cette école, surnommée sœur fouetteuse, avait été évoquée à la suite d'une plainte déposée par le maire de la commune et motive par des sévices graves commis sur plusieurs élèves. Une école communale de filles est construite en 1908.

### LeXXesiècle

#### La Belle Époque

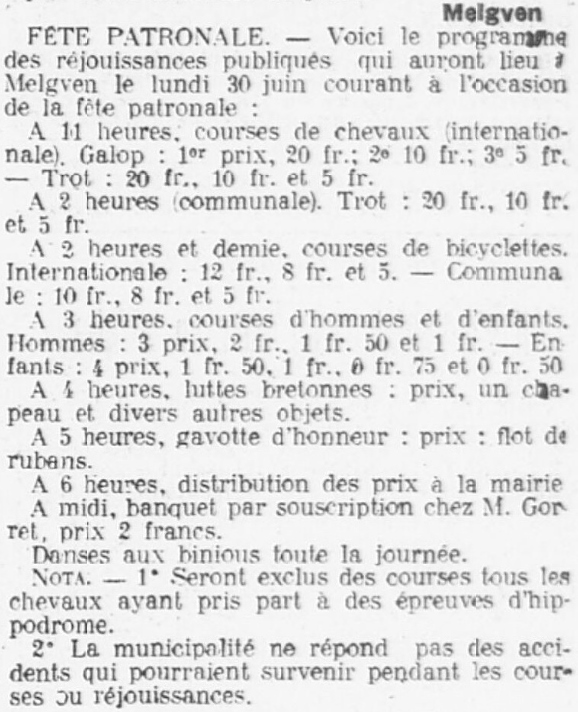
Melgven : le programme de la fête patronale du 30 juin 1913.

Trois membres d'une même famille de Trégunc, Nicolas Colin, son épouse Marie-Jeanne Bellec et leur fille Marie, âgée de 14 ans, se noyèrent à bord de leur charrette lors d'un retour de noces dans l'étang de Kérennével [Keranével] en Melgven, appartenant à M. de Saint-Georges. Leur cheval aurait fait une embardée à un endroit où la route longe l'étang.
En réponse à une enquête épiscopale organisée en 1902 par François-Virgile Dubillard, évêque de Quimper et de Léon en raison de la politique alors menée par le gouvernement d'Émile Combes contre l'utilisation du breton par les membres du clergé, le recteur de Melgven, l'abbé Morvan, écrit à propos des enfants : « L'année scolaire, pour le plus grand nombre, ne commence qu'en novembre pour finir en juin, sans parler du peu d'assiduité qu'ils y mettent. »
Le 9 janvier 1903, Morvan, curé de Melgven, fait partie des 31 prêtres du diocèse de Quimper dont les traitements sont retenus par décision du gouvernement Combes « tant qu'ils ne feront pas emploi de la langue française dans leurs instructions et l'enseignement du catéchisme » car ils utilisaient le breton.
Un service téléphonique public ouvre à Melgven le 15 janvier 1911.
Un décret du 21 janvier 1911 attribue, à défaut de bureau de bienfaisance, à la commune de Melgven les biens ayant appartenu à la fabrique de Melgven qui étaient placés sous séquestre en vertu de la loi de séparation des Églises et de l'État. En novembre 1911 le parquet de Quimperlé inculpa deux religieuses du Saint-Esprit qui avaient rouvert à Melgven une école congréganiste et qui exerçaient illégalement des soins aux malades.

#### La Première Guerre mondiale

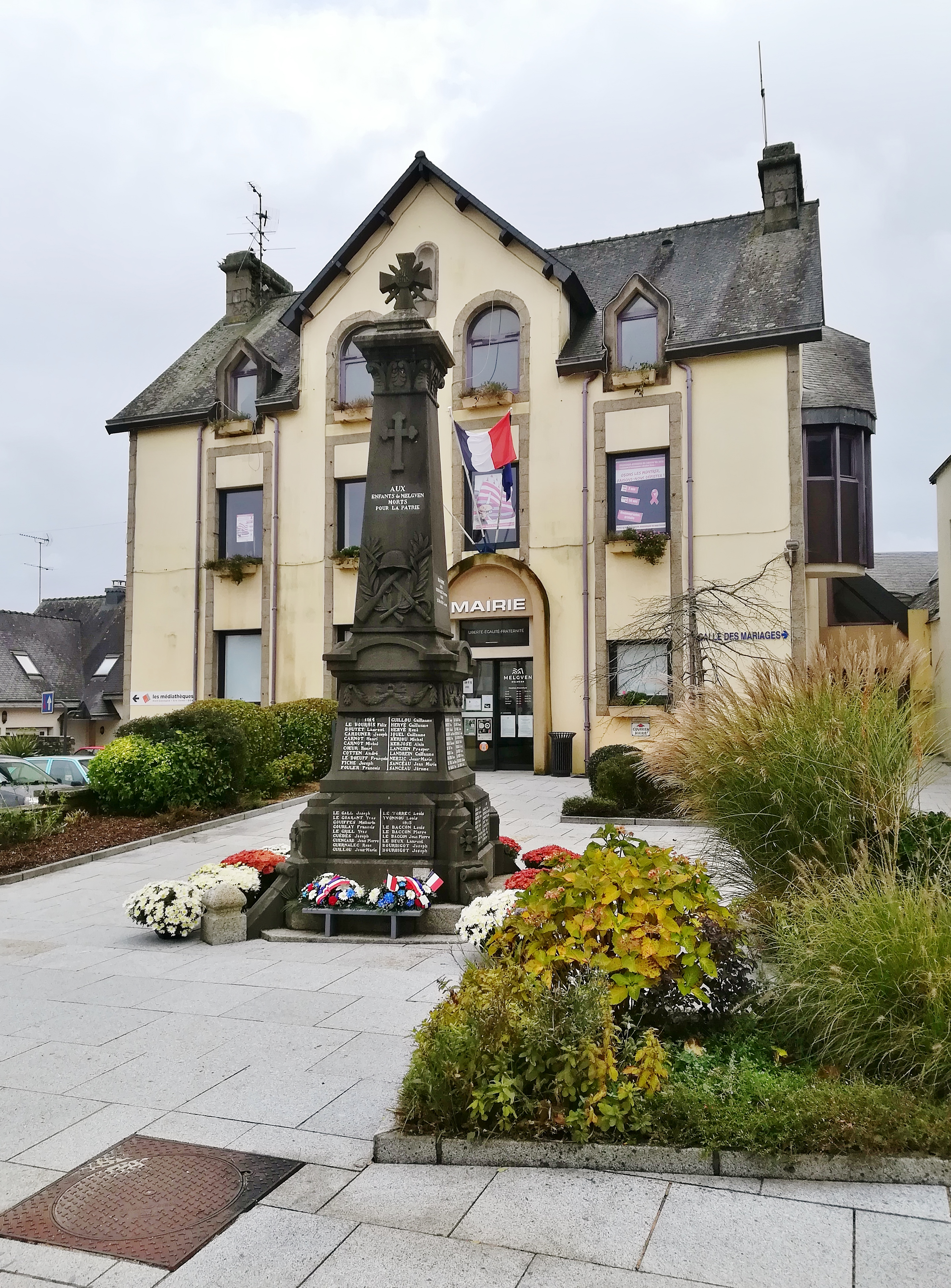
Melgven ː la mairie et le monument aux morts.

Le monument aux morts de Melgven porte les noms de 154 soldats morts pour la France pendant la Première Guerre mondiale : parmi eux 11 sont morts en Belgique (9 dès 1914, dont 6 dans les combats de Maissin, et 2 en 1915) ; deux sont des marins morts en mer (Joseph Bourbigot de maladie en 1915 et Pierre Carduner disparu lors du naufrage du cuirassé Danton  en 1917) ; Jean Hervé a été tué en 1916 dans l'actuelle Macédoine du Nord alors qu'il était membre de l'Armée française d'Orient ; Jean Le Dez est mort en 1918 en Grèce alors qu'il participait à l'expédition de Salonique ; François Le Naour est mort en 1917 en captivité en Allemagne ; la plupart des autres sont morts sur le sol français dont Jean Le Gall, Jean Le Moal, François Le Talgorn et Jean Tassy, tous les quatre décorés à la fois de la Médaille militaire et de la Croix de guerre (Jean Guengard et Joseph Ollivier, morts en Belgique, ont aussi reçu ces deux décorations) et Yves Bourbigot, Henri Le Dez et Jean Le Du, décorés de la Croix de guerre, de même que PIerre Caradec, ce dernier ayant été tué dans les Ardennes le 10 novembre 1918, donc la veille de l'armistice.

#### L'Entre-deux-guerres
Le monument aux morts de Melgven, œuvre d'un habitant de la commune, est inauguré le 1er octobre 1922 en présence de diverses personnalités ; une fête fut organisée pour la circonstance, avec l'organisation de diverses courses.

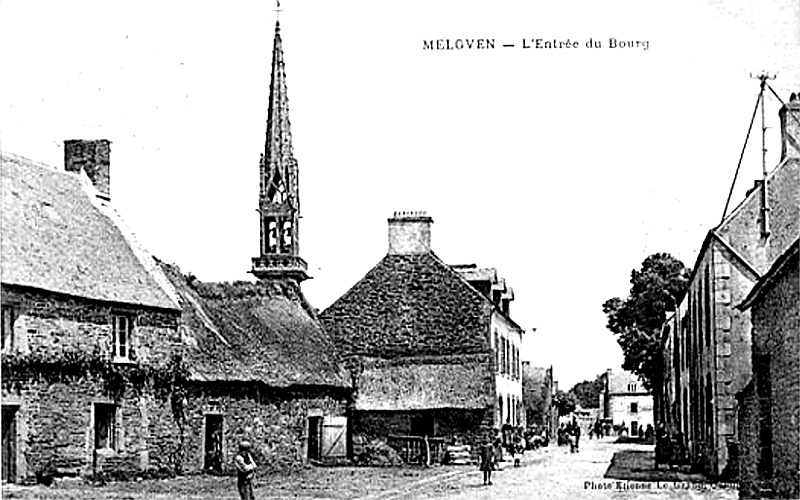
L'entrée du bourg de Melgven vers 1925 (carte postale).
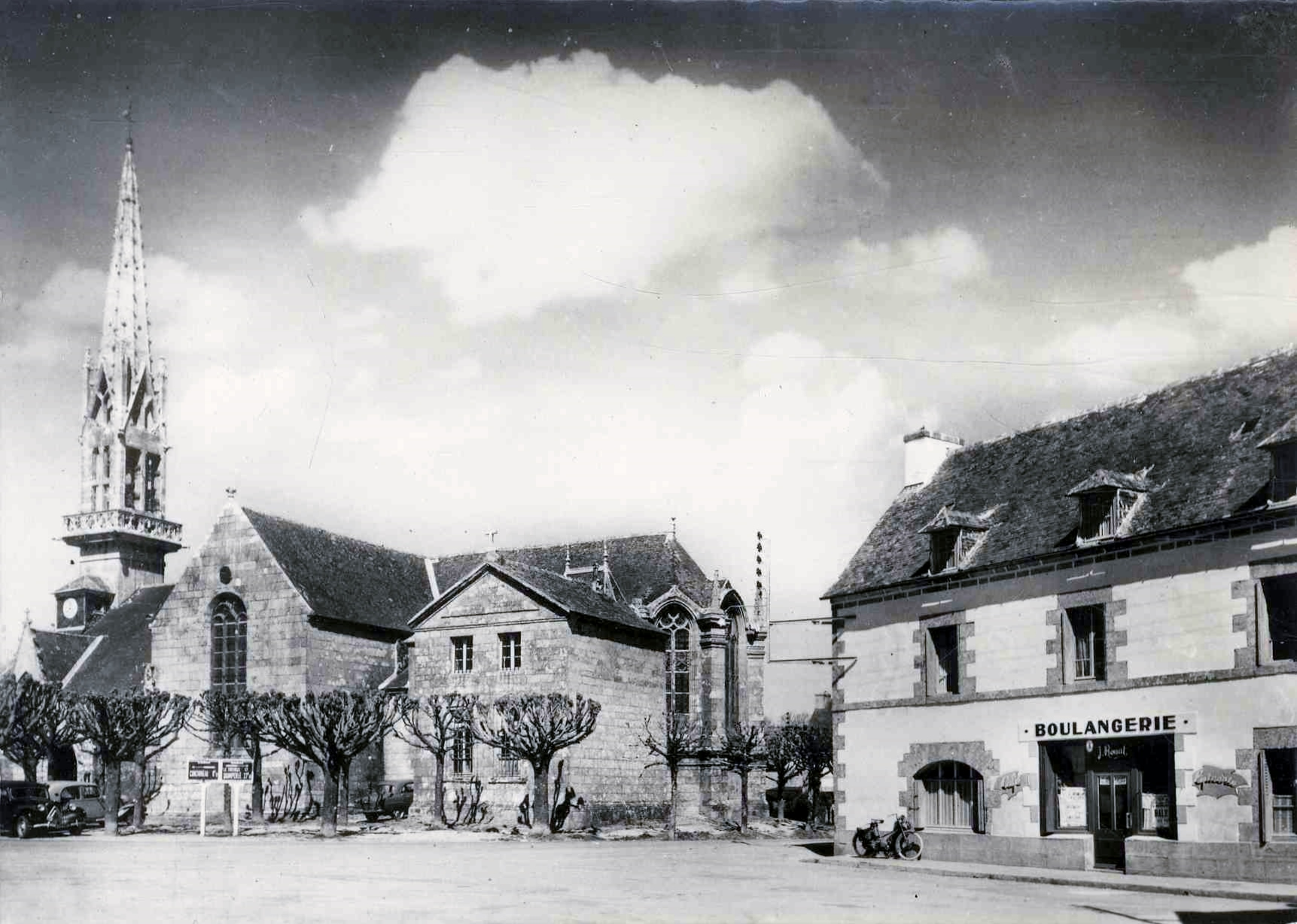
Le bourg de Melgven vers 1930 (carte postale).
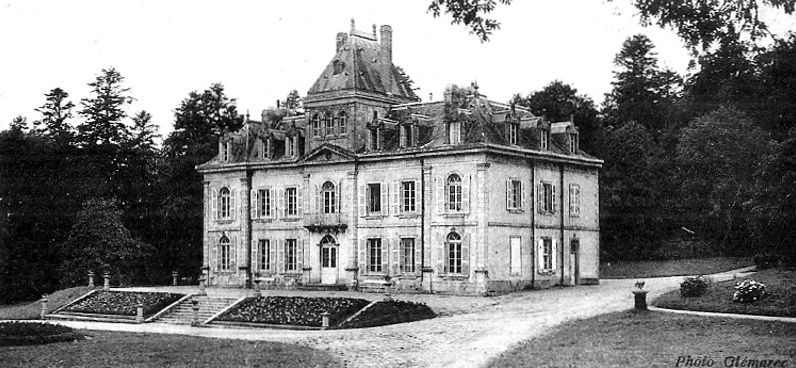
Le château de Keranével vers 1925 (carte postale).
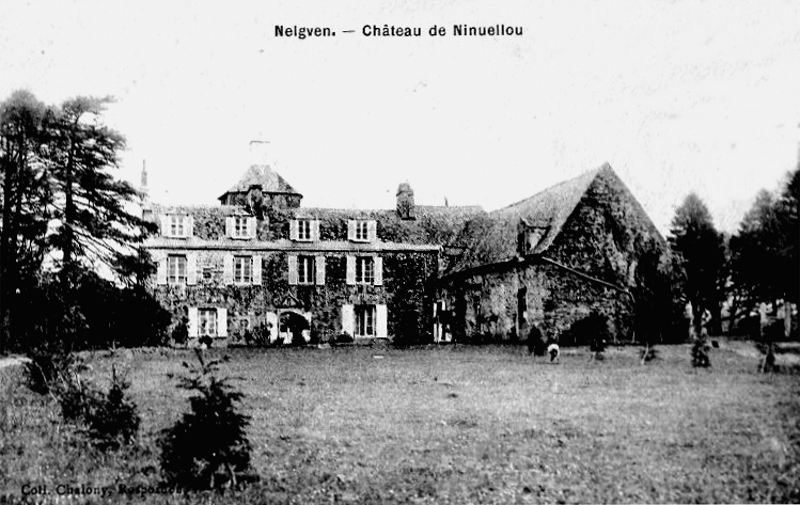
Le château du Minuellou vers 1925 (carte postale).
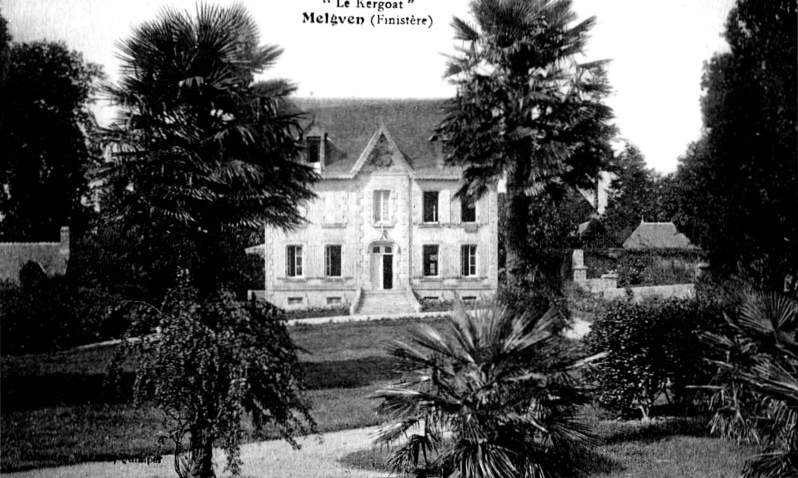
Le manoir de Kergoat vers 1925 (carte postale).
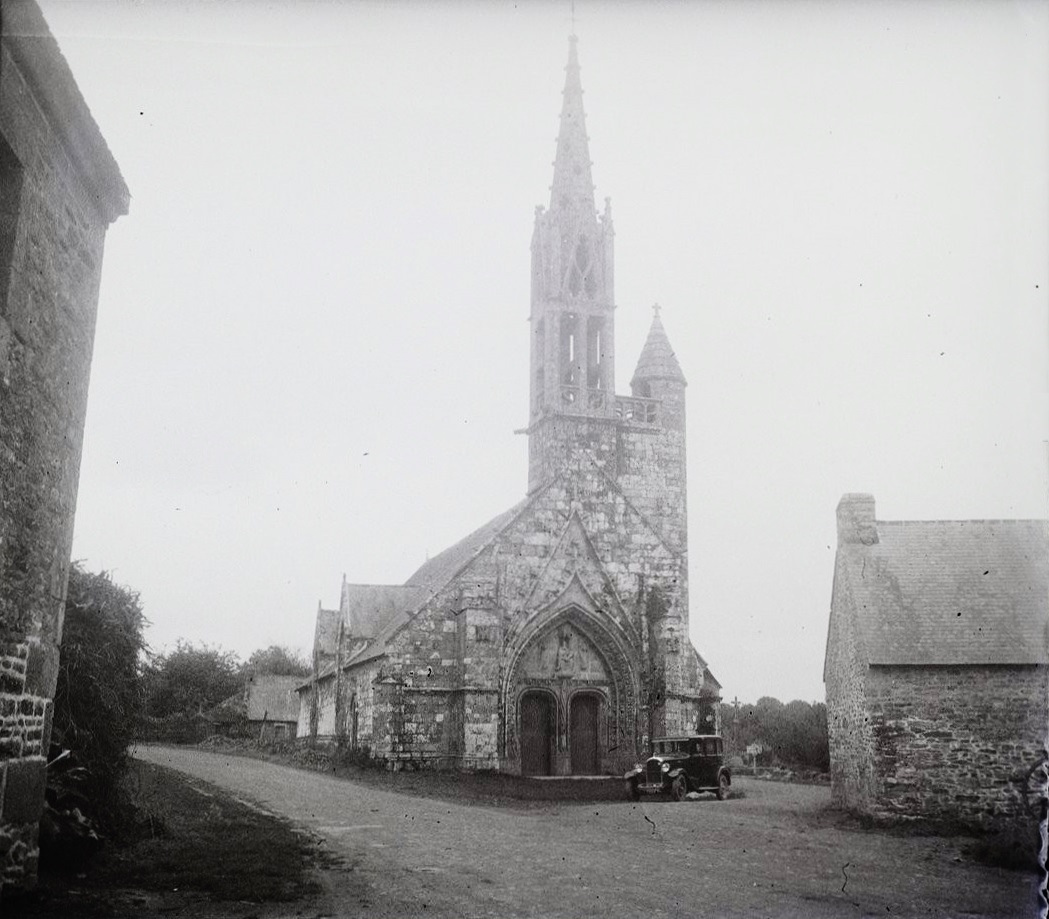
La chapelle de la Trinité en 1931.
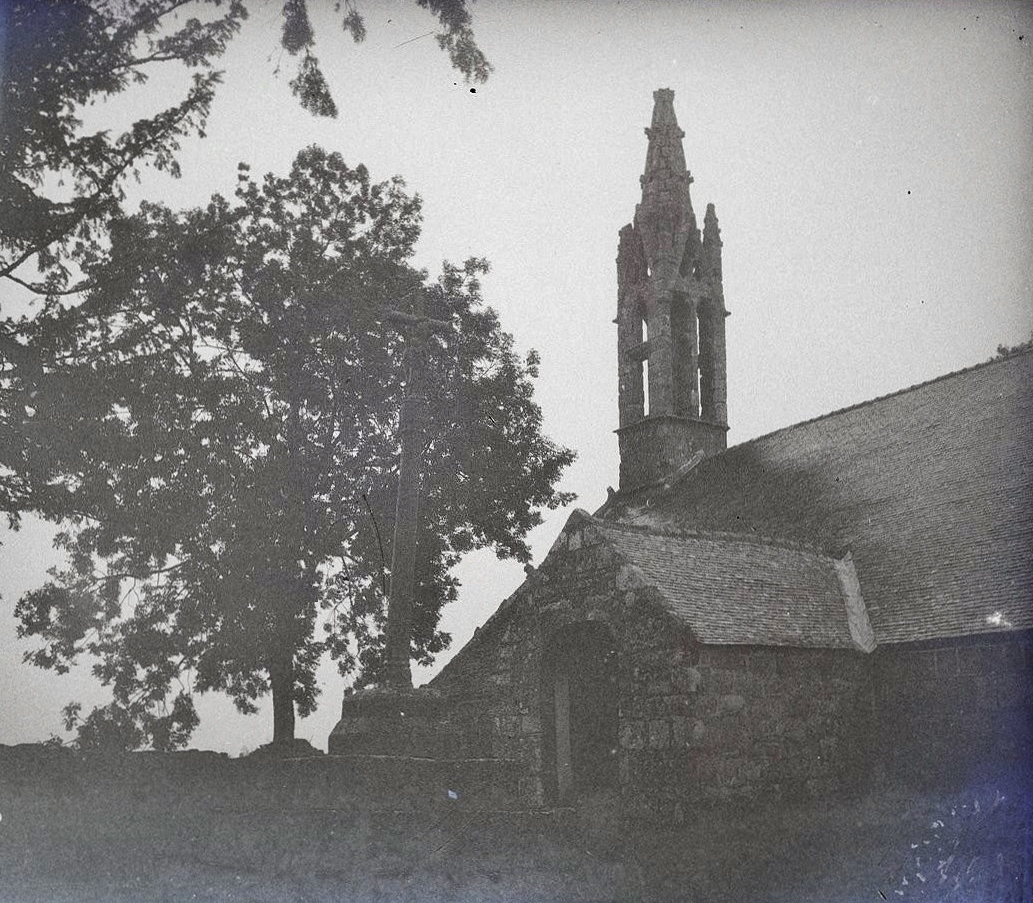
La chapelle de Cadol en 1932.

La vicomtesse Harscouët de Saint-Georges fut nommée en 1928 présidente du groupe des "Dames royalistes et d'Action française" de la région Sud-Finistère.

#### La Seconde Guerre mondiale
Le monument aux morts de Melgven porte les noms de 28 personnes mortes pour la France pendant la Seconde Guerre mondiale, dont Joseph Penquerch, mort le 19 mai 1940 et Corentin Quintin, mort le 25 mai 1940, tous deux en Belgique lors de la Débâcle française, et Paul Morgan mort en mer lors du naufrage du paquebot Sidi Bel Abbès torpillé le 20 avril 1943 au large d'Oran.
Alfred Le Ray et Georges Beaujean, deux Concarnois âgés tous les deux de 20 ans, furent fusillés le 25 juin 1944 à Kerguérizit (en Melgven). Jean Le Guiban, né le 16 septembre 1924 à Rosporden, résistant FFI, fut tué à l'ennemi le 5 août 1944 à Kérandérat en Melgven. Pierre Salomon, et Roger Kerjose, résistants, furent tués à Kernabat (en Scaër) le 15 juillet 1944.
Yves Daoudal, né le 3 octobre 1891 à Melgven, cultivateur à Toulgoat, blessé durant la Première Guerre mondiale, cité deux fois à l'ordre de son régiment, le 71e régiment d'infanterie, fut résistant FTPF dès 1942, cachant dans sa ferme de nombreuses armes. Arrêté le 27 septembre 1942 par les Allemands, il est condamné à mort le 27 mars 1944 et fusillé le 5 avril 1944 au Mont Valérien.
Le 26 avril 1944, un avion North American P-51 Mustang de l'United States Army Air Forces piloté par le lieutenant Lilly Joseph s'écrasa à Melgven. C'est au retour d'une mission d'escorte sur Brunswick en Allemagne que le P-51 fut touché par un obus de la flak de Lorient. Le pilote put sauter en parachute et atterrit à côté d'un bois. Blessé à  la cheville, il fut recueilli et caché avec autre aviateur originaire de Floride dans une ferme de Melgven. Début août, les deux pilotes purent rejoindre, camouflés en civils, les lignes américaines.Le manoir du Meros (Meroz) abrita dans ses greniers des résistants. Un guetteur était posté en haut d'un vieux chêne.
Lorsqu'il entendait les camions allemands monter de Concarneau il tirait sur une corde reliée à une cloche dans le grenier et les résistants fuyaient dans les bois par un tunnel aujourd'hui muré.

#### L'après-Seconde Guerre mondiale
Jérôme Jeannès, de Melgven, fut président départemental de la Confédération générale de l'agriculture en 1946.
Deux soldats (Prospoer Guernalec et Claude Le Naour) originaires de Melgven sont morts pendant la guerre d'Indochine.
La banque de données sur les séismes du BRGM indique que le 2 janvier 1959, Melgven fut l'épicentre de séismes dont l'intensité maximale a atteint le degré V MSK, soit une magnitude de 7. Ils furent ressentis jusque dans le Morbihan. Un autre séisme de magnitude 4 centré lui aussi sur Melgven, s'est produit le 23 avril 2002.
L'église Saint-Pierre-et-Saint-Paul du bourg de Melgven a perdu son clocher dans la nuit du 15 au 16 octobre 1987 lors de la tempête de 1987. Il fut reconstruit à l'identique et officiellement inauguré le 21 décembre 1990.

#### Le refus de la fusion avec Rosporden et la scission du quartier de la Butte
Un projet de création d'un « Grand Rosporden », incluant les communes de Kernével et Melgven, existait depuis 1954 ; sa concrétisation aurait permis à Rosporden de devenir l'une des plus vastes communes du département (elle serait passée de 1 075 ha à 10 855 ha et sa population aurait atteint 9 300 habitants en 1973 en absorbant Kernével et Melgven). Des référendums sont organisés le 18 novembre 1973 : si les électeurs de Kernével votent en faveur de la fusion (811 « oui », 691 « non ») car pour eux ce rattachement semblait logique, car ils fréquentaient majoritairement Rosporden pour leur travail, les commerces et les écoles, ceux de Melgven votent contre (1 298 « non » et 633 « oui ») à la suite d'une campagne référendaire acharnée et houleuse animée par un « Comité de défense » hostile à la fusion (une grande pancarte « Non à la fusion » fut accrochée dans le bourg, des manifestations furent organisées) avec à sa tête Alphonse Carnot et le soutien du maire René Balaven, la majorité des habitants étant davantage attirés par Concarneau que par Rosporden ; seuls les électeurs du bureau de Cadol (où étaient inscrits entre autres les habitants du quartier de la Butte), plus proches de Rosporden, votant en faveur de la fusion par 576 « oui » contre 285 « non ».
Le 26 avril 1976, un décret préfectoral porte « rattachement à la commune de Rosporden de la portion du territoire de la commune de Melgven dite « Quartier de la Butte », d'une superficie de 398 ha et comprenant 1 148 habitants », ce qui prive aussi Melgven de 42 % de ses recettes fiscales car la partie annexée par Rosporden accueillait de nombreuses entreprises, des salaisons et des conserveries notamment.

#### Les dégâts dus à l'ouragan de 1987

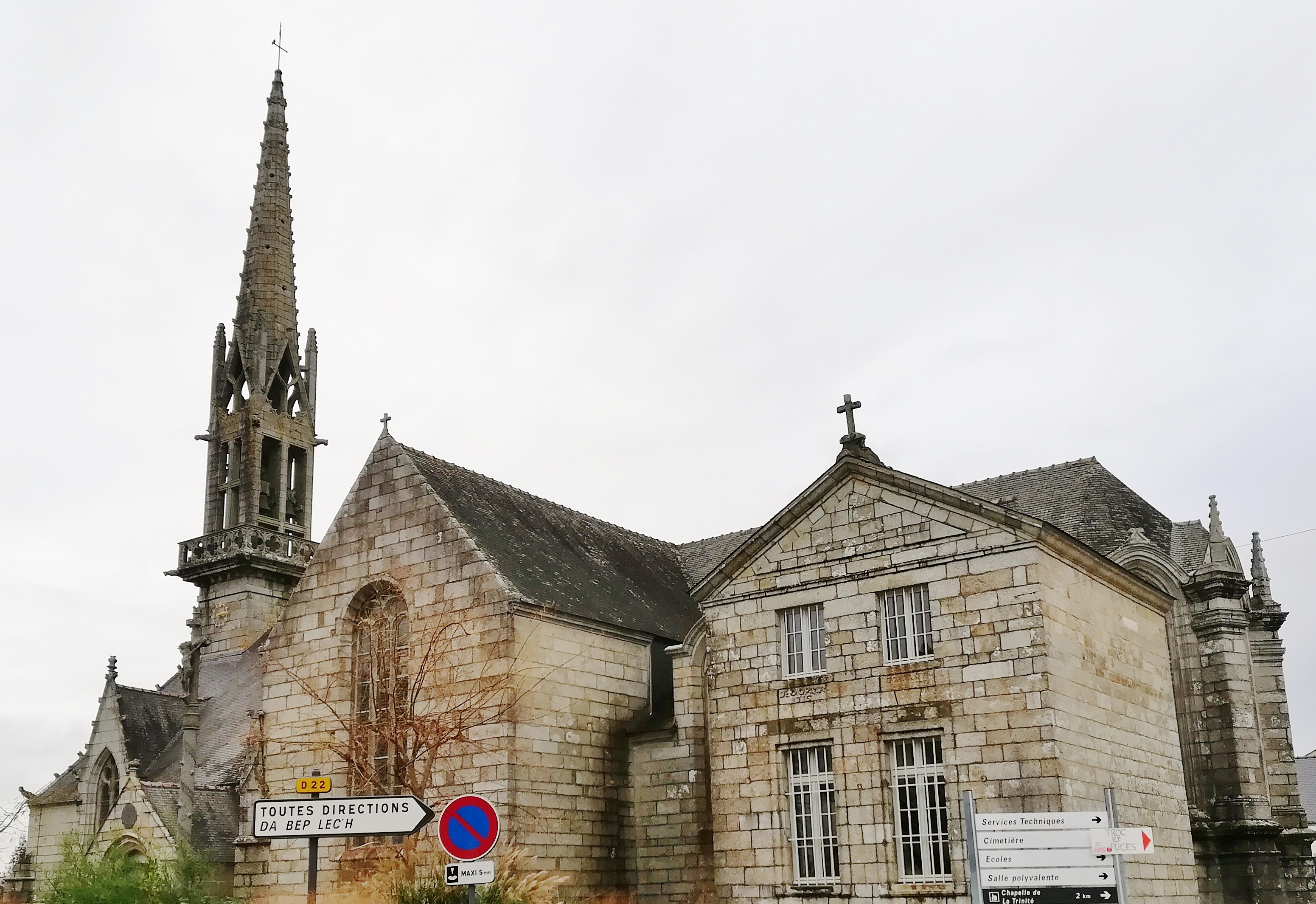
L'église Saint-Pierre-et-Saint-Paul de Melgven et son clocher reconstruit après la tempête de 1987.

L'ouragan de la nuit du 16 au 17 octobre 1987 a entraîné des dégâts spectaculaires à Melgven, provoquant la mort d'un agent communal (qui tronçonnait un arbre tombé) et la chute du clocher de l'église, ce qui entraîna d'importants dégâts à l'église paroissiale ; les coûts de reconstruction étaient tels (l'édifice n'étant que partiellement assuré pour la quart de sa valeur) qu'une souscription fut lancée et une association communale créée pour trouver des financements complémentaires (une grande kermesse fut organisée en 1989, l'artiste locale Martine Cotten réalisa un pastel reproduit en 150 exemplaires lithographiés, la société Henriot (faïence de Quimper) produisit une assiette montrant le clocher détruit par la tempête, etc.). Le clocher a été reconstruit à l'identique, une nouvelle cloche baptisée le 19 août 1990 (pour remplacer celle qui avait été détruite) et l'inauguration fêtant la fin des travaux eut lieu le 21 décembre 1990.

## Économie
Les Melgvinois travaillent pour beaucoup d'entre eux soit dans les industries de Rosporden, soit dans les activités maritimes et portuaires de Concarneau.

## Population et société

### Démographie
L'évolution du nombre d'habitants est connue à travers les recensements de la population effectués dans la commune depuis 1793. Pour les communes de moins de 10 000 habitants, une enquête de recensement portant sur toute la population est réalisée tous les cinq ans, les populations de référence des années intermédiaires étant quant à elles estimées par interpolation ou extrapolation. Pour la commune, le premier recensement exhaustif entrant dans le cadre du nouveau dispositif a été réalisé en 2007.

En 2022, la commune comptait 3 388 habitants, en évolution de +0,39 % par rapport à 2016 (Finistère : +2,16 %, France hors Mayotte : +2,11 %).
| 1793  | 1800  | 1806  | 1821  | 1831  | 1836  | 1841  | 1846  | 1851  |
| ----- | ----- | ----- | ----- | ----- | ----- | ----- | ----- | ----- |
| 2 133 | 2 239 | 1 759 | 2 009 | 2 029 | 2 190 | 2 195 | 2 274 | 2 296 |

| 1856  | 1861  | 1866  | 1872  | 1876  | 1881  | 1886  | 1891  | 1896  |
| ----- | ----- | ----- | ----- | ----- | ----- | ----- | ----- | ----- |
| 2 241 | 2 327 | 2 378 | 2 448 | 2 632 | 2 803 | 2 874 | 2 950 | 2 928 |

| 1901  | 1906  | 1911  | 1921  | 1926  | 1931  | 1936  | 1946  | 1954  |
| ----- | ----- | ----- | ----- | ----- | ----- | ----- | ----- | ----- |
| 2 933 | 2 949 | 2 858 | 2 834 | 2 879 | 3 023 | 2 986 | 3 018 | 2 886 |

| 1962  | 1968  | 1975  | 1982  | 1990  | 1999  | 2006  | 2007  | 2012  |
| ----- | ----- | ----- | ----- | ----- | ----- | ----- | ----- | ----- |
| 2 849 | 3 072 | 2 403 | 2 809 | 2 987 | 2 947 | 3 181 | 3 215 | 3 404 |

| 2017  | 2022  | - | - | - | - | - | - | - |
| ----- | ----- | - | - | - | - | - | - | - |
| 3 356 | 3 388 | - | - | - | - | - | - | - |

### Enseignement
La commune de Melgven accueille deux écoles primaires sur son territoire :
- École publique du Bourg : l'école accueille 126 élèves ;
- École publique de Cadol : l'école accueille 124 élèves.

## Culture locale et patrimoine

### Monuments et sites
- L'Allée couverte de Coat Menez Guen, appelée aussi Ty Corriganet est classée au titre des monuments historiques par arrêté du 30 janvier 1964[98].

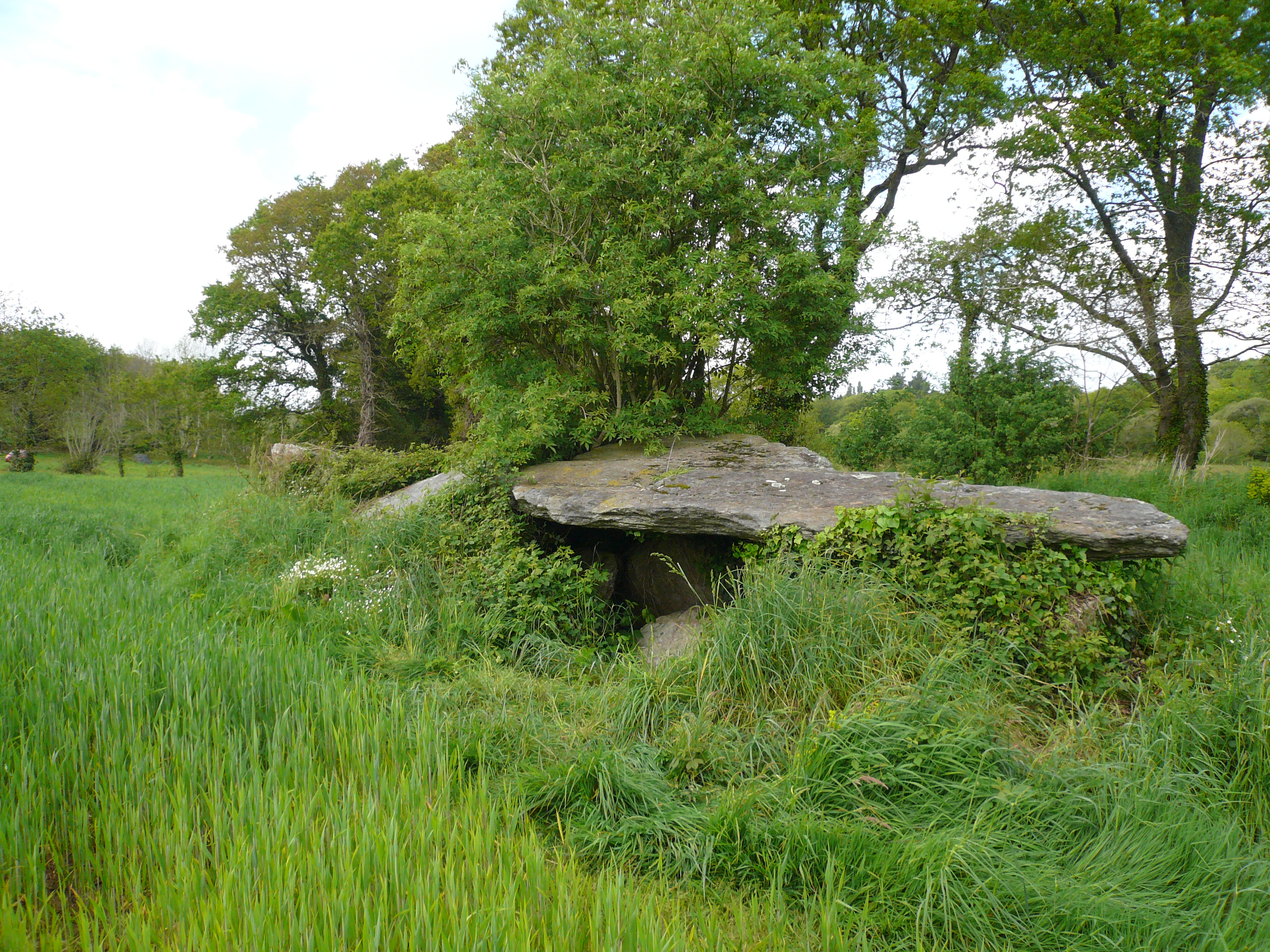
L'allée couverte Ti ar c'horrikaned : vue d'ensemble.
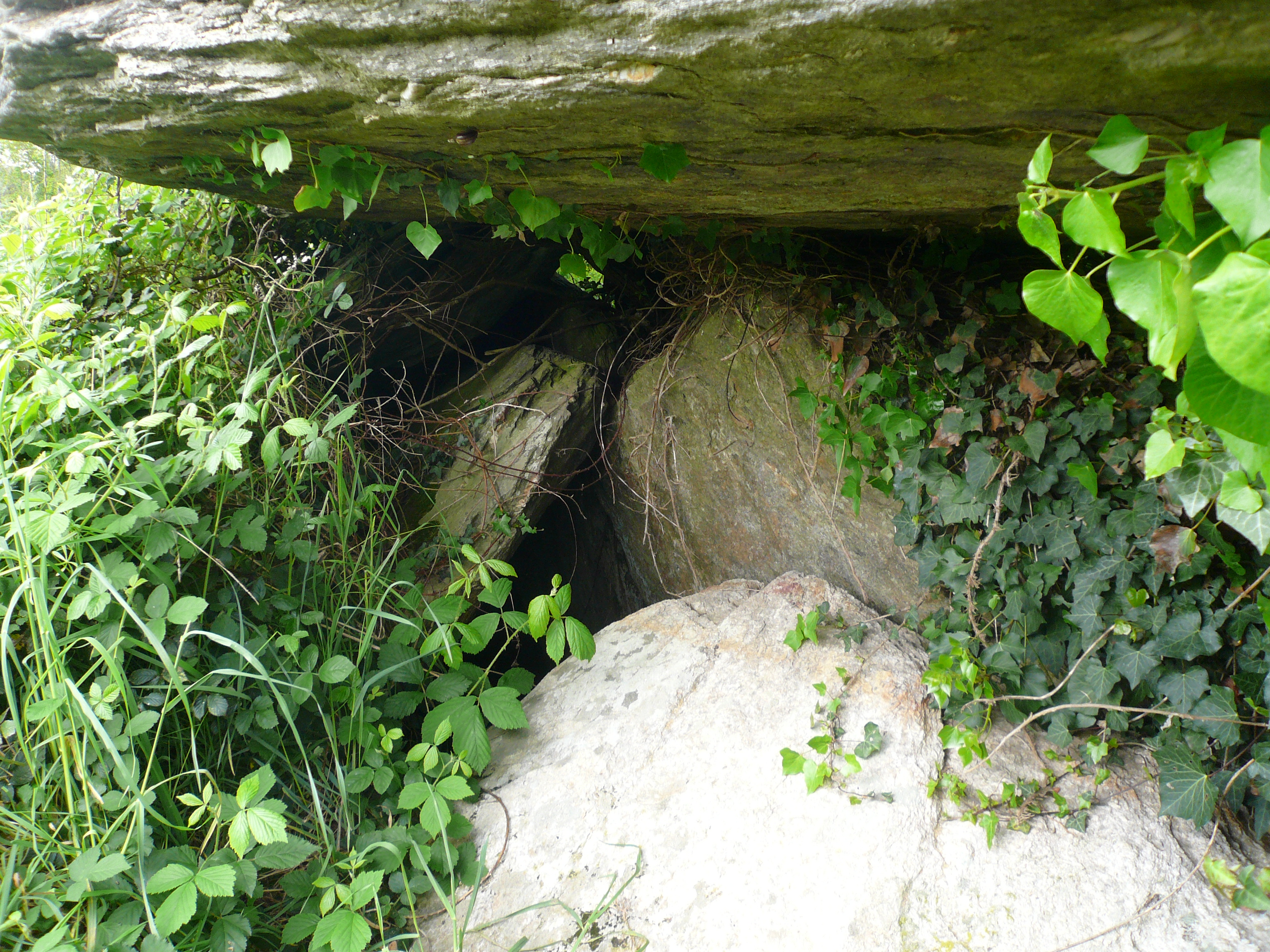
L'allée couverte Ti ar c'horrikaned : vue de l'intérieur.

- L'église paroissiale de Melgven a été construite aux XVe siècle et XVIe siècle, mais agrandie et remaniée au XVIIIe siècle (transept, sacristie) ; le maître-autel date de 1790. L'église a été restaurée et modifiée au milieu du XIXe siècle par l'architecte Joseph Bigot (déplacement du clocher, partie nord du transept, porche) ; la tempête de 1987, durant lequel son clocher s'est écroulé, a entraîné une nouvelle restauration de l'édifice. L'église a une forme générale en croix latine avec une nef de 8 travées à arcades gothiques et est flanquée de bas-côtés et de deux chapelles latérales, dédiées l'une à saint Joseph, l'autre au Sacré-Cœur. Les vitraux de l'abside datent du XVIe siècle et sont classés monument historique. Un petit autel datant de 1499 et une statue de saint Jean-Baptiste se trouvent près du baptistère ; deux niches funéraires se trouvent de part et d'autre du chœur, celles des familles de Keranével et du Fresq. Plusieurs statues datant du XVIIIe siècle ornent l'église, dont celles des saints patrons saint Pierre et saint Paul (de part et d'autre du maître-autel), d'une Vierge à l'Enfant, de saint Sébastien, de saint Nicodème, de saint Yves, sainte Marguerite, sainte Anne et sainte Barbe.

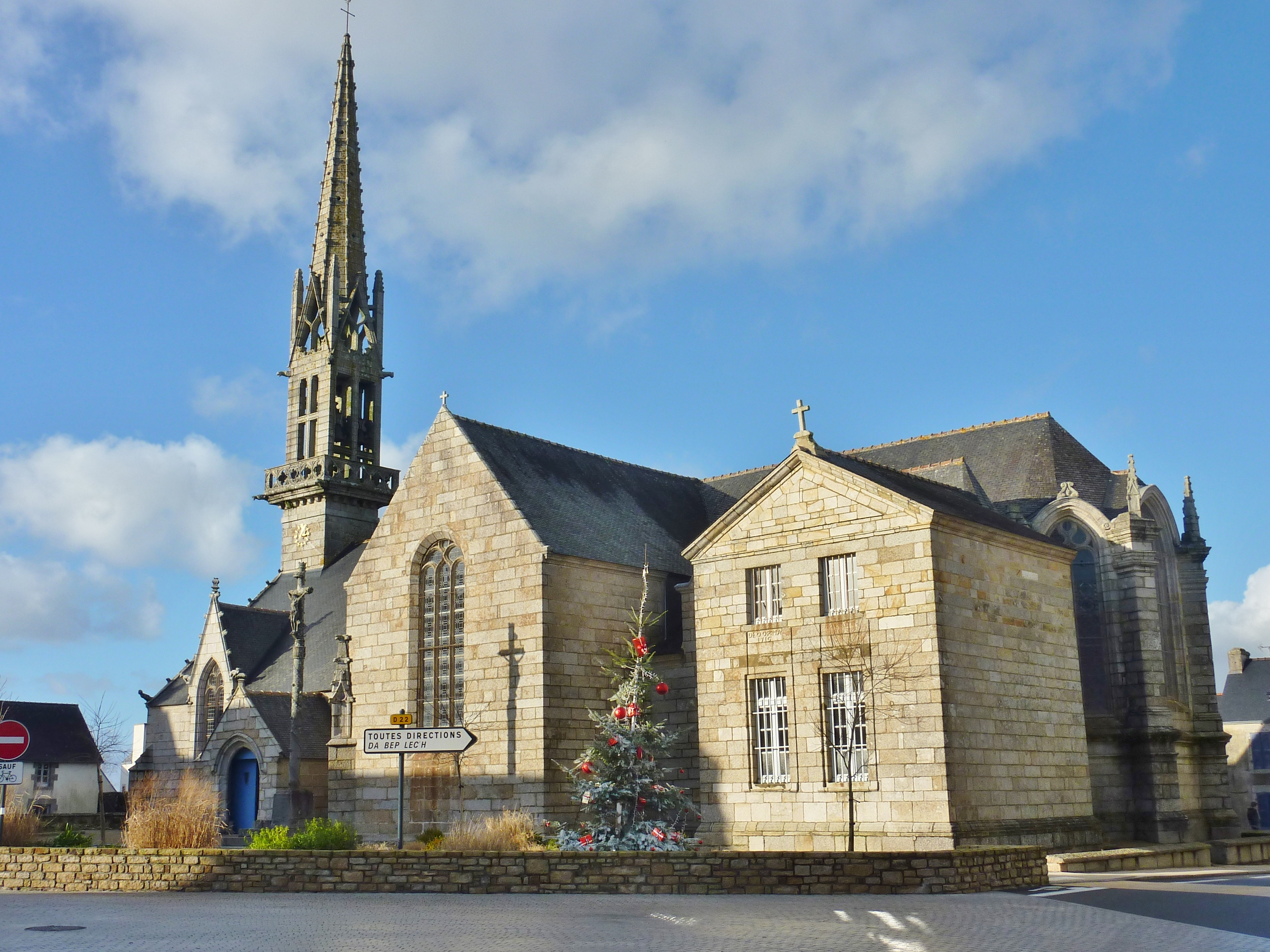
Église paroissiale Saint-Pierre-et-Saint-Paul : vue extérieure d'ensemble.
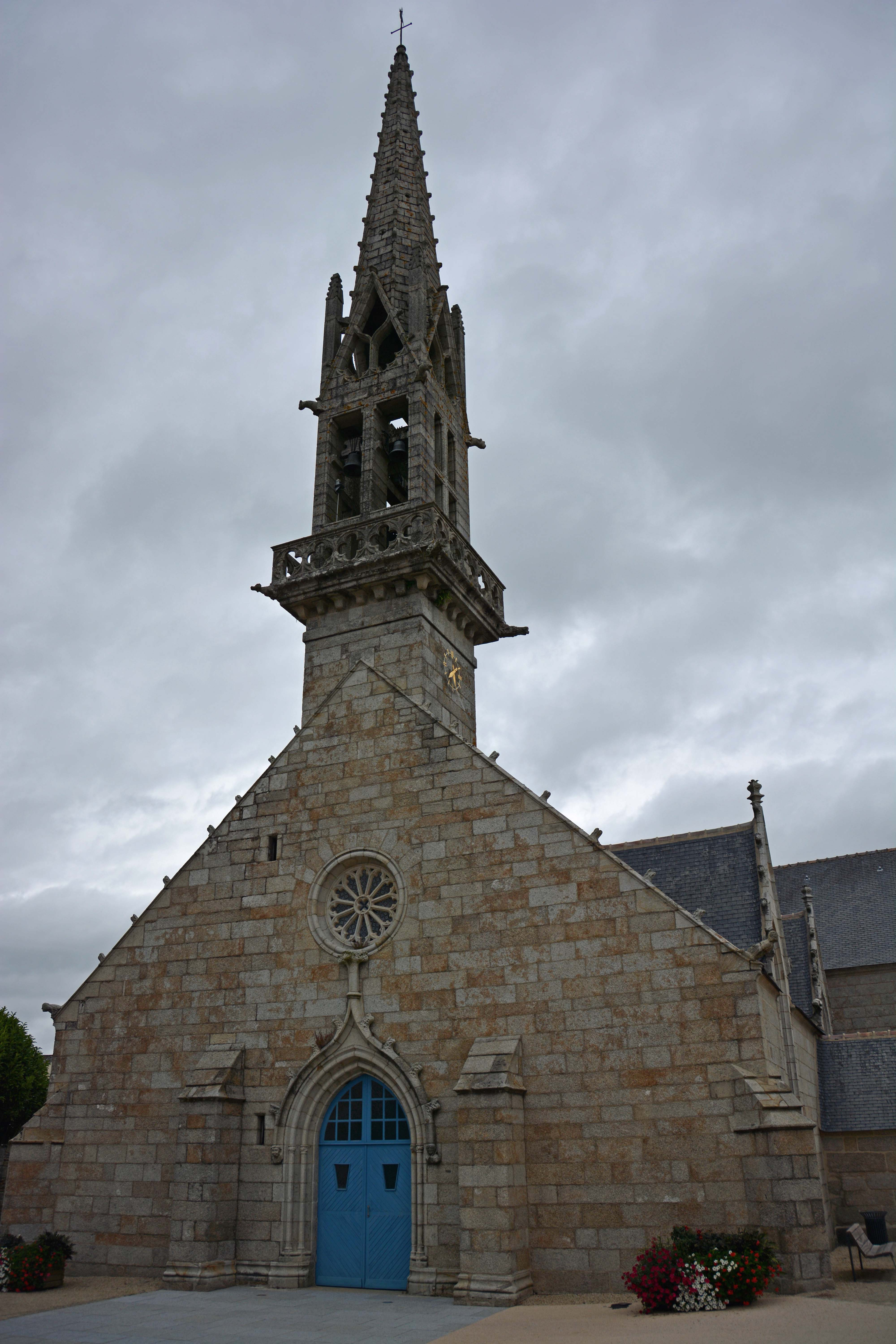
Église Saint-Pierre-et-Saint-Paul : clocher et façade ouest.
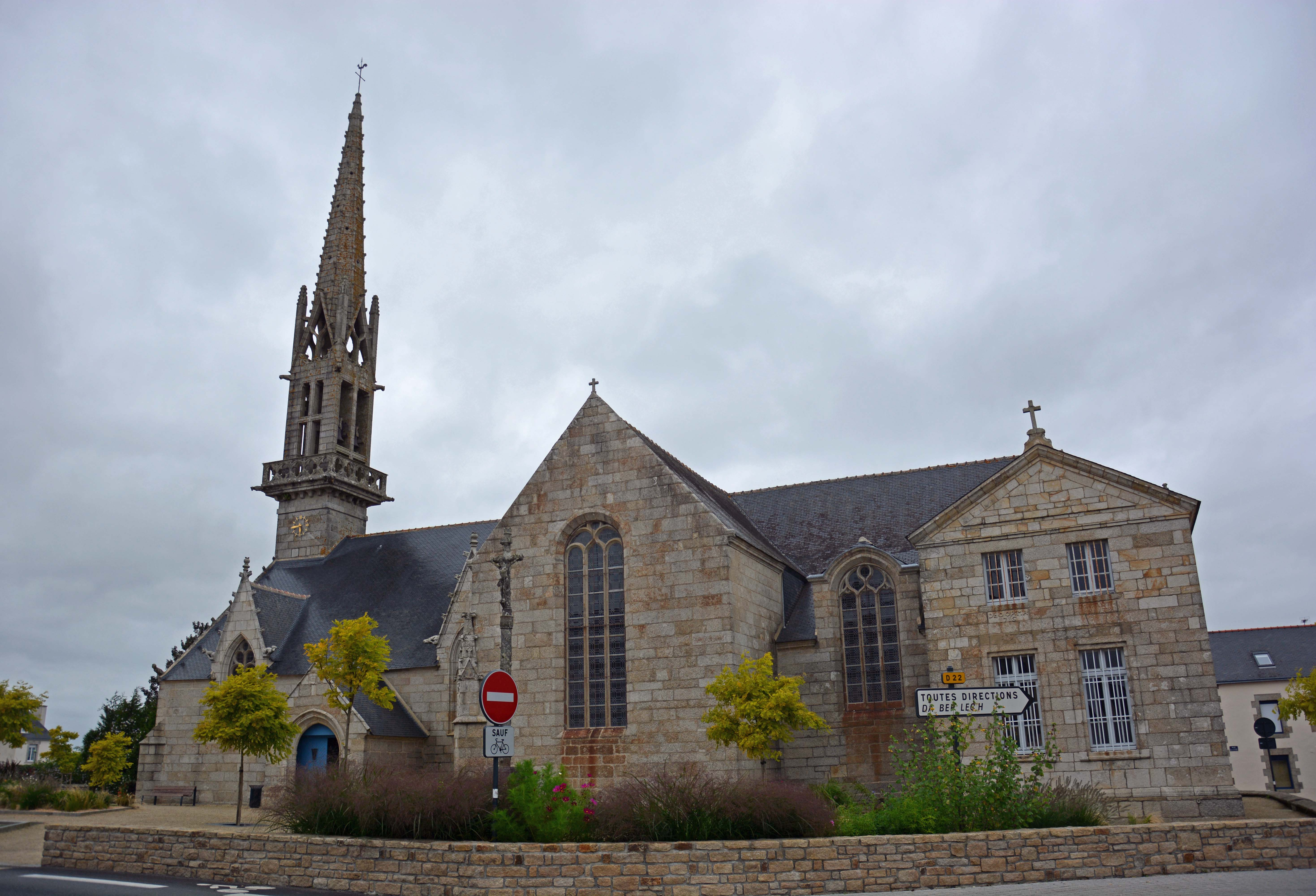
Église Saint-Pierre-et-Saint-Paul : flanc sud.
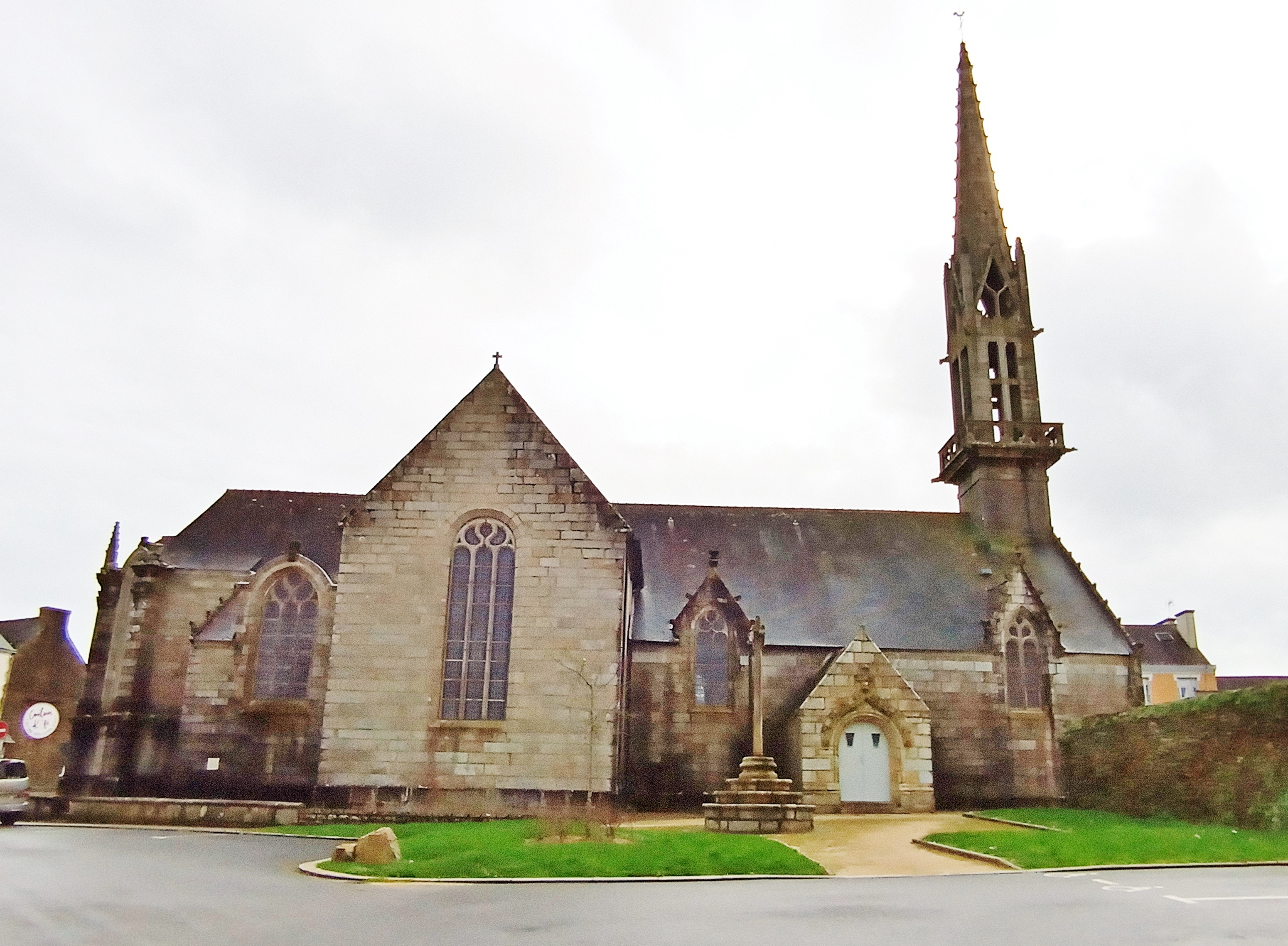
Église paroissiale Saint-Pierre-et-Saint-Paul, façade nord et calvaire.

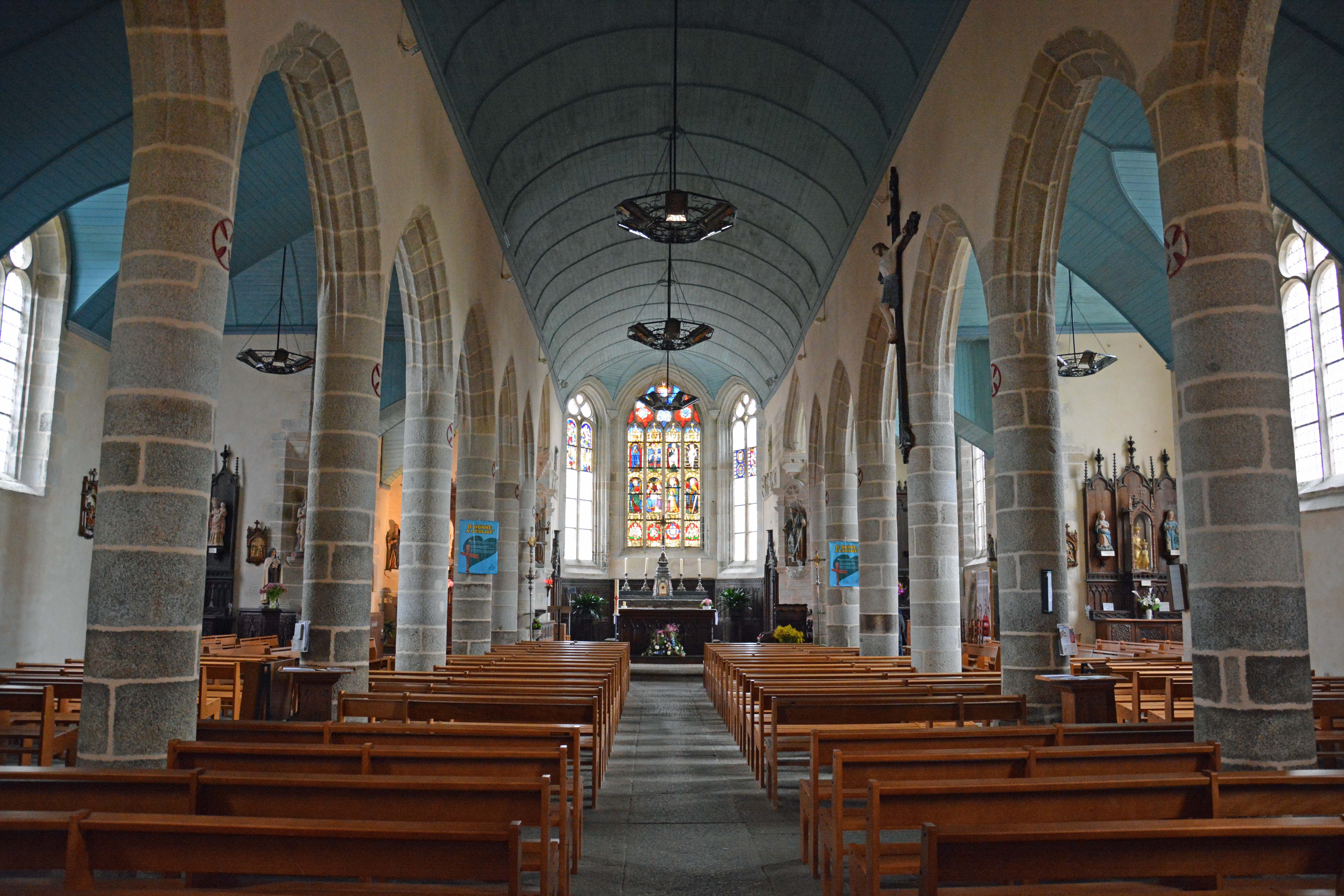
Église Saint-Pierre-et-Saint-Paul : vue intérieure d'ensemble.
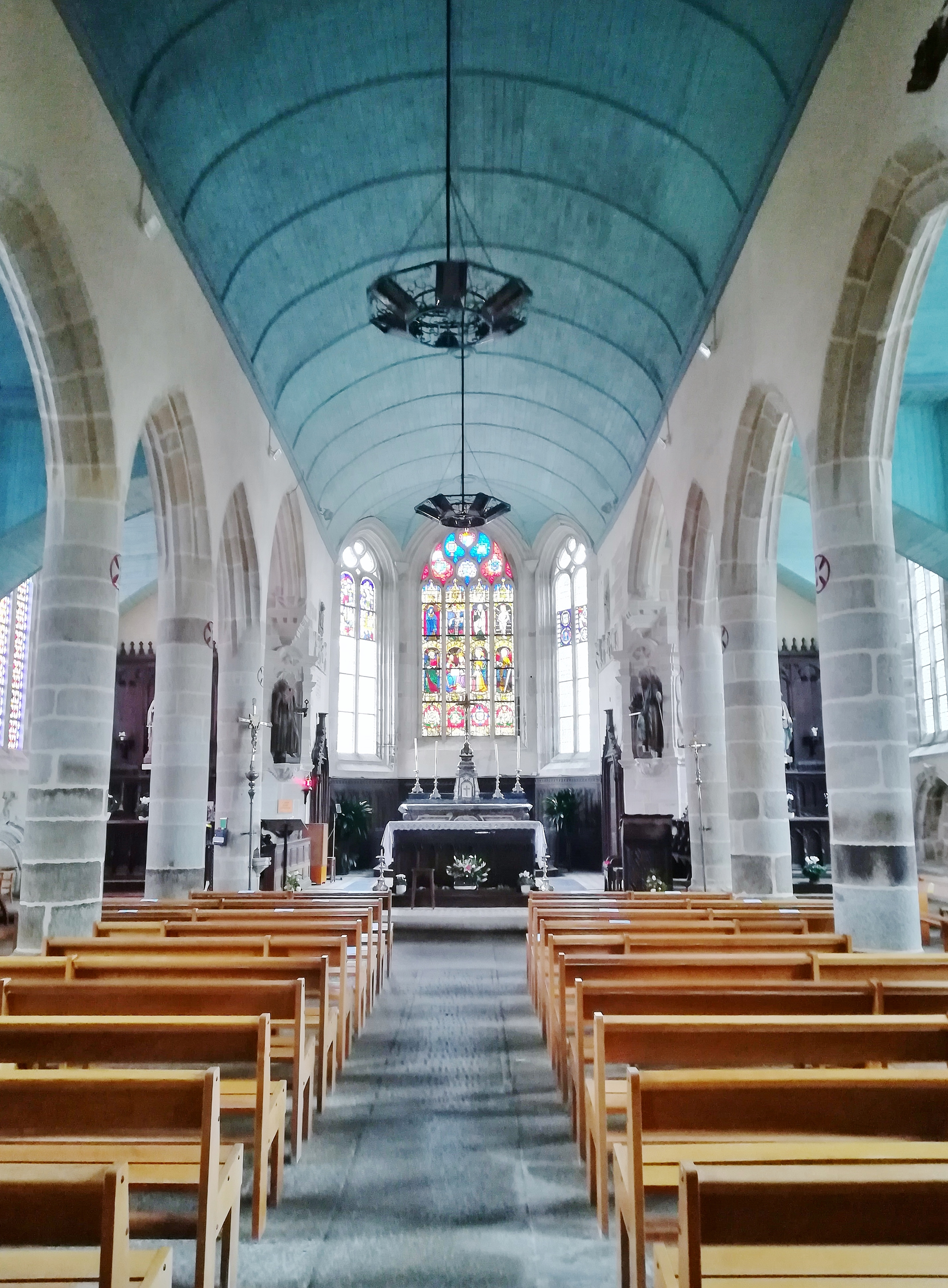
Église Saint-Pierre-et-Saint-Paul : vue intérieure d'ensemble.
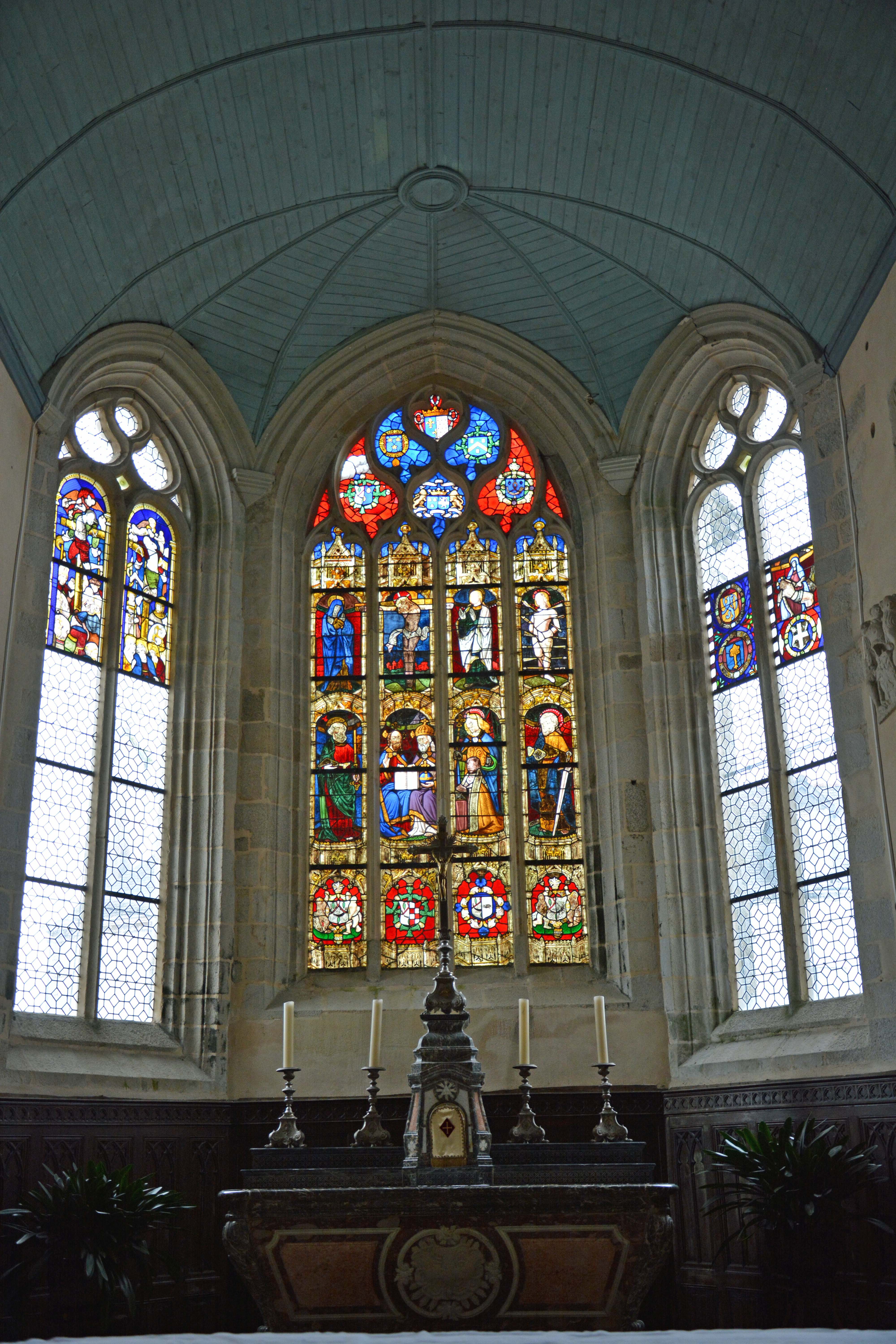
Église Saint-Pierre-et-Saint-Paul : le maître-autel et les vitraux du chœur.
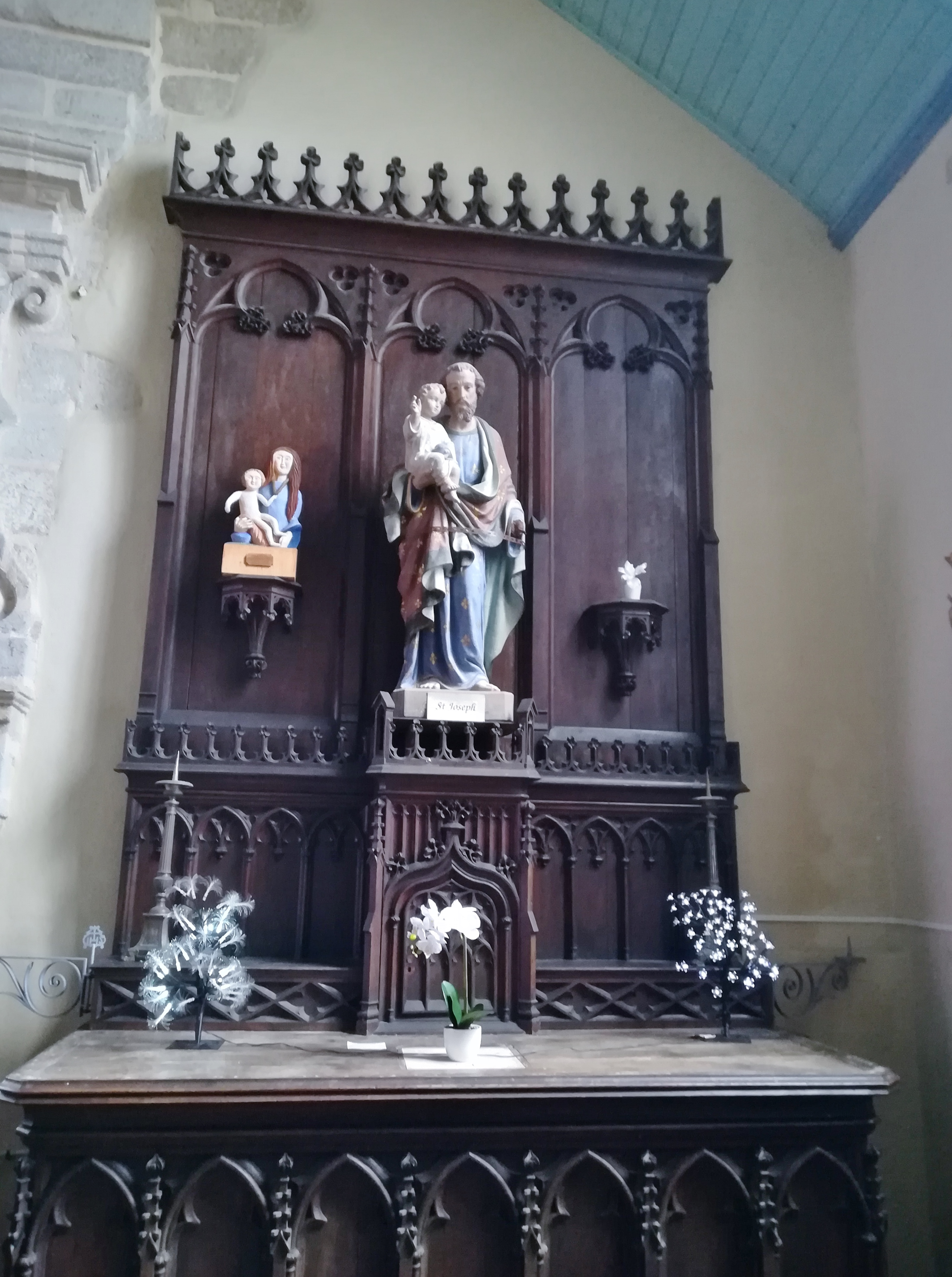
Église Saint-Pierre-et-Saint-Paul, chapelle latérale dédiée à saint Joseph.
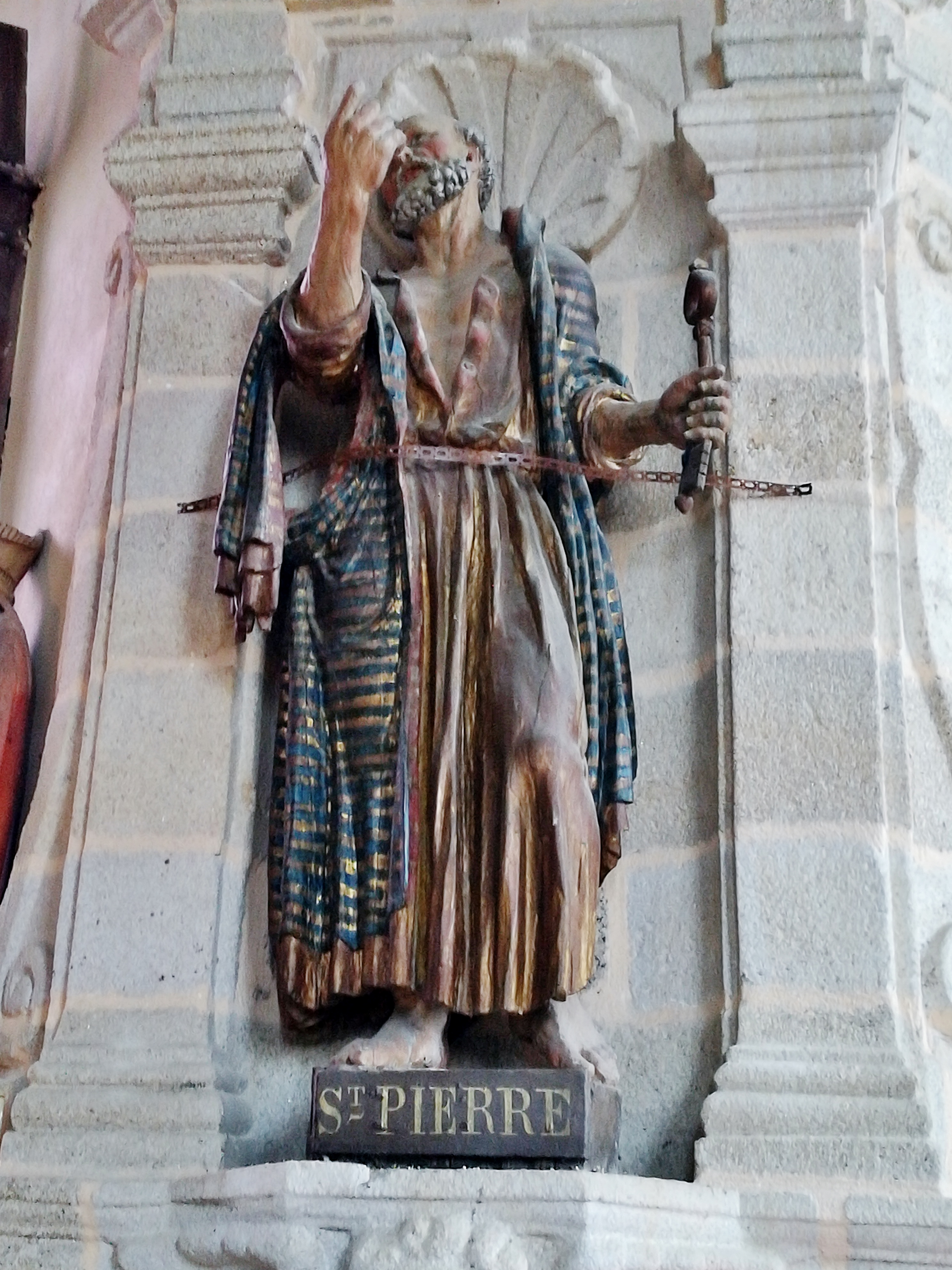
Église Saint-Pierre-et-Saint-Paul, statue de saint Pierre.
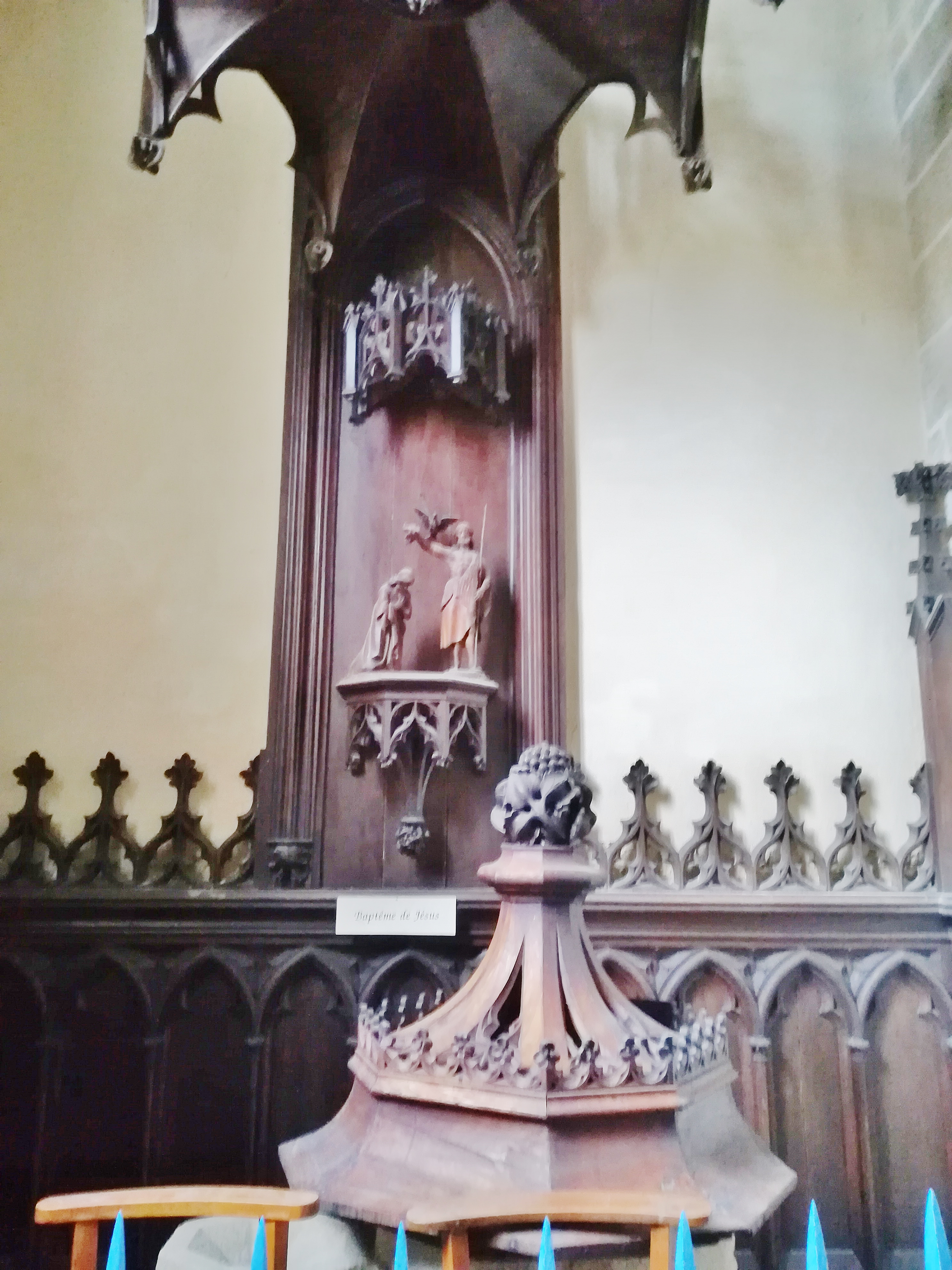
Église Saint-Pierre-et-Saint-Paul ː le baptême de Jésus (au-dessus du baptistère).

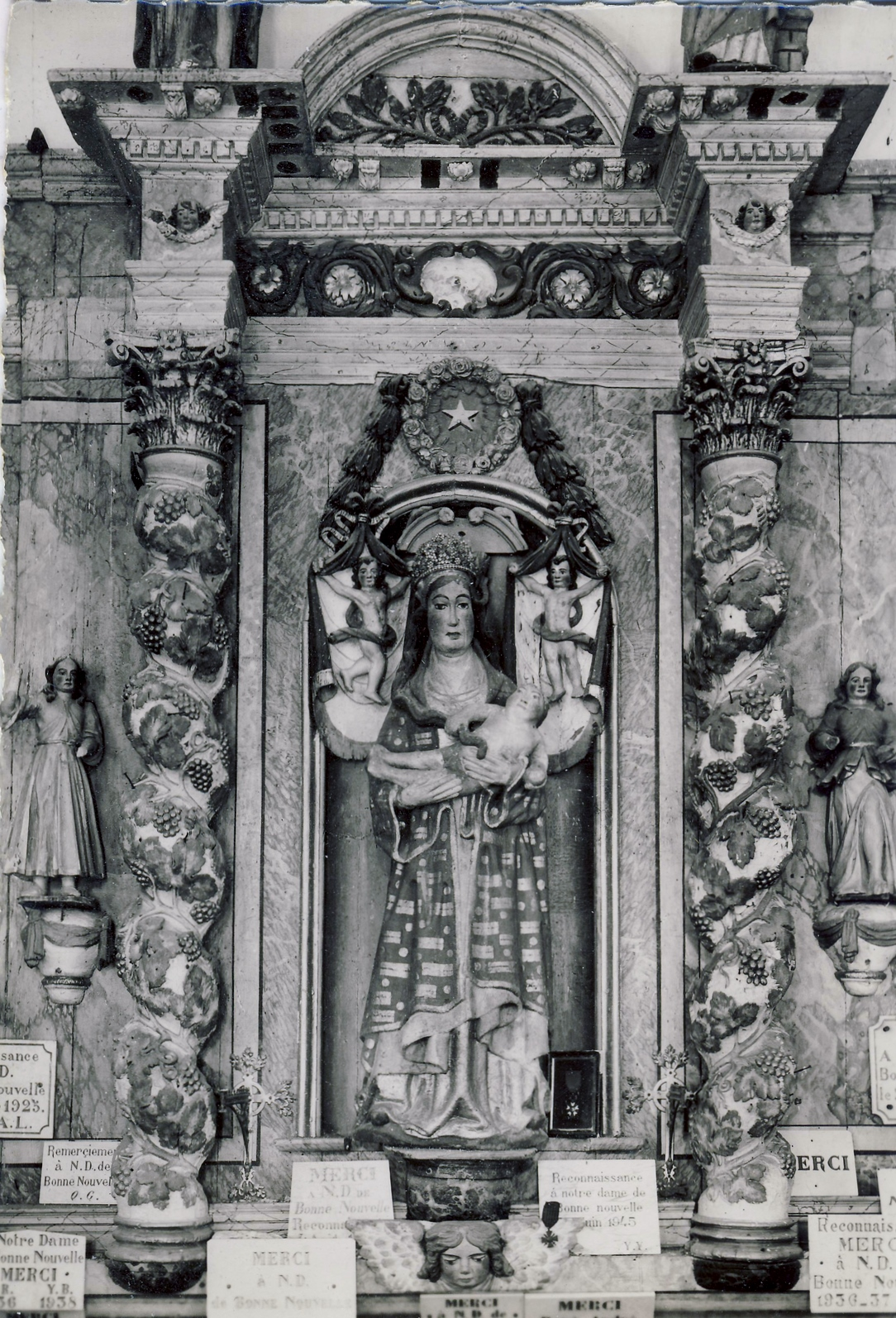
Chapelle Notre-Dame-de-Bonne-Nouvelle : statue de Notre-Dame-de-Bonne-Nouvelle et ex-votos de remerciement (carte postale, vers 1925).

- On compte aussi 5 chapelles sur le territoire de la commune[99] :
  - la chapelle Notre-Dame-de-Bonne-Nouvelle, construite entre 1769 et 1829[100];

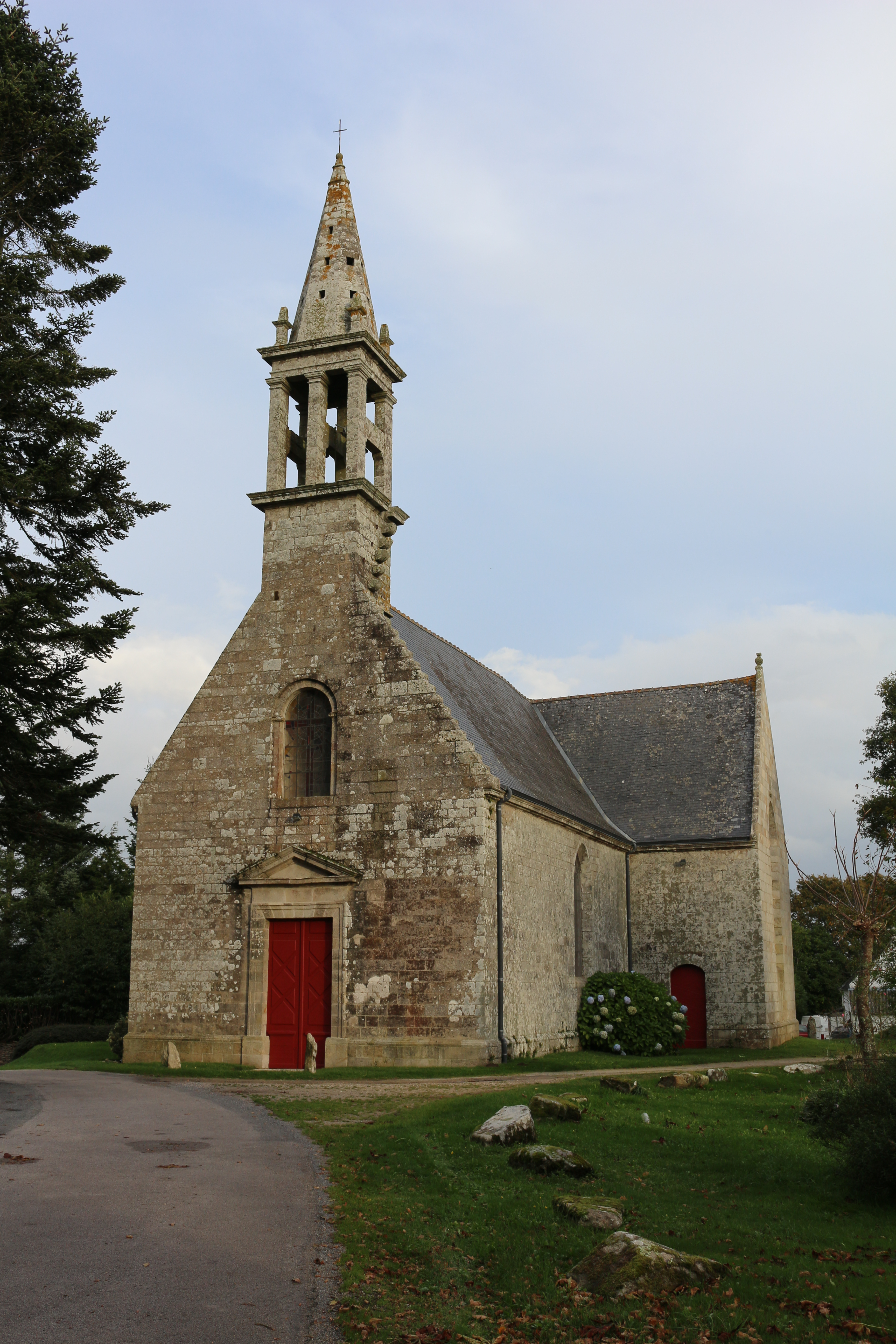
Chapelle Notre-Dame-de-Bonne-Nouvelle : façade occidentale.
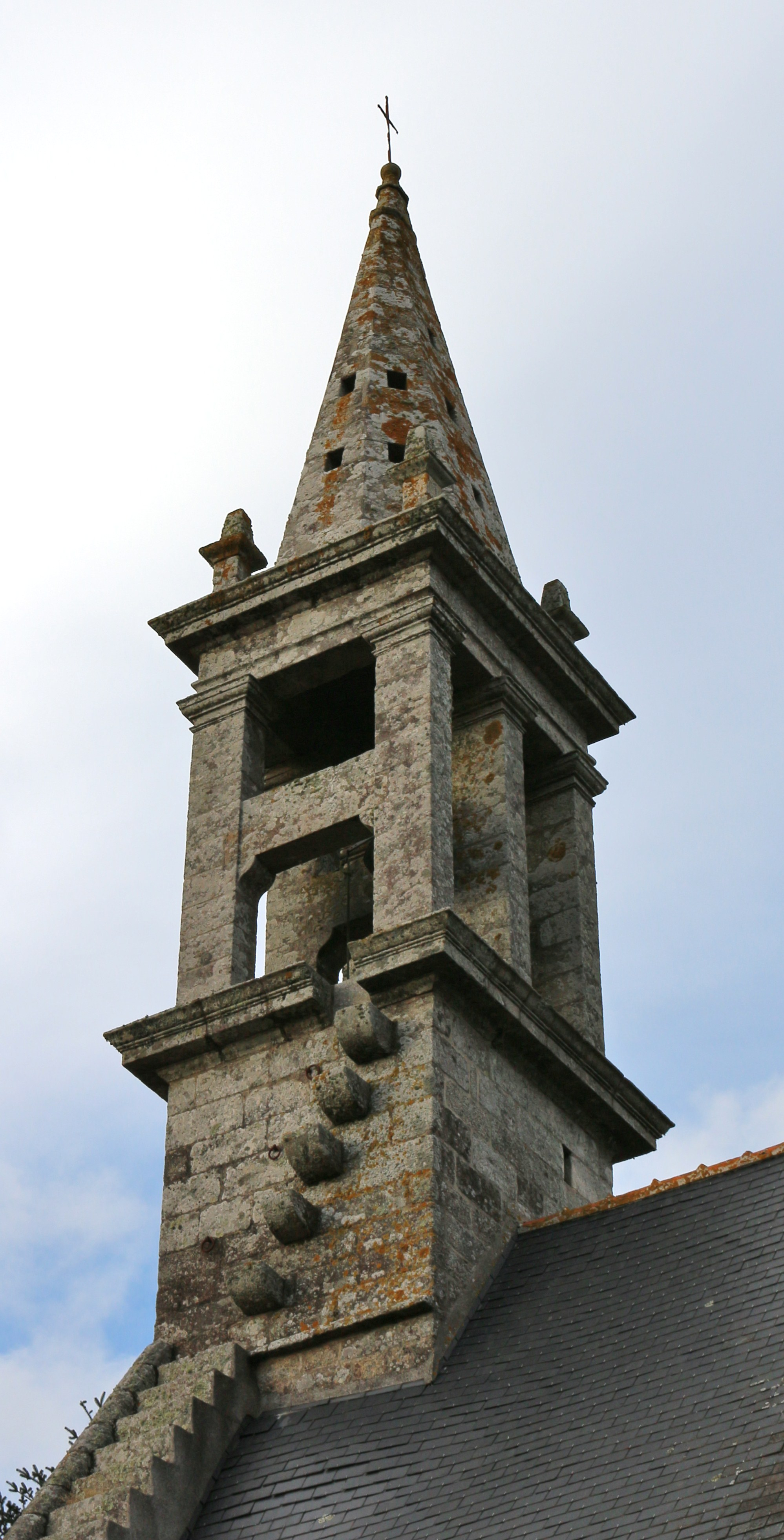
Chapelle Notre-Dame-de-Bonne-Nouvelle : le clocher.

- - la chapelle Notre-Dame de Coat-an-Poudou, datant du XVIe siècle, dédiée à saint Cado ;

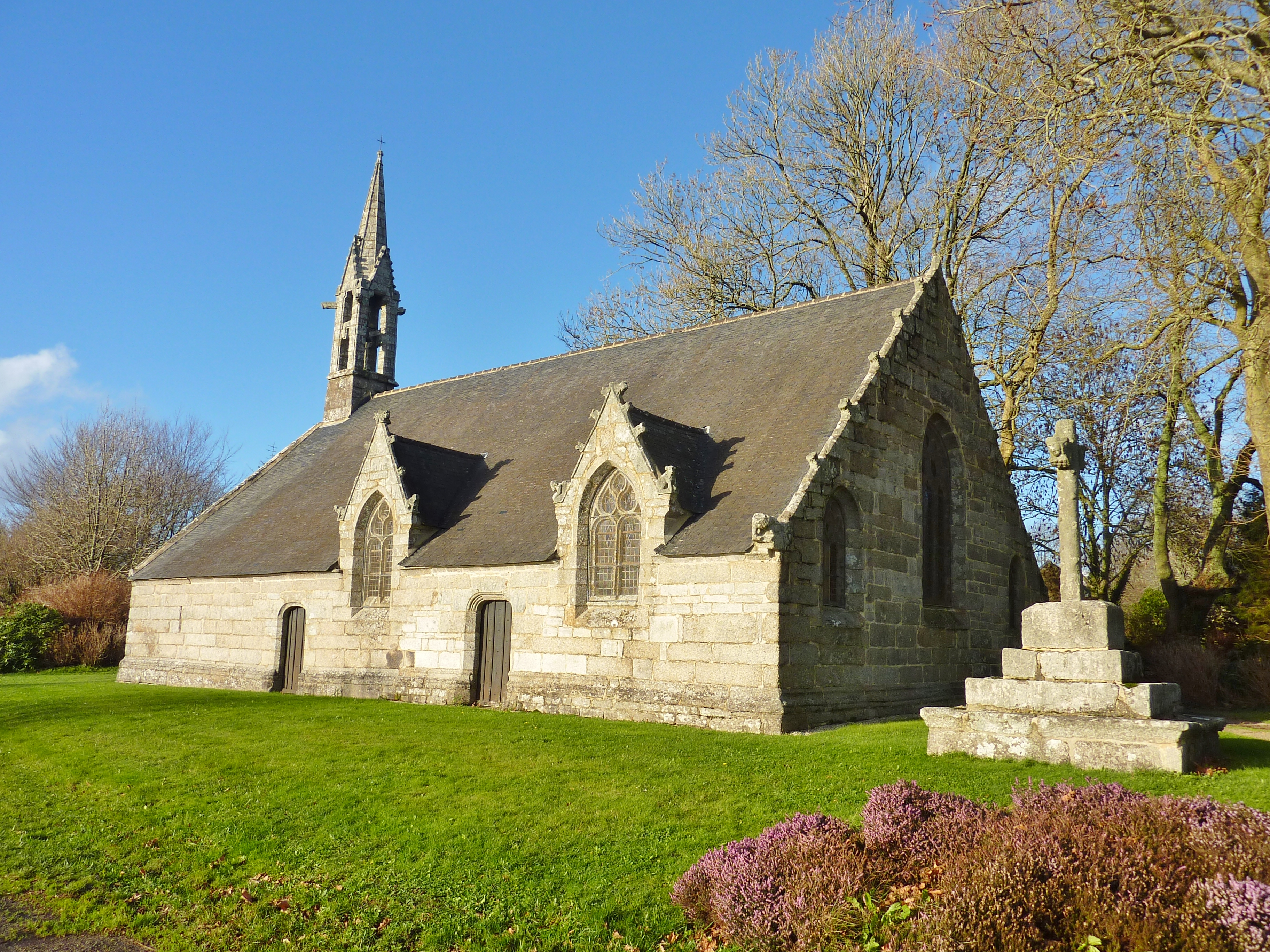
Chapelle de Coat-an-Poudou et son calvaire : vue extérieure d'ensemble.
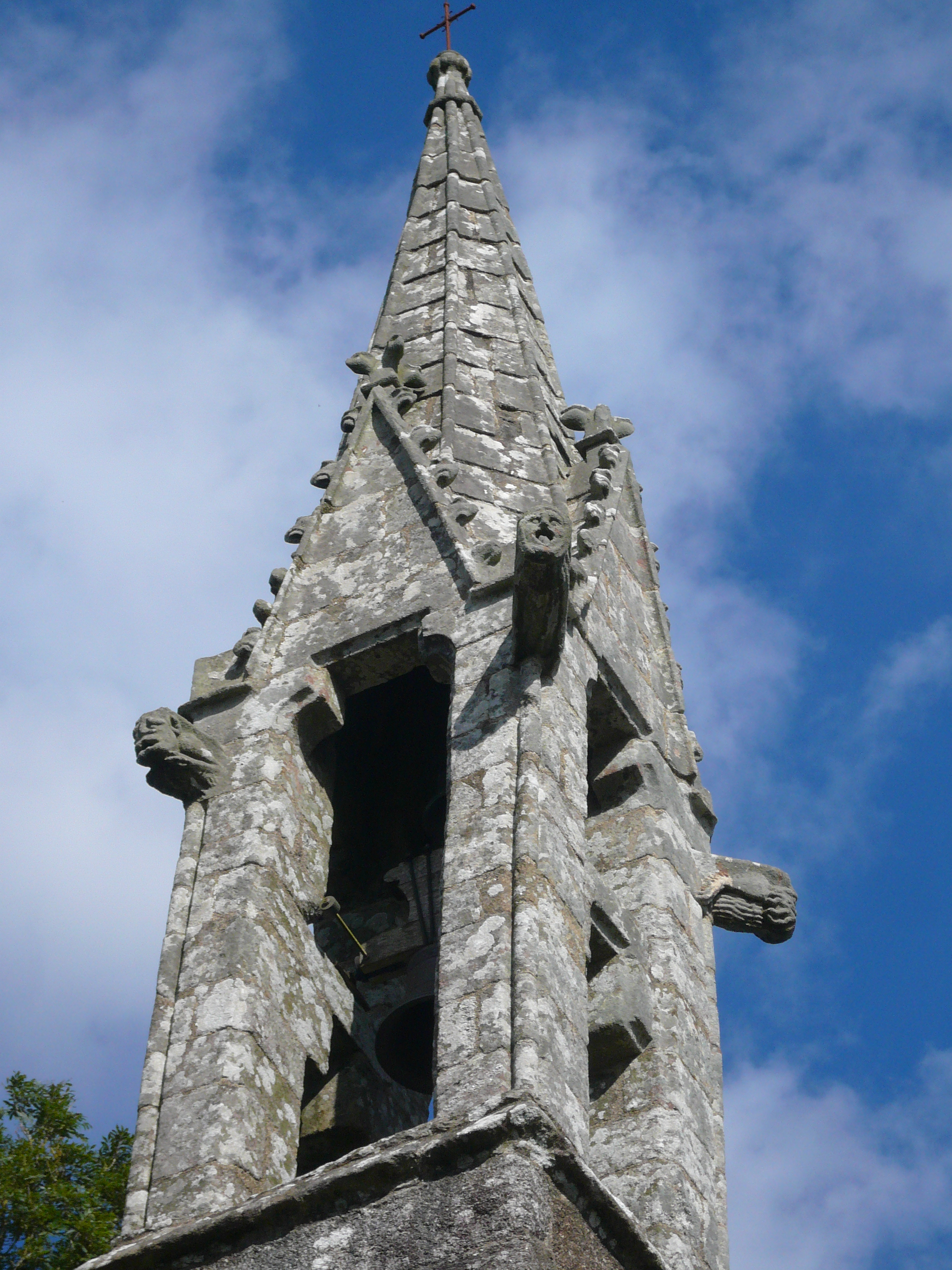
Chapelle de Coat-an-Poudou : le clocher.
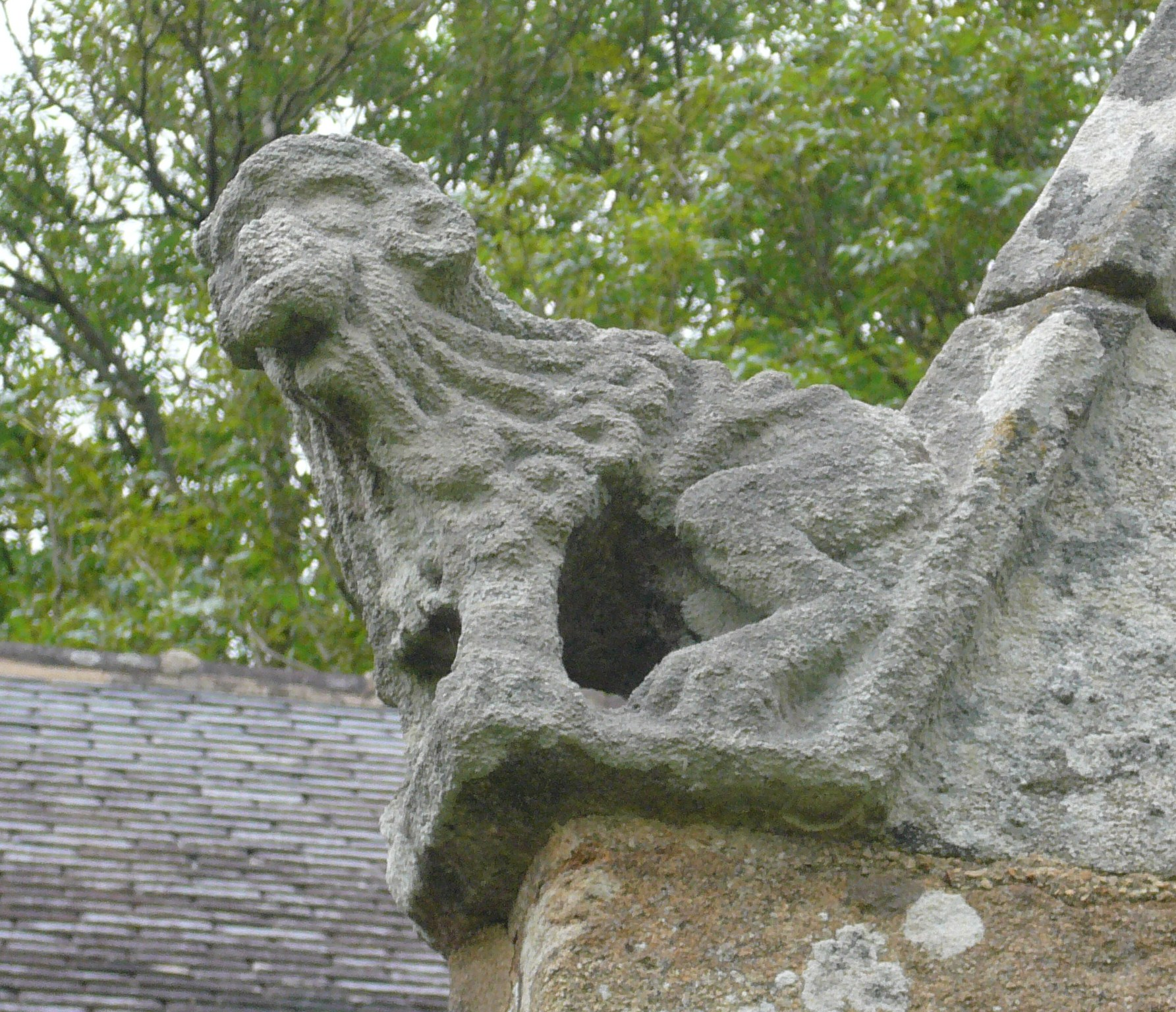
Chapelle de Coat-an-Poudou : chimère.
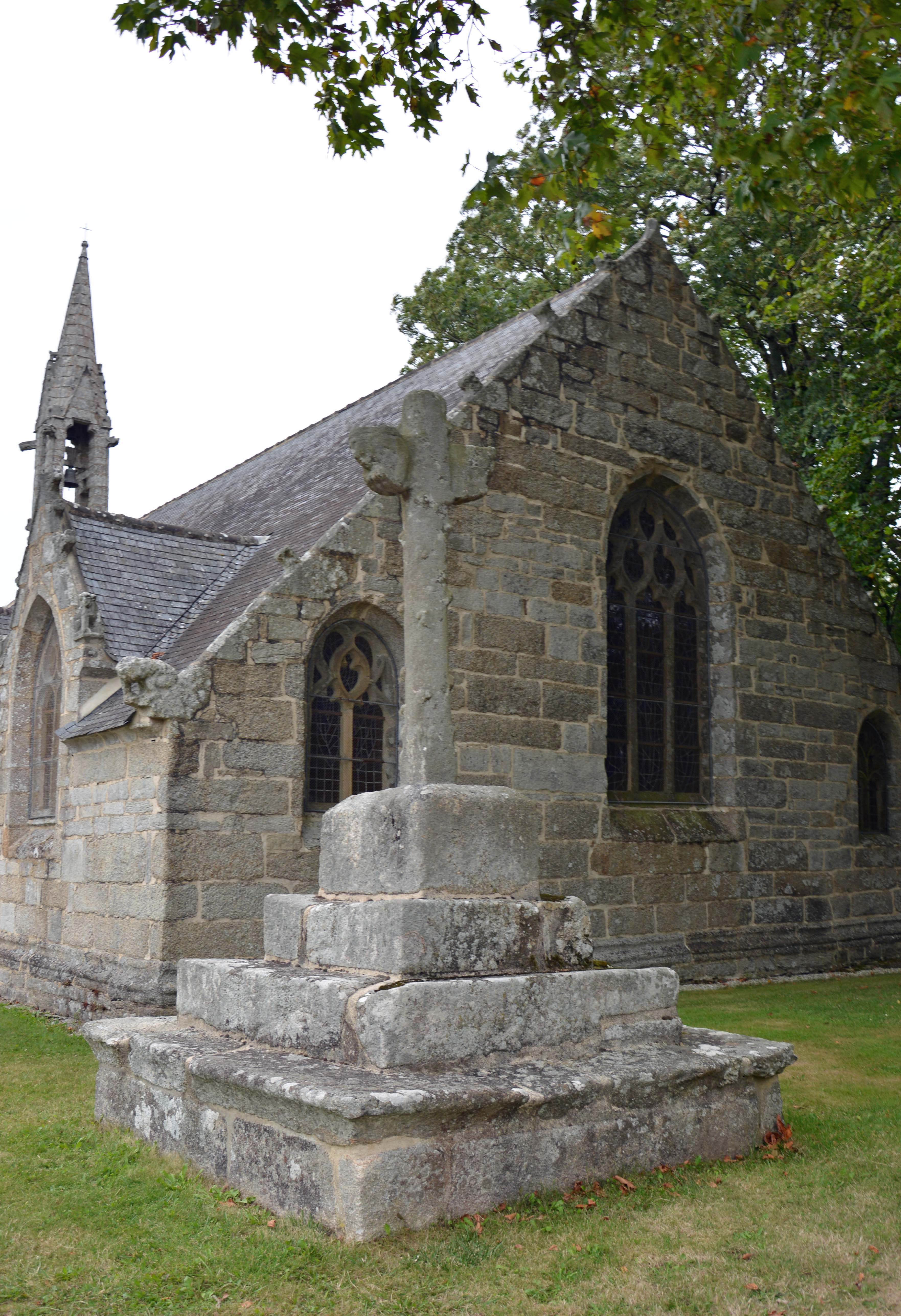
Chapelle de Coat-an-Poudou : le calvaire.
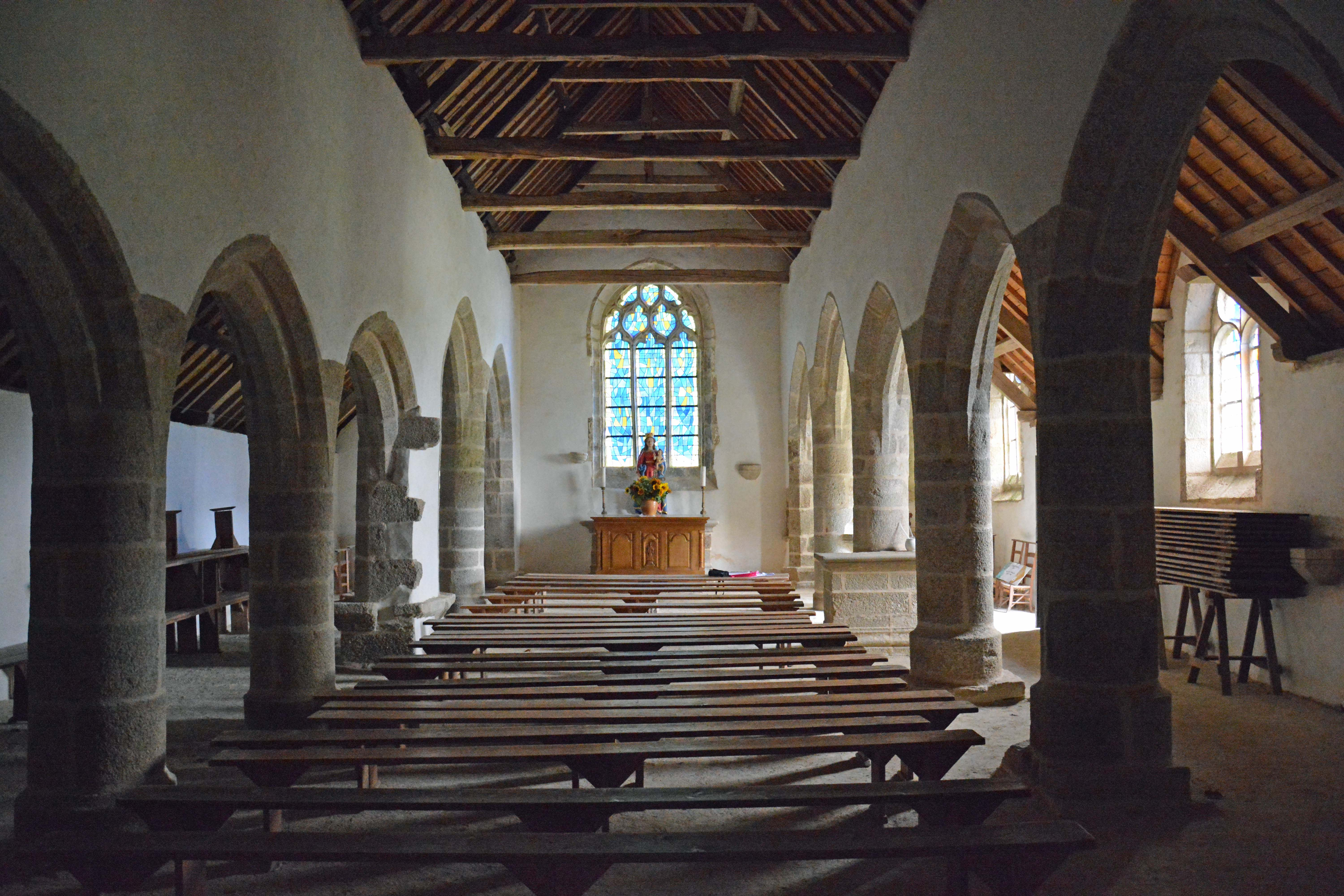
Chapelle de Coat-an-Poudou : vue intérieure d'ensemble.

- - la chapelle Saint-Antoine, construite entre la fin du XVIe et la fin du XVIIe siècle ; elle s'appelait antérieurement chapelle Saint-Congar, du nom de saint Congar, un saint breton du VIIe siècle ; c'est une chapelle de plan rectangulaire à nef unique, qui fut restaurée en 1689 come l'atteste une inscription située sur le pignon ouest ; la chapelle possède des statues anciennes en calcaire et d'autres en bois polychrome ; la croix en granite de son placître porte un crucifix et au revers la statue d'une Vierge à l'Enfant. Une stèle datant de l'Âge du fer, haute de 2,95 mètres, à base rectangulaire, se trouve à l'entrée du chemin menant à la chapelle.

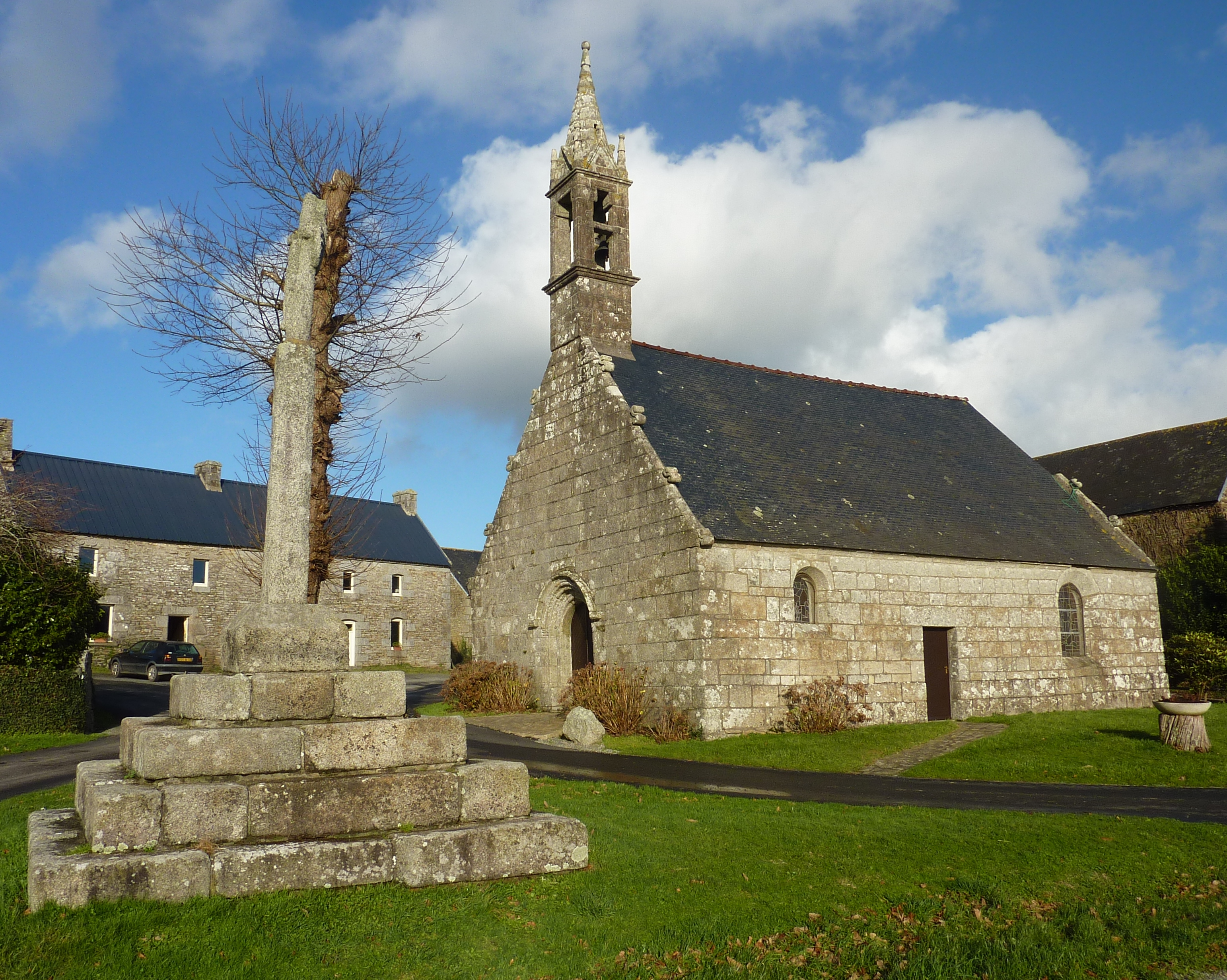
La chapelle Saint-Antoine et son calvaire : vue d'ensemble.
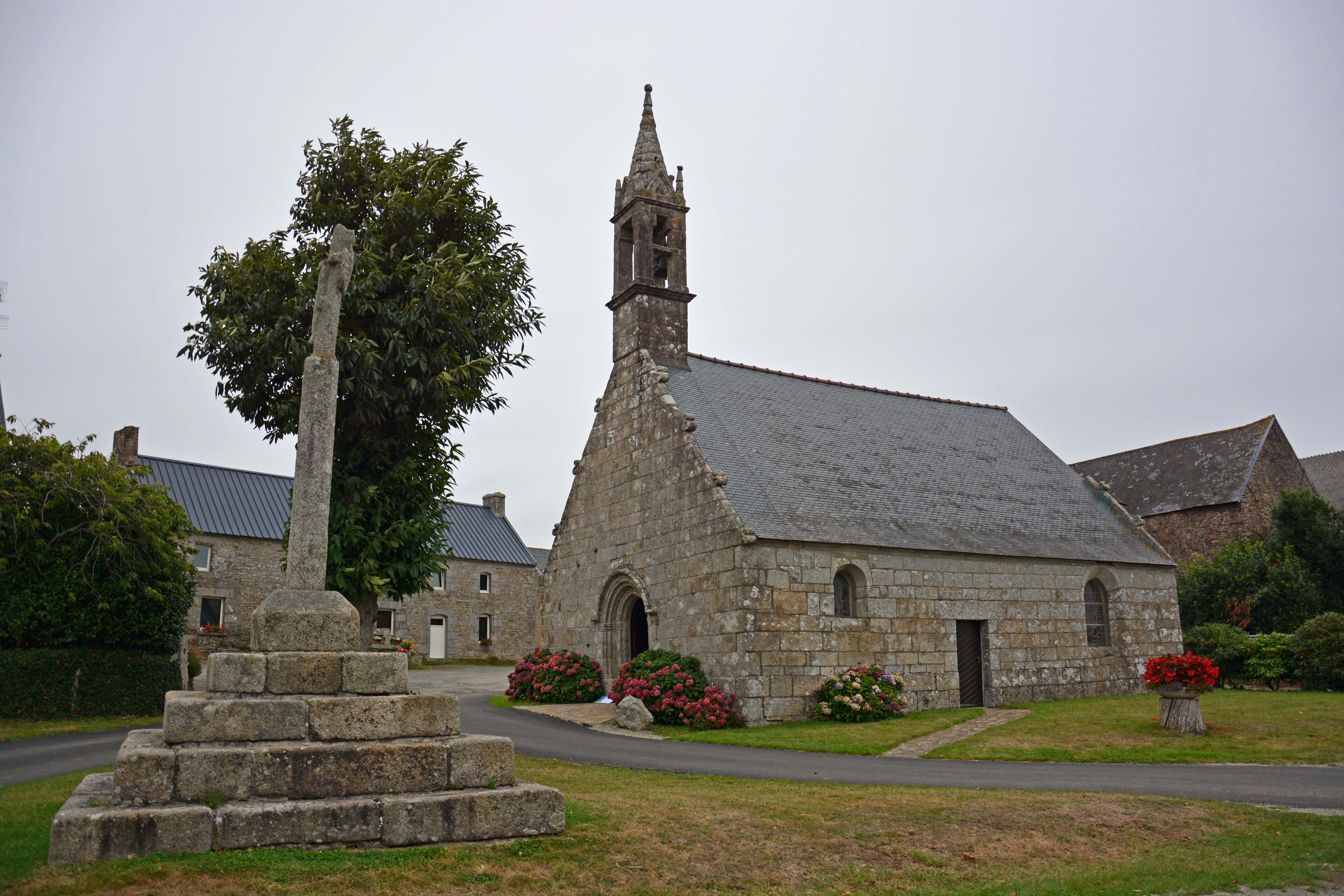
La chapelle Saint-Antoine et son calvaire : vue d'ensemble.
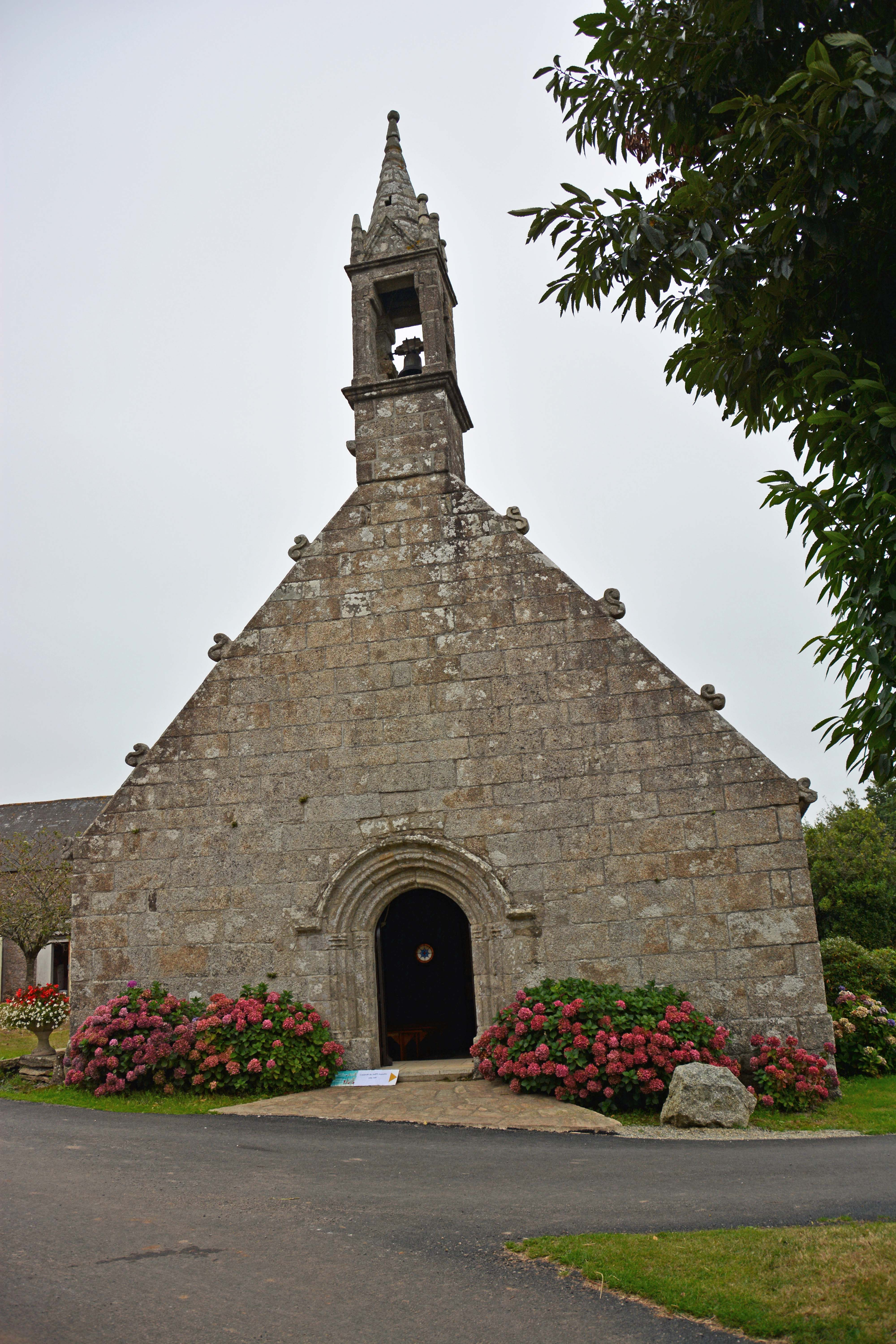
Chapelle Saint-Antoine : la façade.
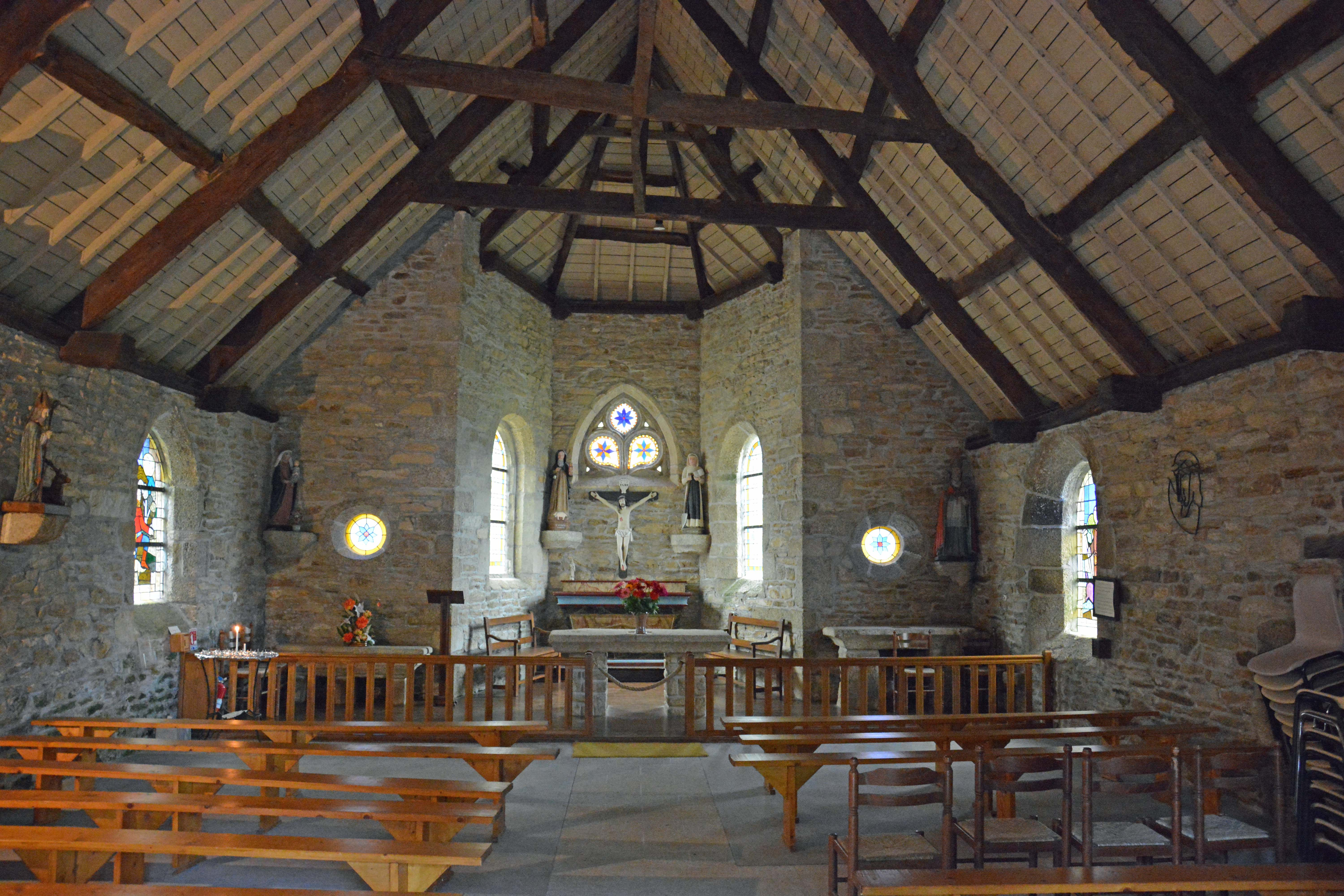
Chapelle Saint-Antoine : vue intérieure d'ensemble.
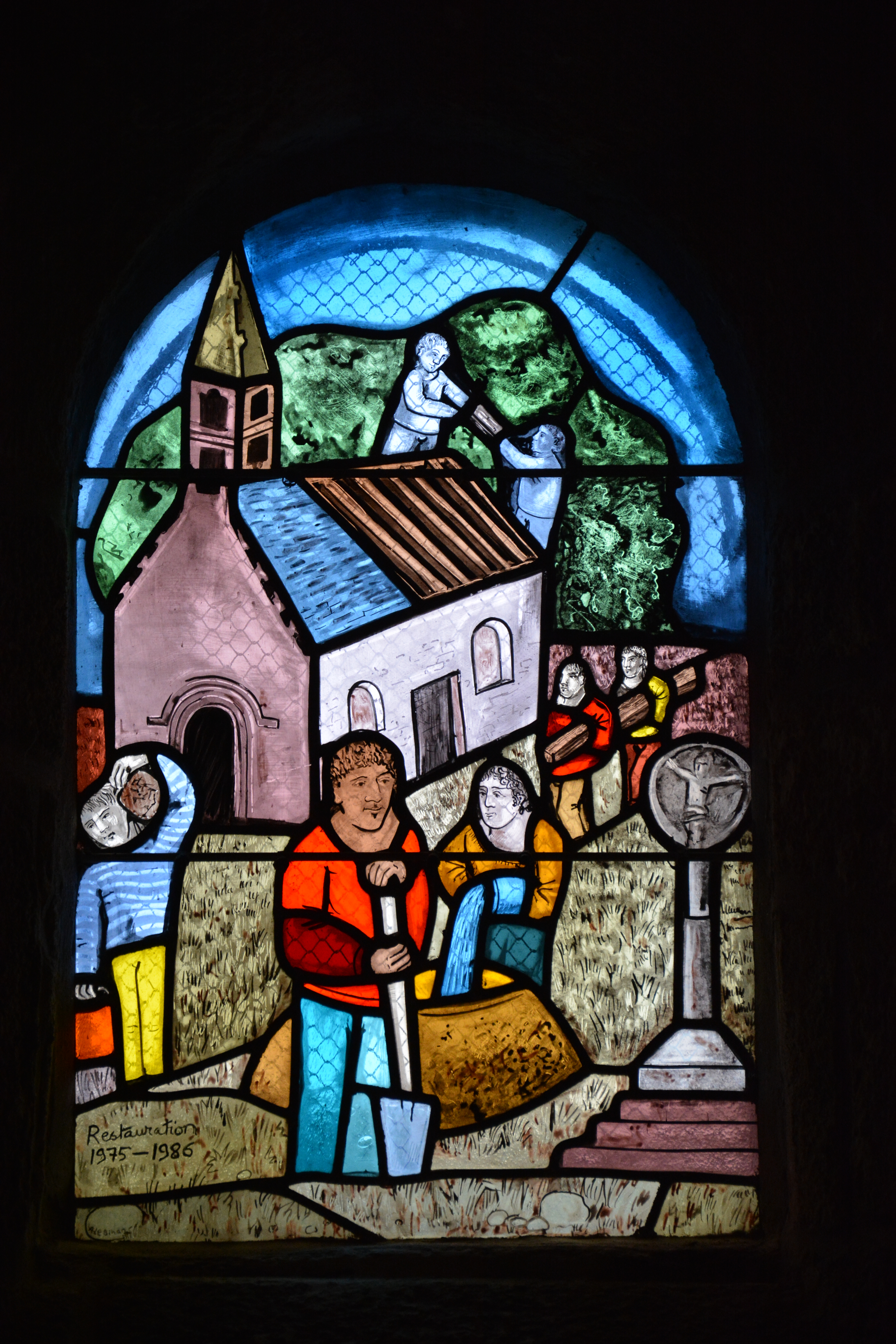
Chapelle Saint-Antoine : un vitrail.
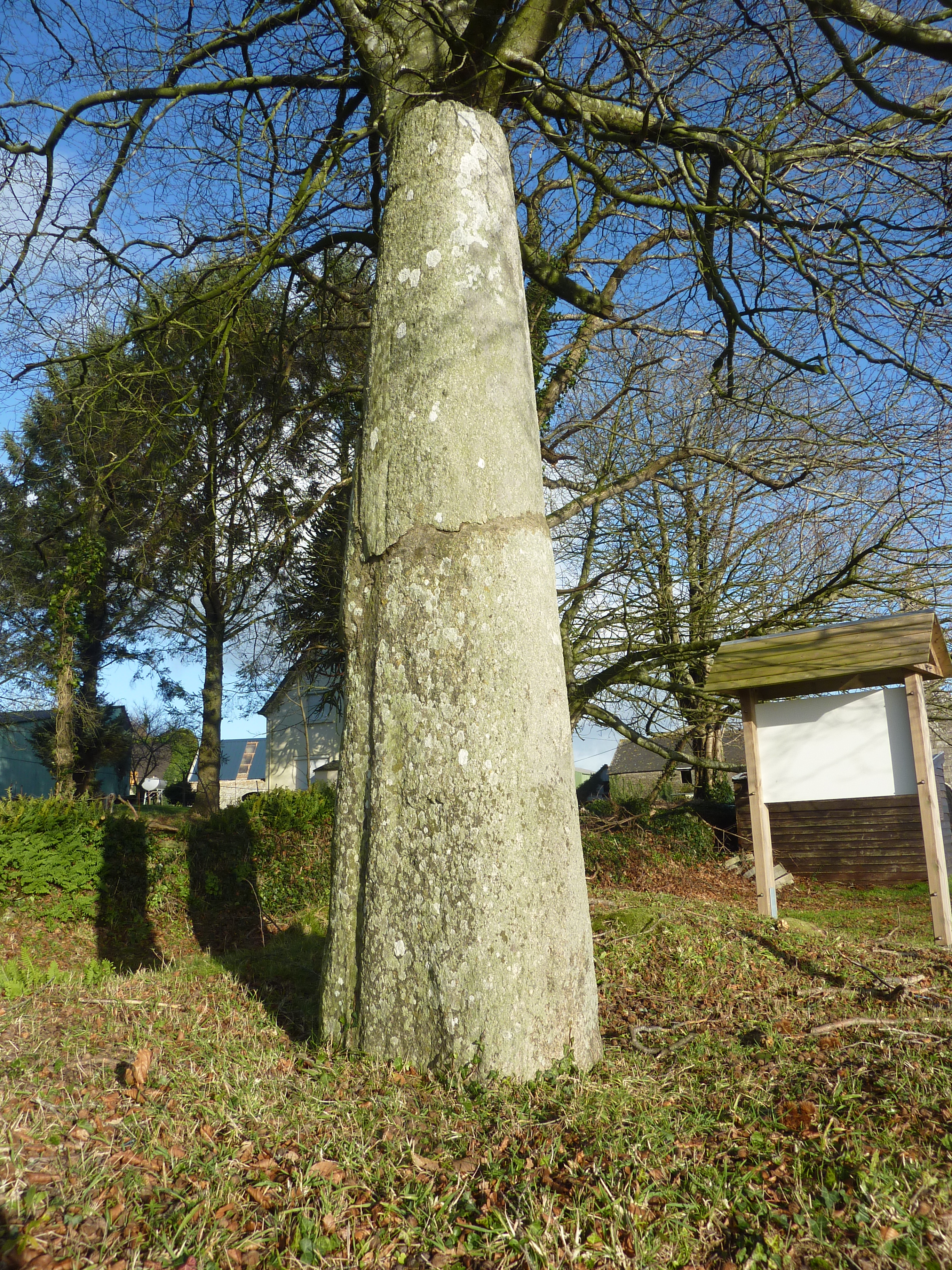
Stèle datant de l'Âge du fer près de la chapelle Saint-Antoine.

- - la chapelle Saint-Grégoire, construite entre le XVIe siècle et le XVIIe siècle à Cadol (les seigneurs du Minuellou ont participé à sa construction ; le clocher date de 1630) ; elle est située un peu à l'écart de l'ancien chemin du Tro Breiz venant de Locmaria et se dirigant vers la Trinité ; ell était le siège d'une trève dépendant de Melgven. Dédiée initialement à saint Cado, elle a eu ensuite comme saint patron saint Grégoire, probablement en raison de la volonté du clergé de substituer des saints reconnus par l'église catholique aux saints bretons. Elle renferme un maître-autel datant de la fin du XVIIIe siècle, un autre autel en pierre du XVIe siècle, des statues de la Vierge-Mère, de saint Grégoire et de saint Tugdual (celle-ci provenant d'une ancienne chapelle disparue), de saint Corentin et de saint Michel terrassant le dragon et un Christ mural datant du XVIe siècle ; le placître contient un calvaire gothique datant du XVe siècle et trois pierres tombales datant du XVIIIe siècle dont celle d'Olivier Le Guyader, curé de la trève de Cadol, décédé le 4 mars 1709, ainsi que les restes de Vincent Laënnec[Note 31], un ancêtre du docteur Laënnec, notaire royal à Concq [Concarneau] et Rosporden, tué lors de la Guerre de la Ligue en 1597. Son clocher fut victime de la foudre en 1915. Dans un état de délabrement avancé en 1979, la chapelle a été restaurée grâce à l'initiative d'un comité de restauration formé par des habitants du quartier[101].

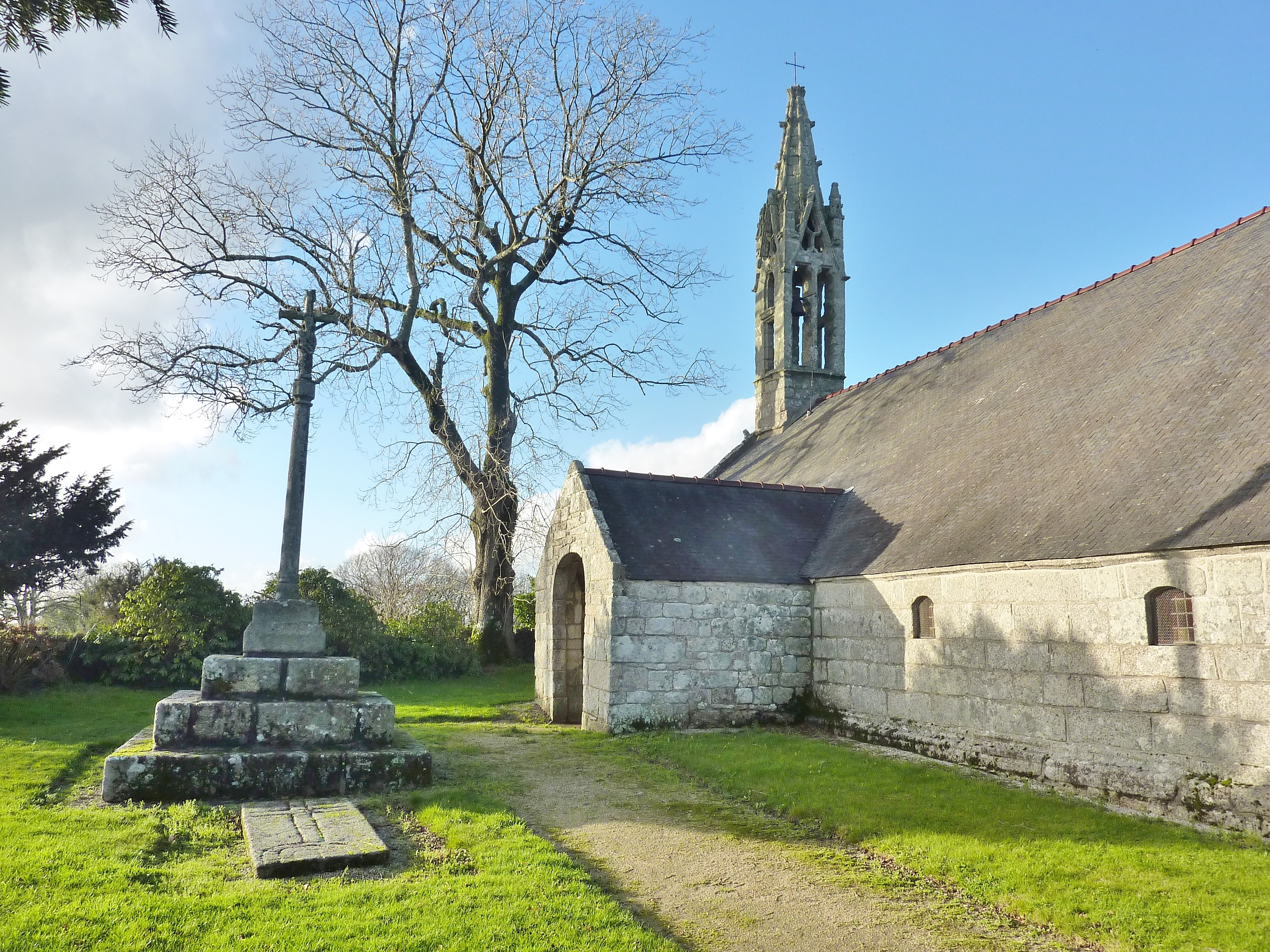
La chapelle de Cadol et son calvaire : vue d'ensemble.
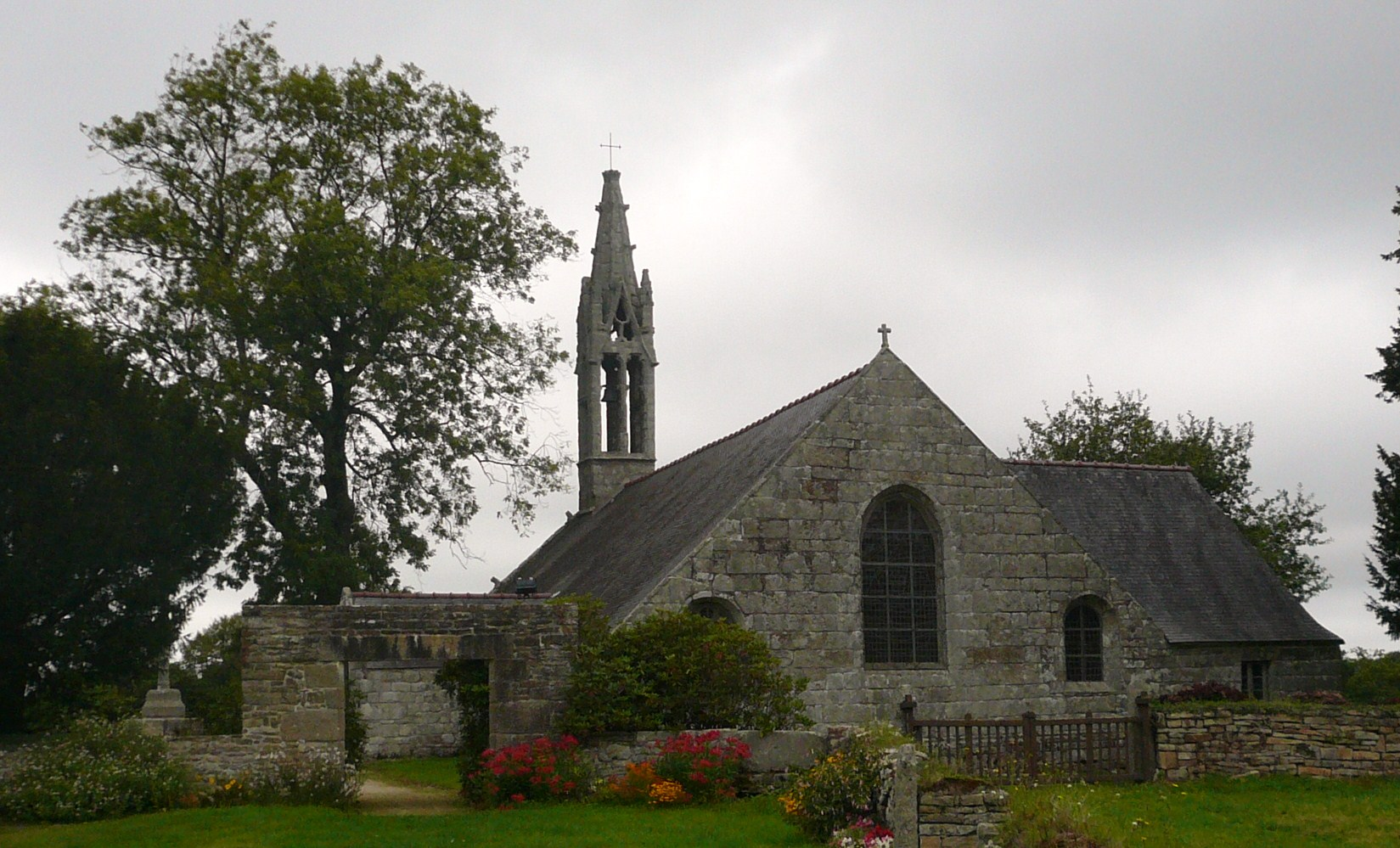
Chapelle de Cadol : vue extérieure d'ensemble.
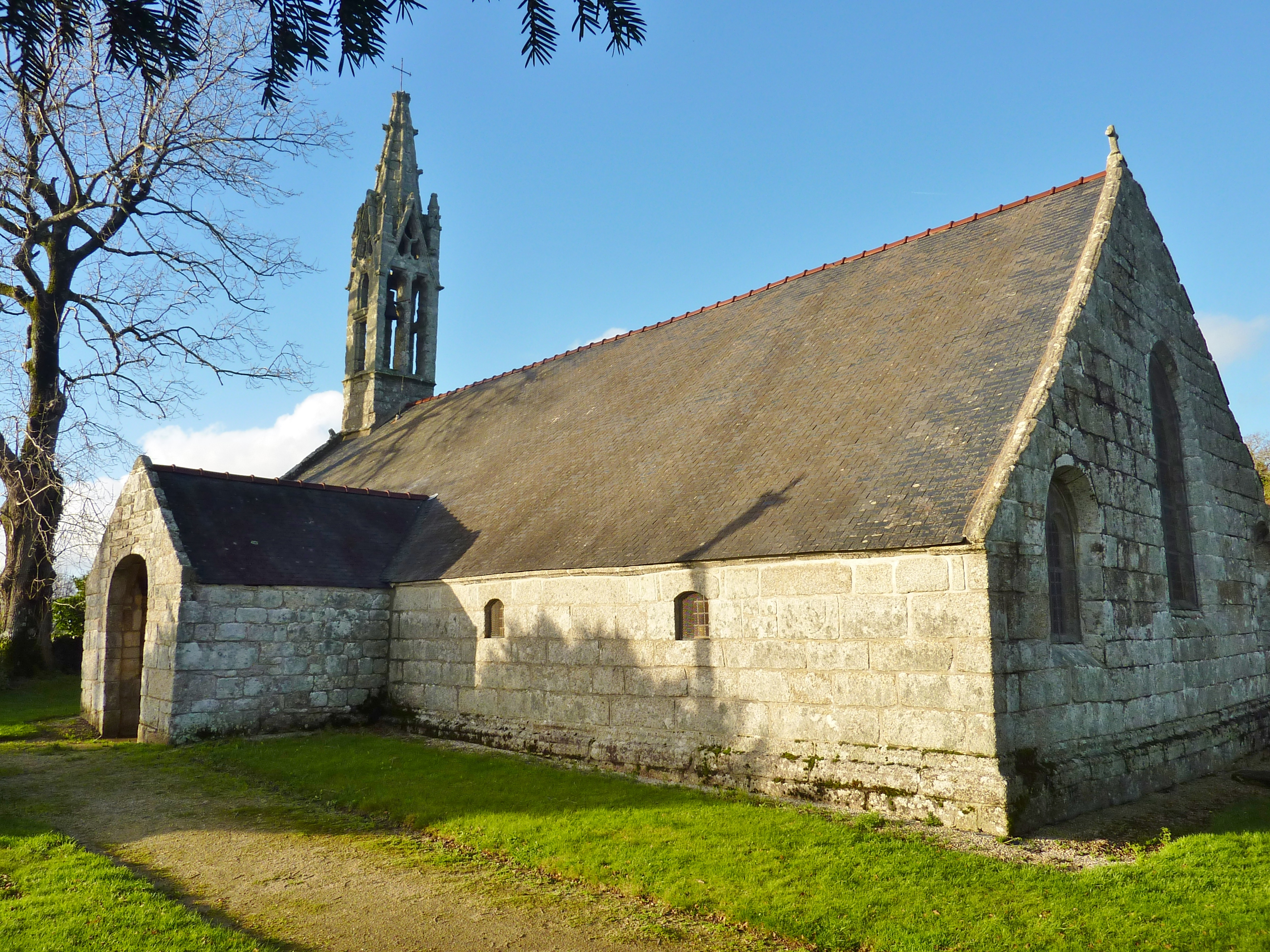
Chapelle de Cadol : vue extérieure d'ensemble.
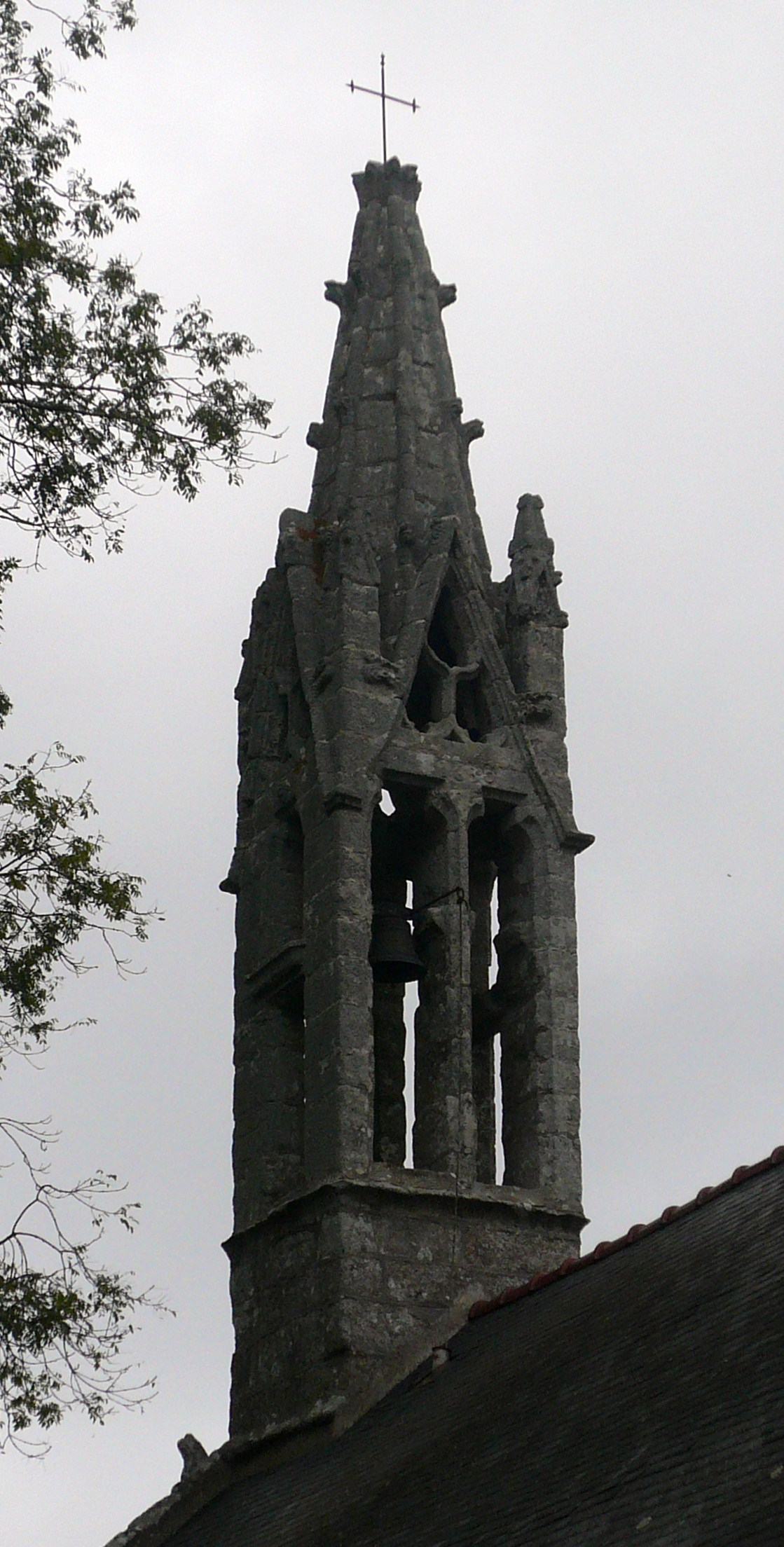
Chapelle de Cadol : le clocher.
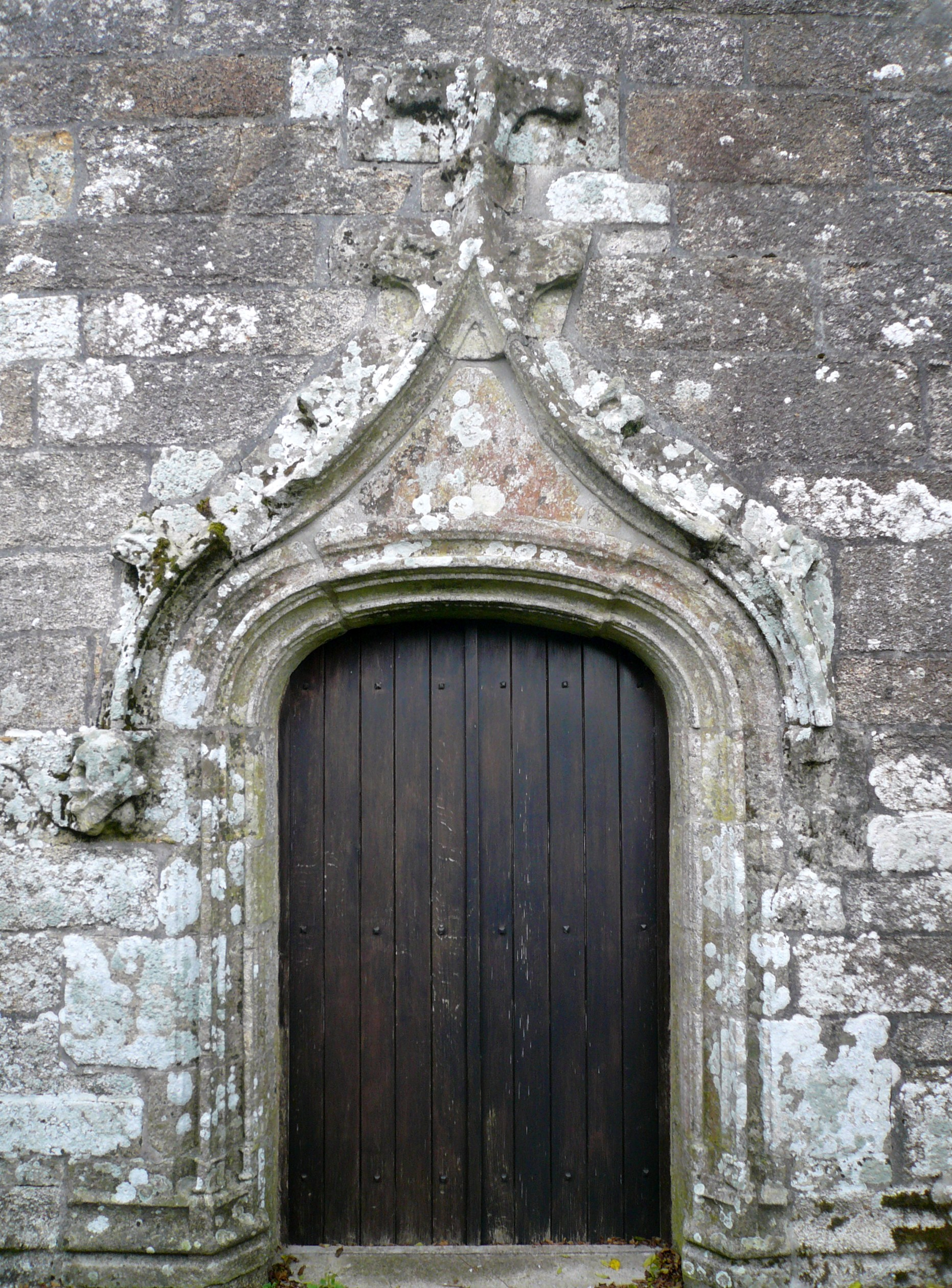
Chapelle de Cadol : portail occidental.
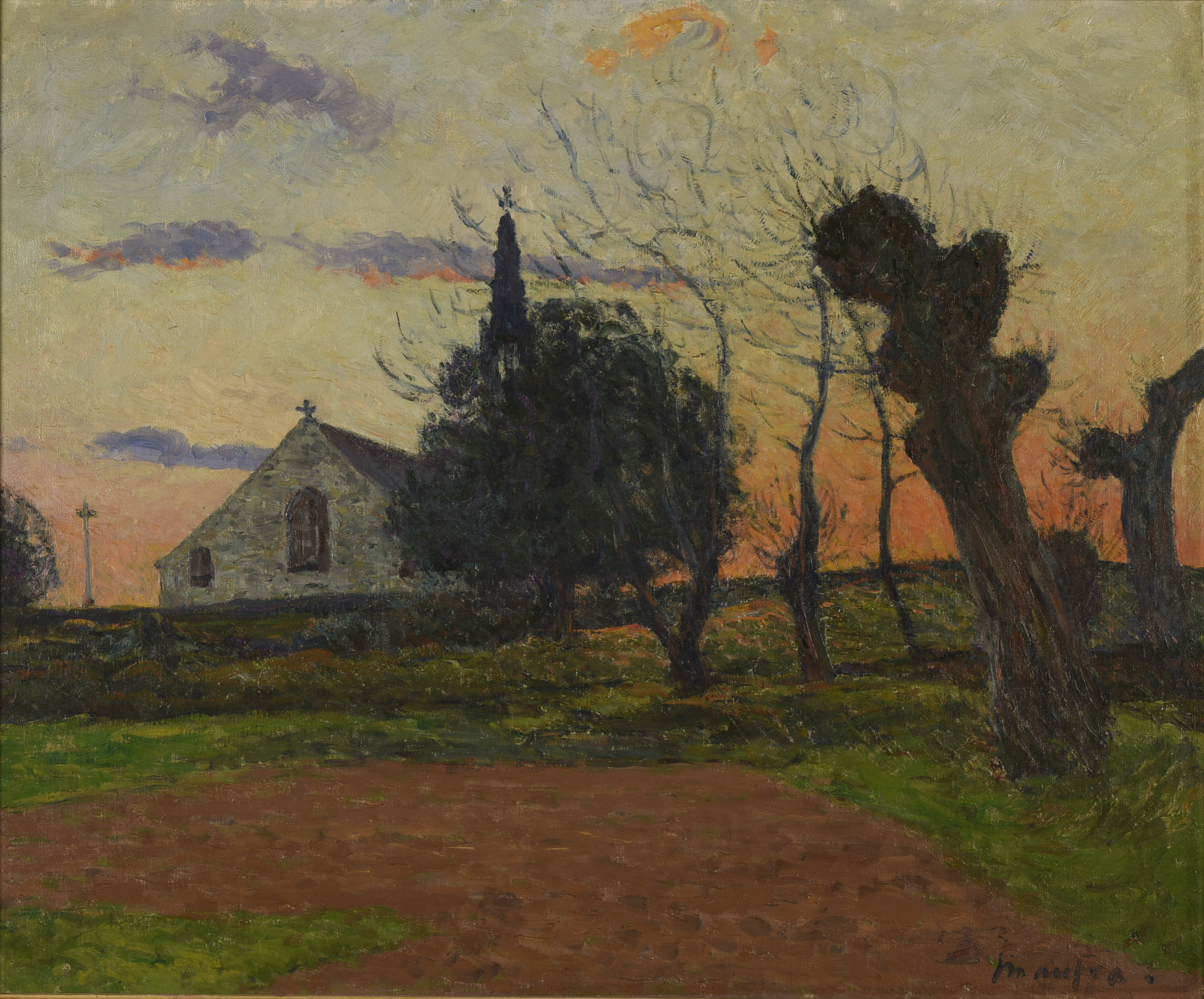
Maxime Maufra :  Soleil couchant, Cadol (Musée des Beaux-Arts de Reims).

- - la chapelle de la Trinité, construite à partir du XVIe siècle, et appelée alors « chapelle du Boutier ». Le tympan du portail occidental représente le corps du Christ reposant sur les genoux de Dieu le Père, une disposition très rare[102].

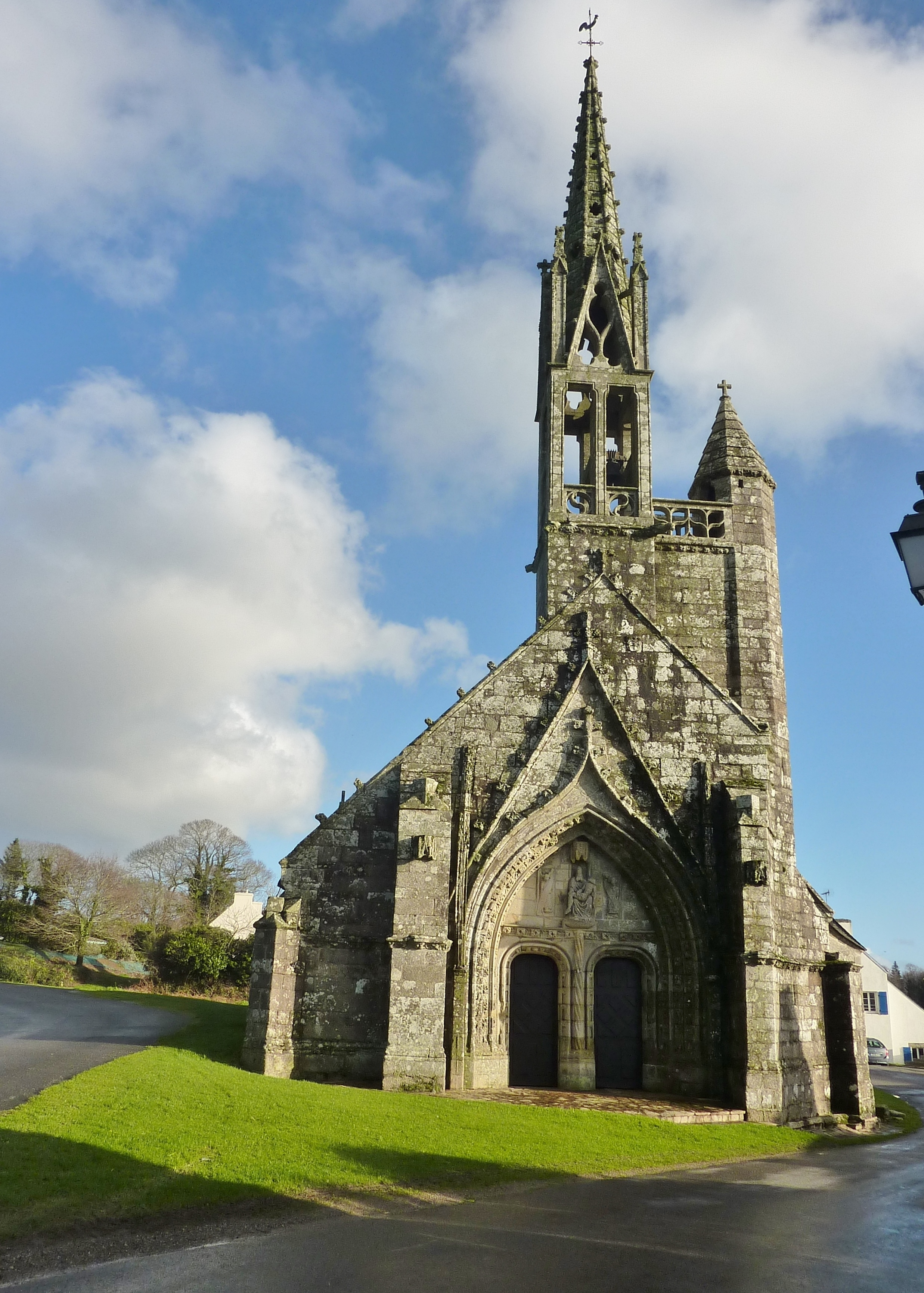
Chapelle de la Trinité, vue d'ensemble de la façade.
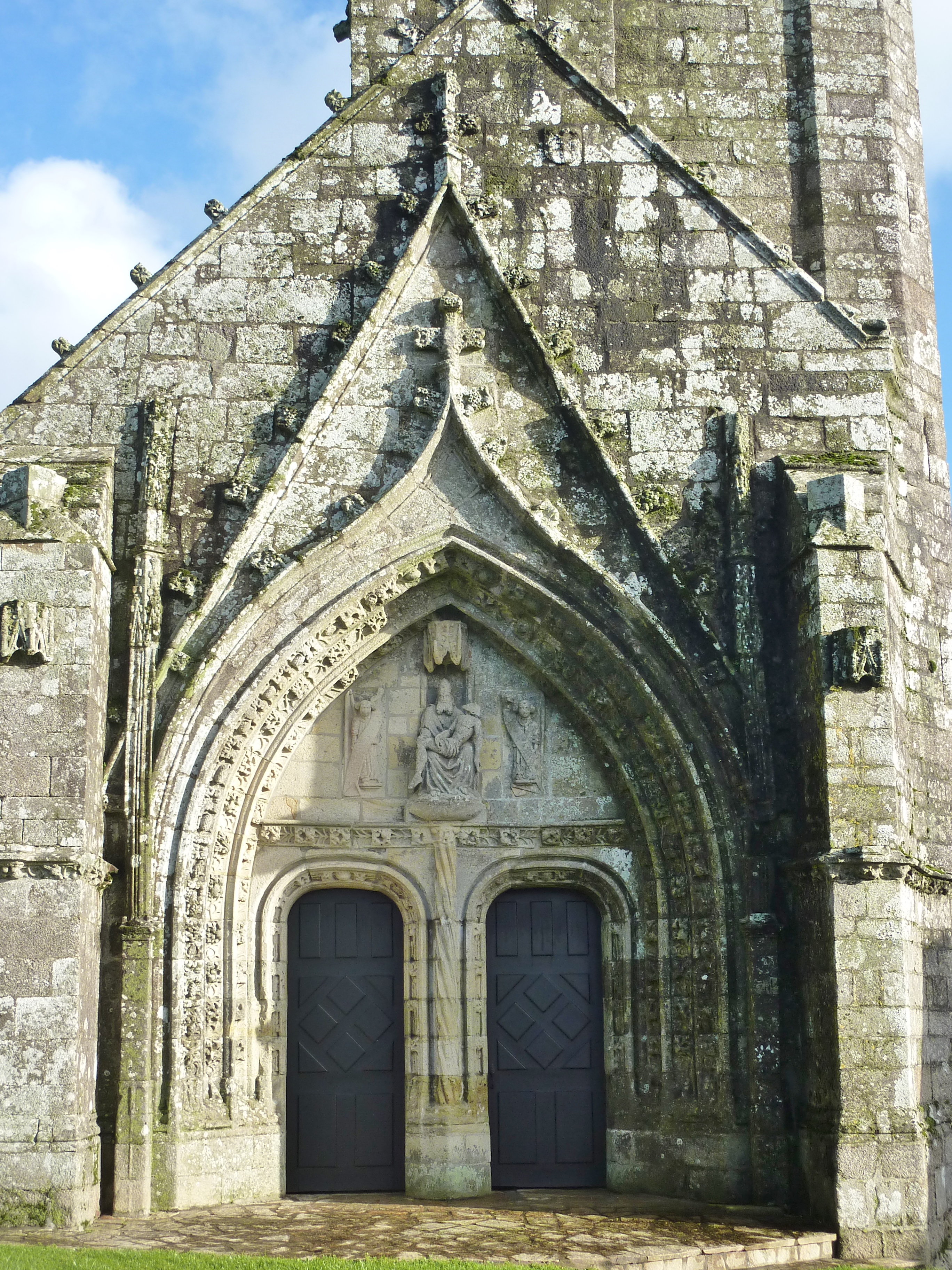
Portail d'entrée de la façade de la chapelle.
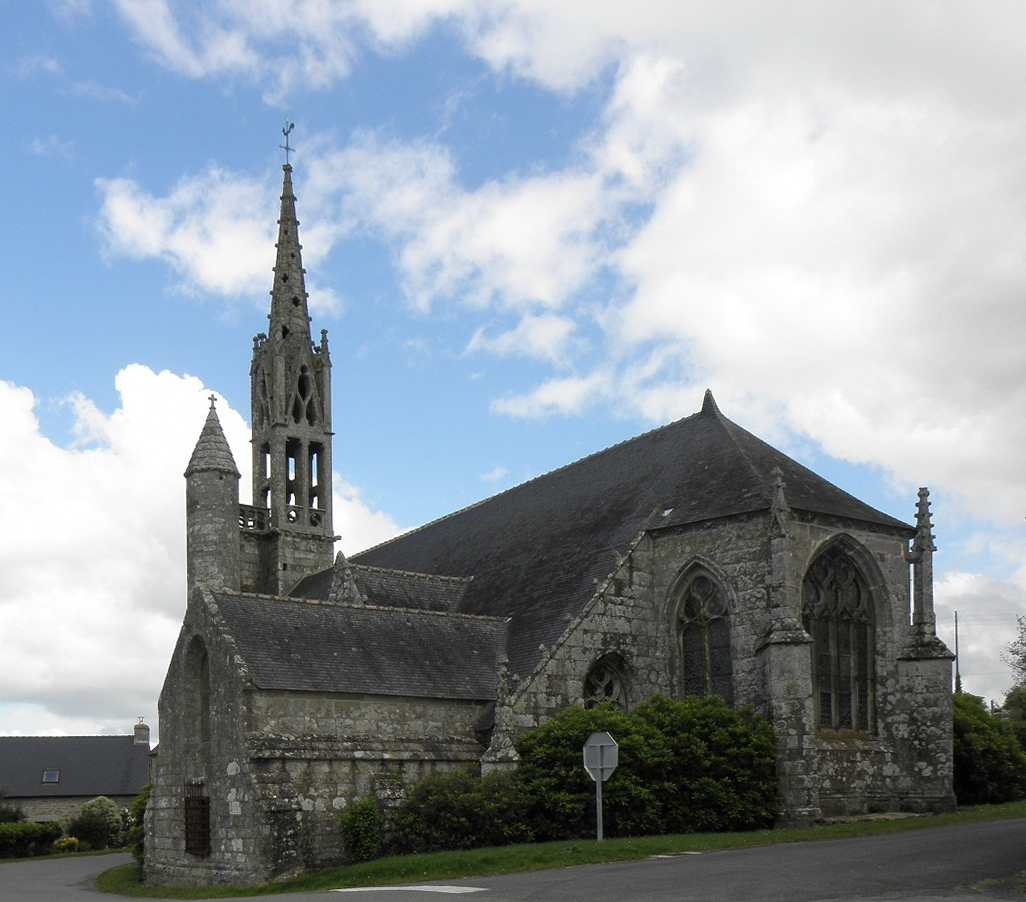
Clocher, sacristie et chevet de la chapelle de la Trinité.
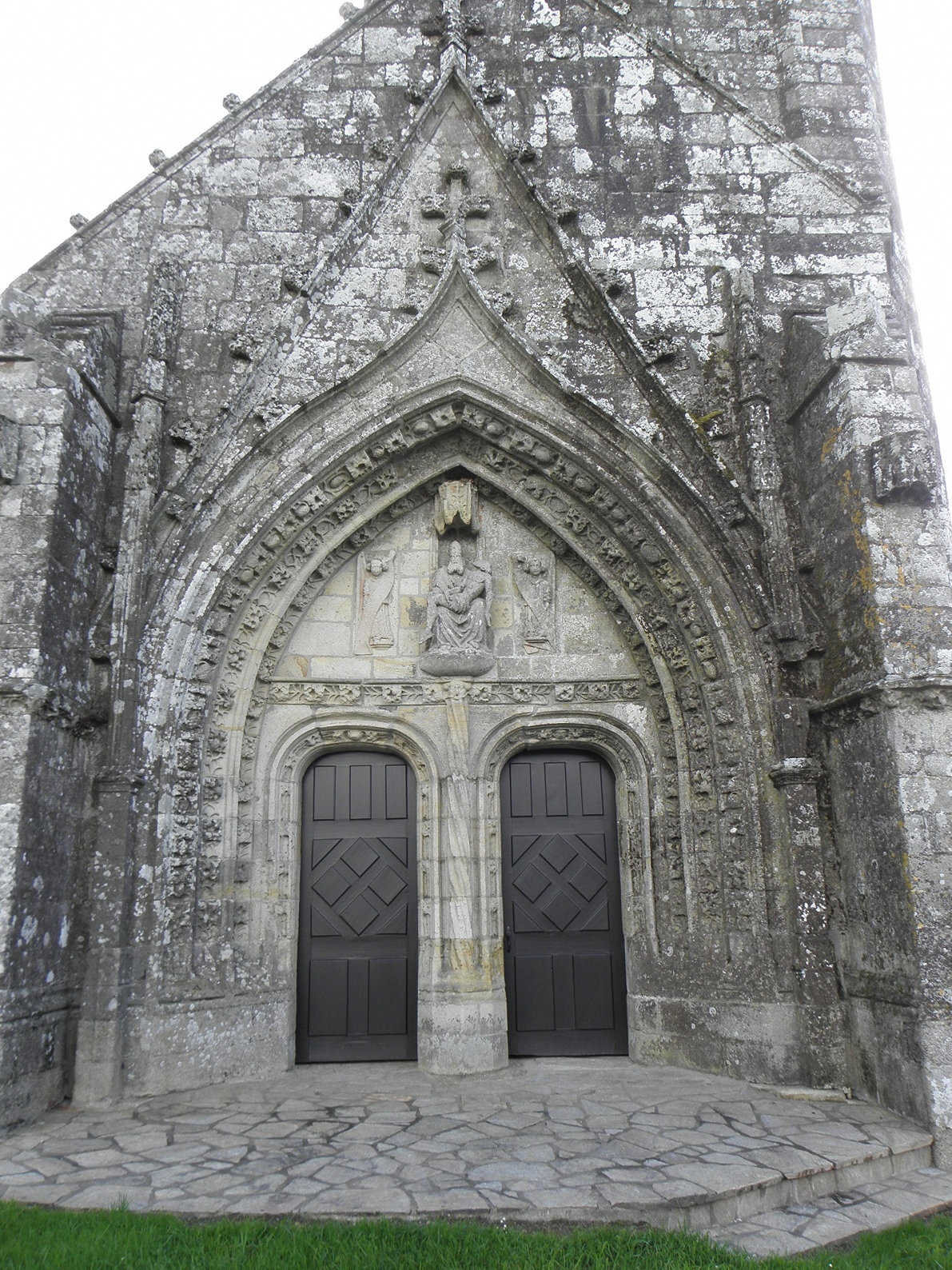
Portail occidental de la chapelle de la Trinité.
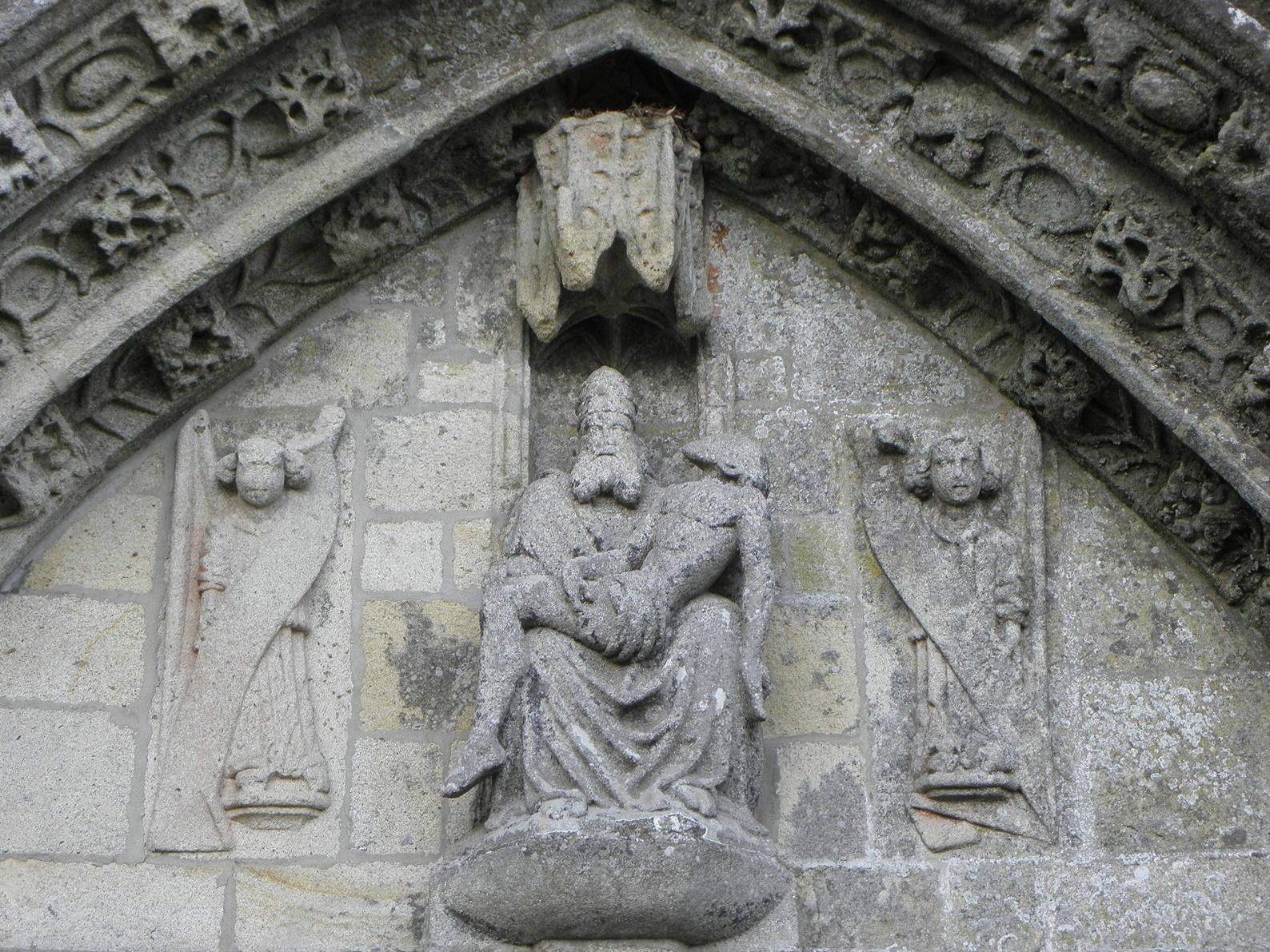
Statue de la Trinité au tympan du portail occidental de la chapelle de la Trinité.

- Une chapelle Saint-Laurent a existé jusqu'au début du XIXe siècle.
- Des fontaines de dévotion considérées par le passé comme miraculeuses :
  - la fontaine de Saint-Laurent du Boutier-La Trinité ;
  - la fontaine de Penfeunteun.
- 17 croix et calvaires sont recensés dans la commune de Melgven[103].

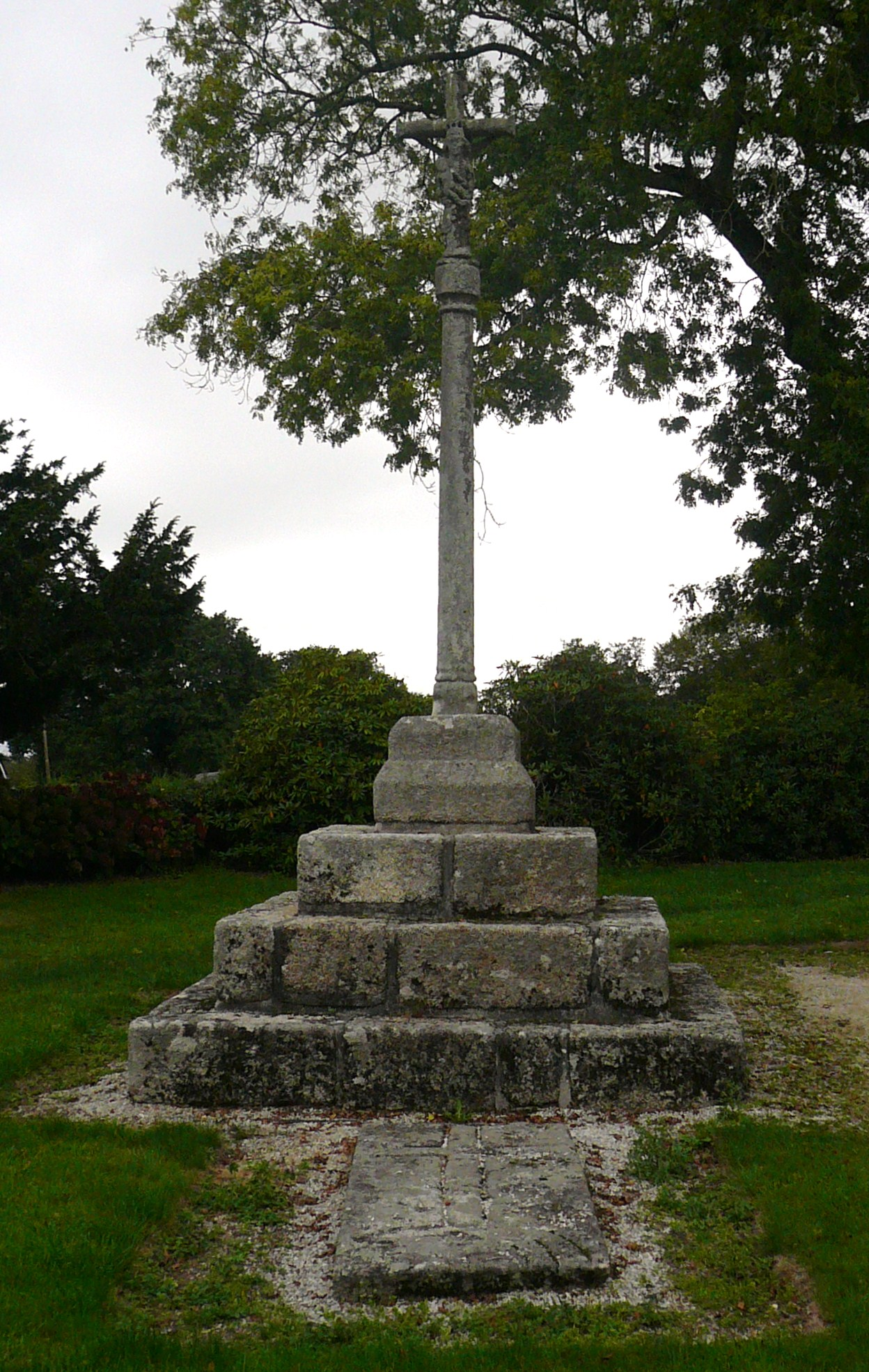
Le calvaire (datant du XVe siècle) situé près de la chapelle de Cadol.
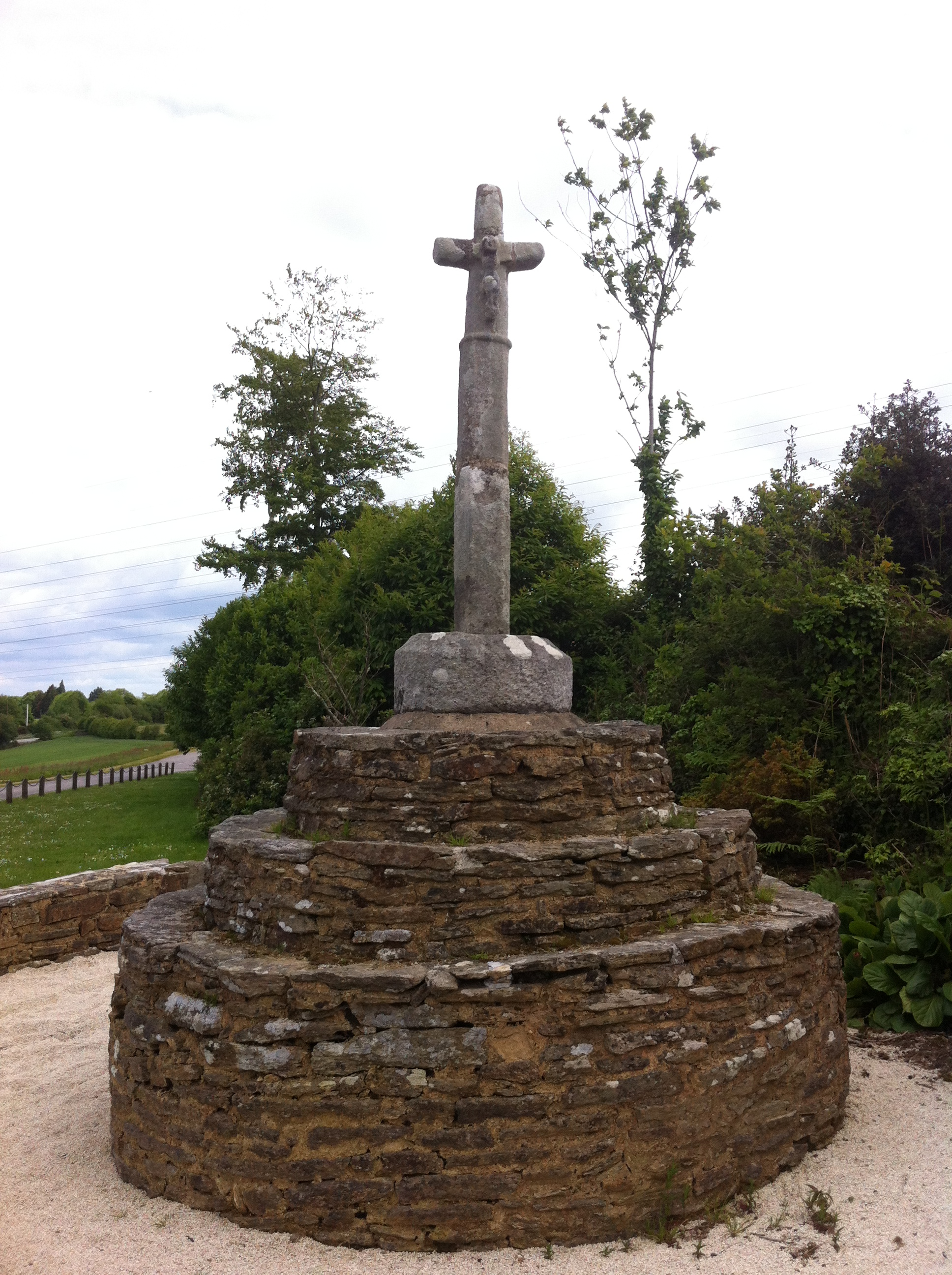
Le calvaire de Croas Keranpeoc'h (date du XVIe siècle).
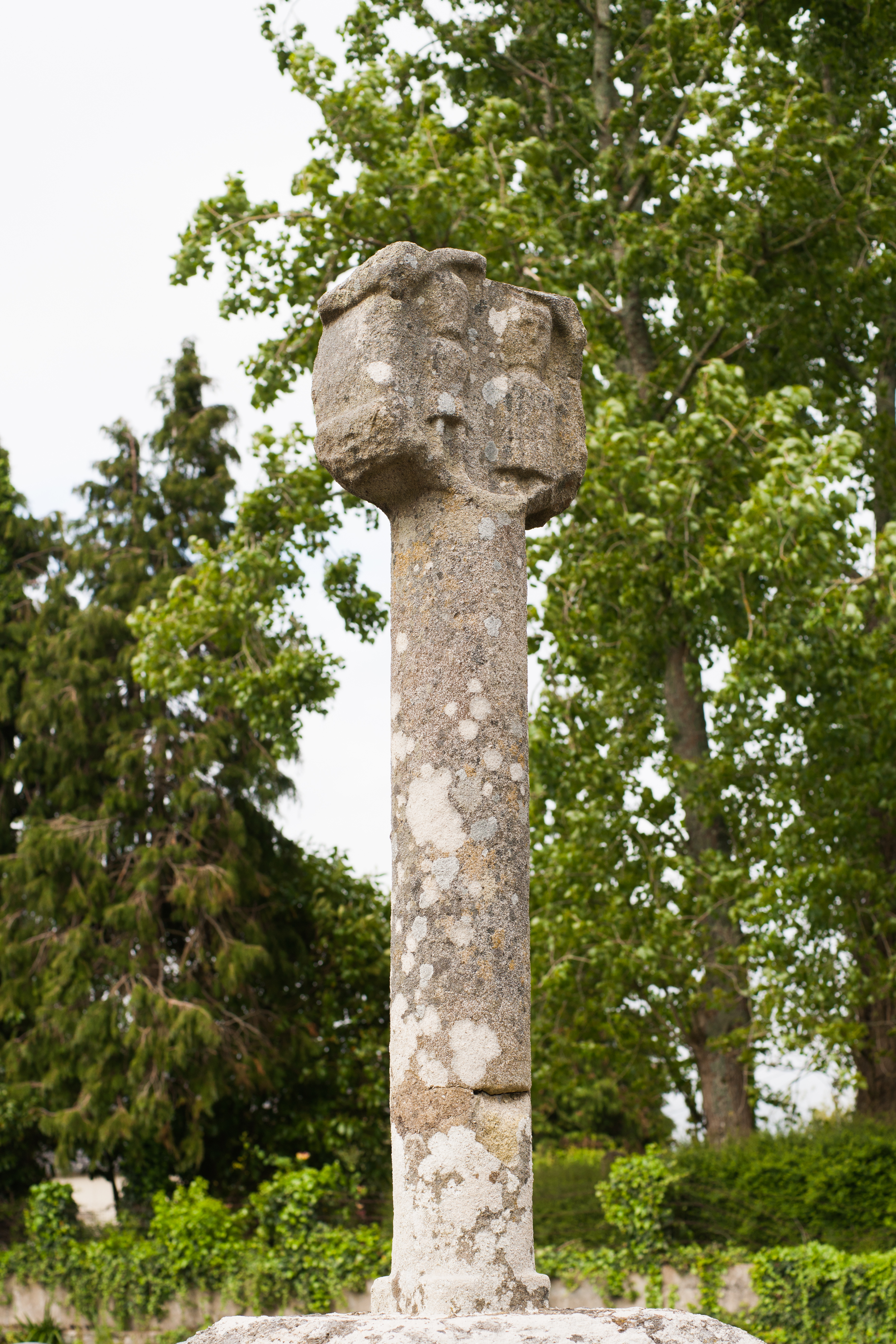
La croix de Croas Kerfrancès (date du XIIIe siècle).
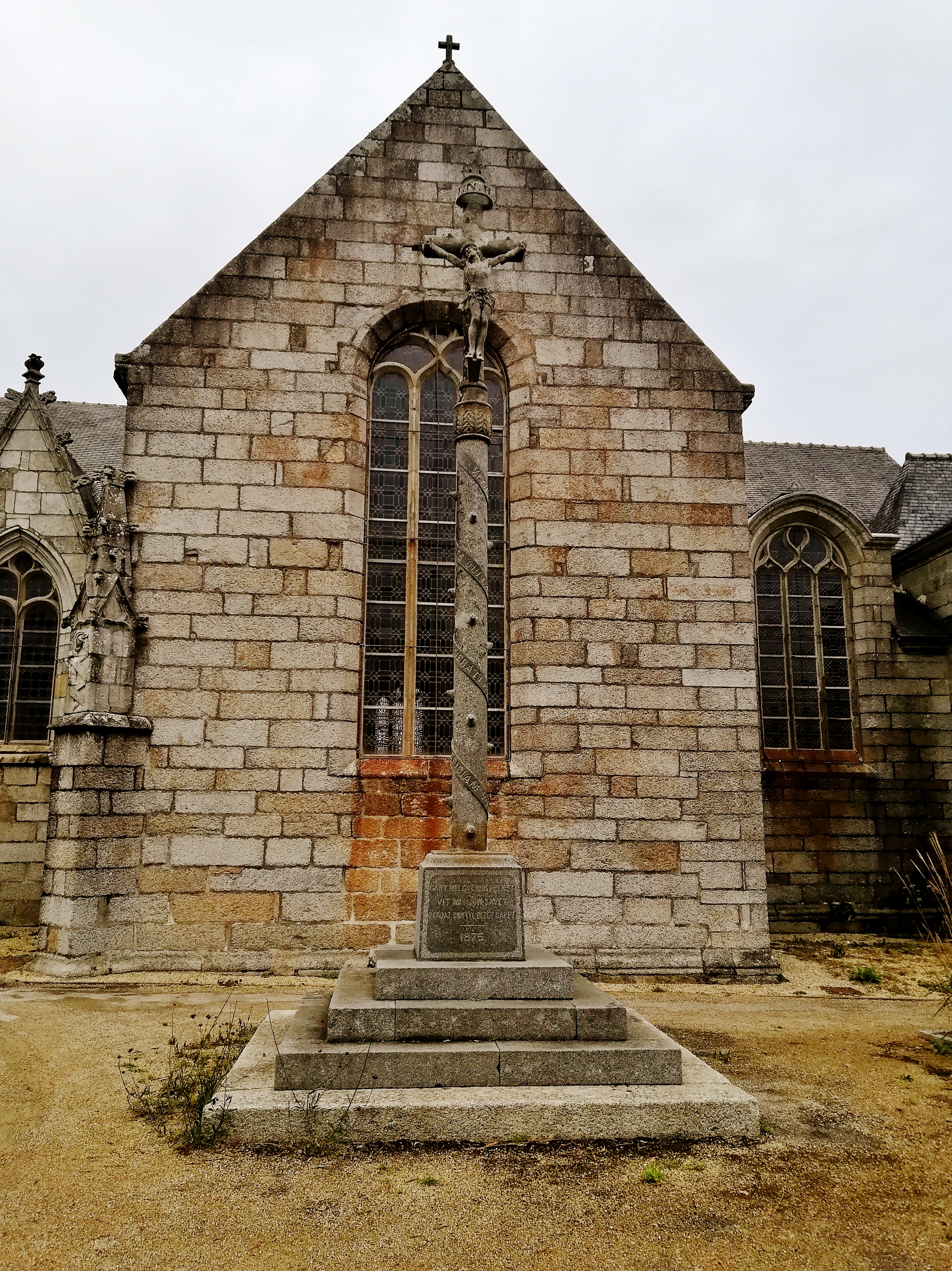
Croix datant de la mission de 1875 située devant l'église paroissiale.

- Le jardin du Kergoat, en Melgven, est un jardin de rhododendrons et de plantes de terre de bruyère, possédé par Alain de Kerguélen, un descendant de la famille de Kerguélen qui possédait l'ancien manoir de Kergoët[104].
- Le château de Keranével : Guillaume de Goarlot, seigneur originaire de Kernével, érige en 1426 la seigneurie de Keranével à Melgven. Entre 1885 et 1892, Alfred Legendre[Note 32], architecte diocésain de Nantes, fait construire l'actuel château en remplacement de l'ancien. Le château est la propriété de la famille Harscouët de Saint-Georges jusqu'en 1994 ; la dernière héritière, Ghislaine Harscouët de Saint-Georges épouse en 1976 le comte Robert de Monti de Rezé. Depuis 1951, le domaine du château accueille grâcieusement chaque été des troupes scoutes. Depuis 2020 son parc est loué pour l'organisation d'événements festifs[105].

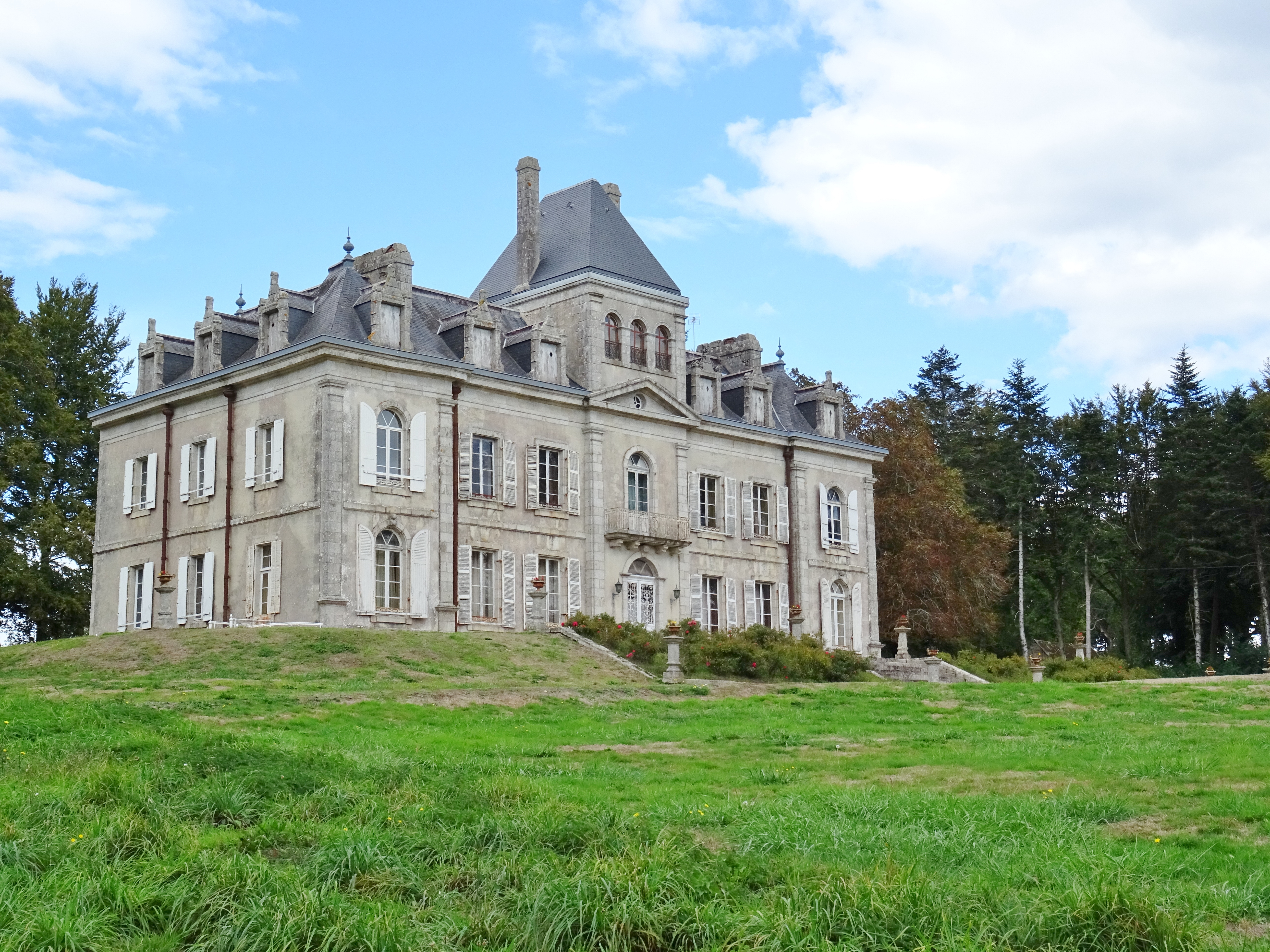
Château de Kerénével : vue extérieure d'ensemble depuis le sud-ouest.
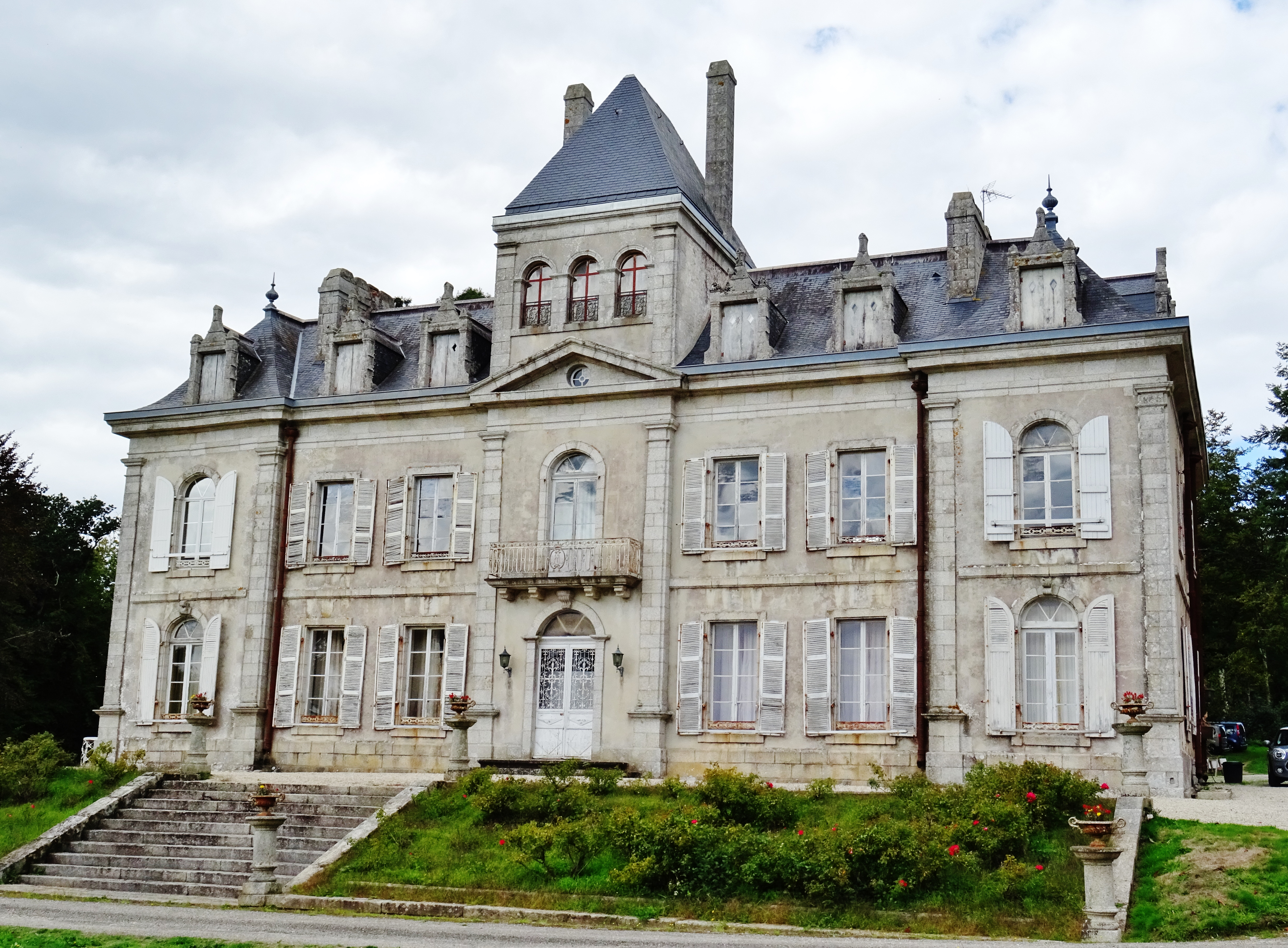
Château de Kerénével : la façade.

- Les deux moulins à papier de Kergoat ("moulin d'en haut" et "moulin d'en bas") , situé sur la rive droite de l'Aven, à proximité du manoir de Kergoat et du hameau de La Trinité ; ils ont cessé leur activité vers le milieu du XIXe siècle ; il n'en subsiste que des ruines difficilement accessibles[106].
- Le manoir de Kergoat, construit en 1871 en remplacement de l'ancien château qui se trouvait sur la motte féodale située à proximité.

### Événements
La mairie de Melgven organise chaque année un festival mi-juin avec musique et animation. La programmation est éclectique : pop-rock, electro, rap, raggae, musique traditionnelle et danse.
Une association à but social et culturel, Talenka, dont le siège social se situe dans le bourg de Melgven, a été créée le 8 mai 2009.

### Personnalités liées à Melgven
- Charles Marie Bonaventure du Breil de Rays (né le 2 janvier 1832 à Lorient, décédé le 29 juillet 1893 au manoir de Coataven en Melgven, qui vécut au château de Quimerc'h en Bannalec), aventurier mégalomane à l'origine de la tragédie de Port-Breton (Nouvelle-Guinée) : Colonie libre de Port-Breton, terres à 5 francs l'hectare, fortune rapide et assurée. Pour tous renseignements s'adresser à Monsieur Du Breil de Rays, consul de Bolivie, château de Quimerc'h en Bannalec, Finistère. Quelque six cents candidats-colons, français, belges, italiens, allemands, répondirent à cette annonce de 1877 et beaucoup d'entre eux eurent un destin tragique dans ce projet de colonie libre dans une île inhospitalière de la Nouvelle-Guinée[107].